# Biserica de lemn din Agârbiciu

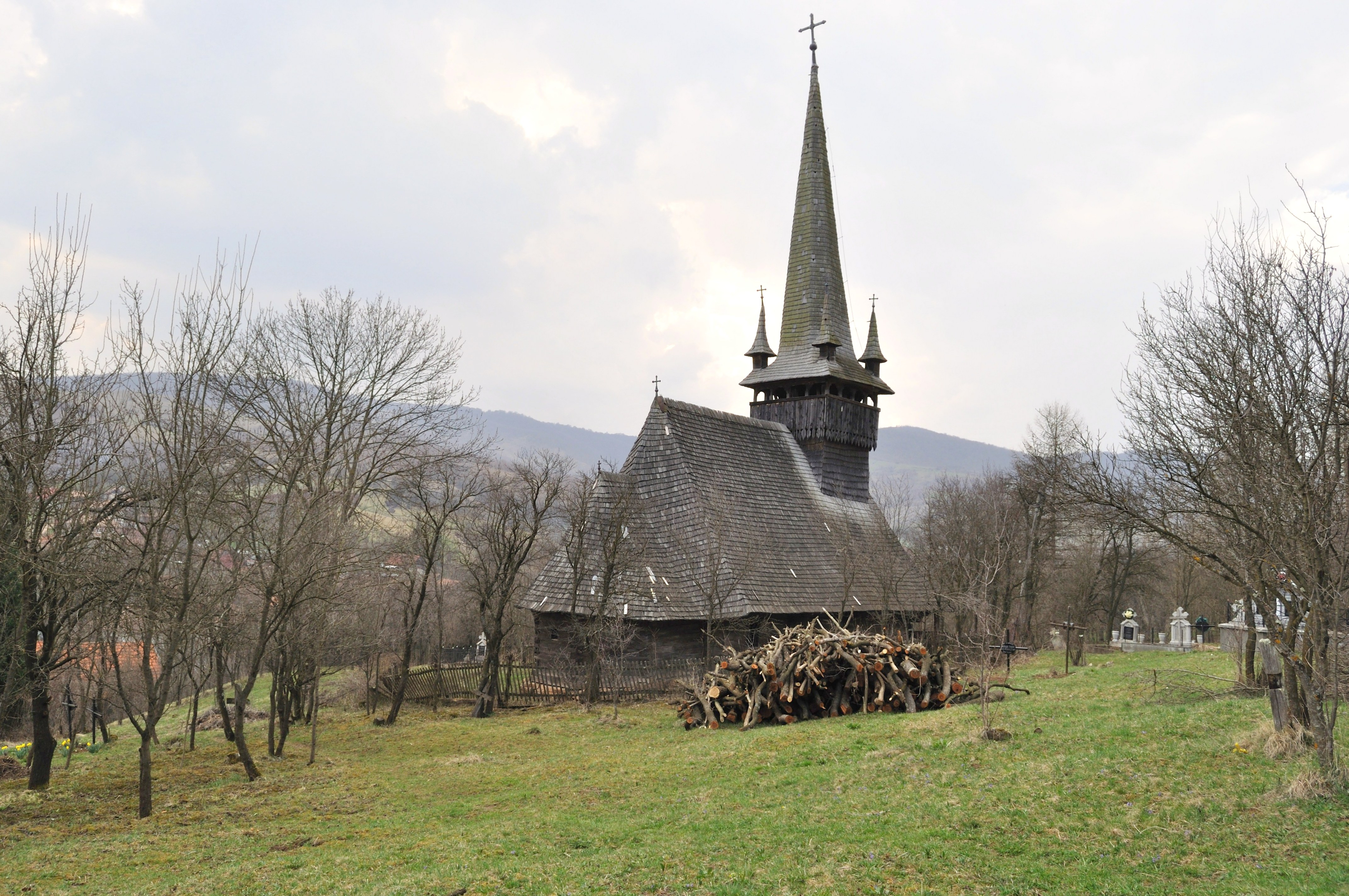
Biserica de lemn „Sfânta Treime” din Agârbiciu, județul Cluj, foto: aprilie 2011.

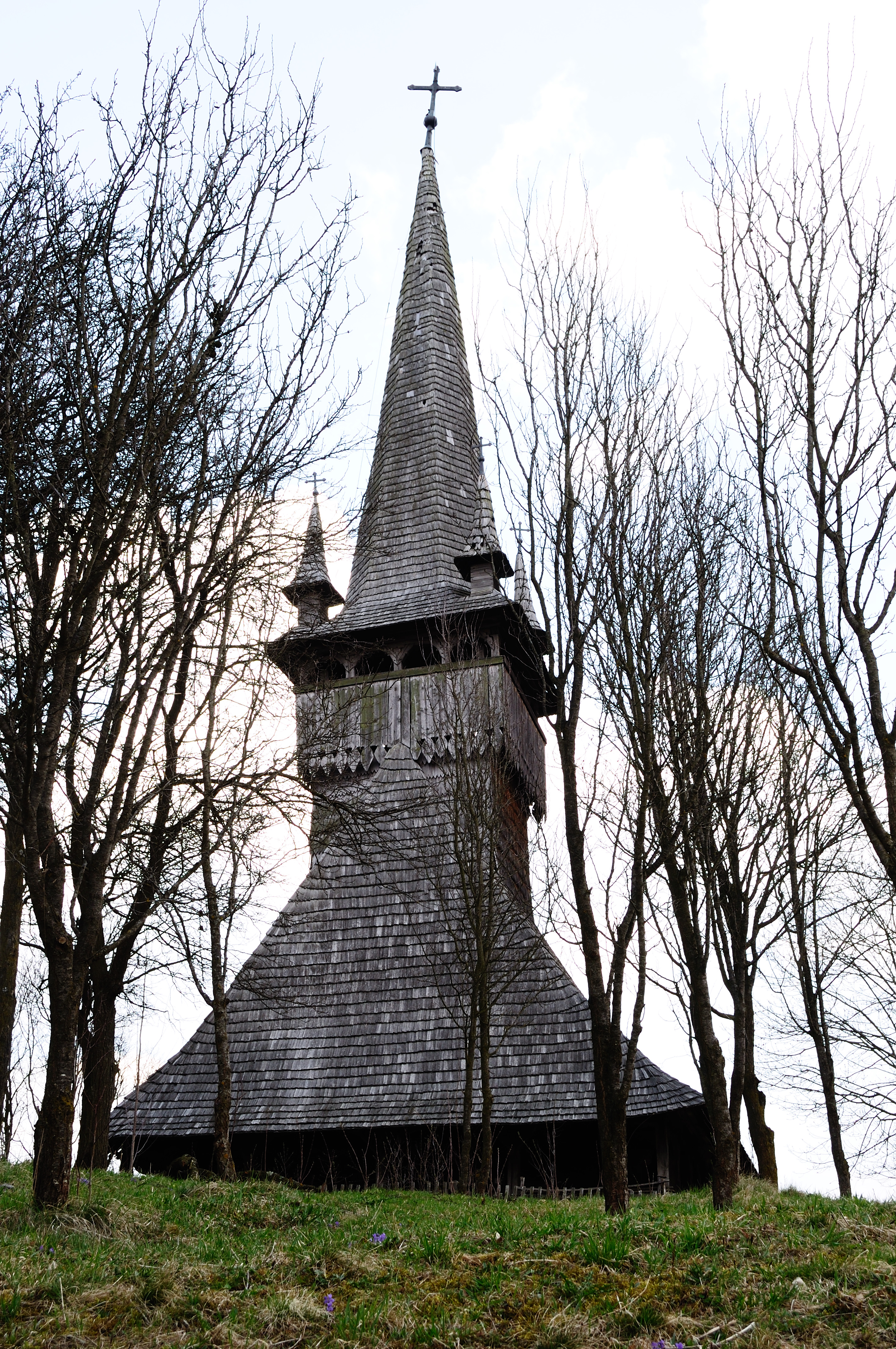
Biserica de lemn „Sfânta Treime” din Agârbiciu, județul Cluj, foto: aprilie 2011.

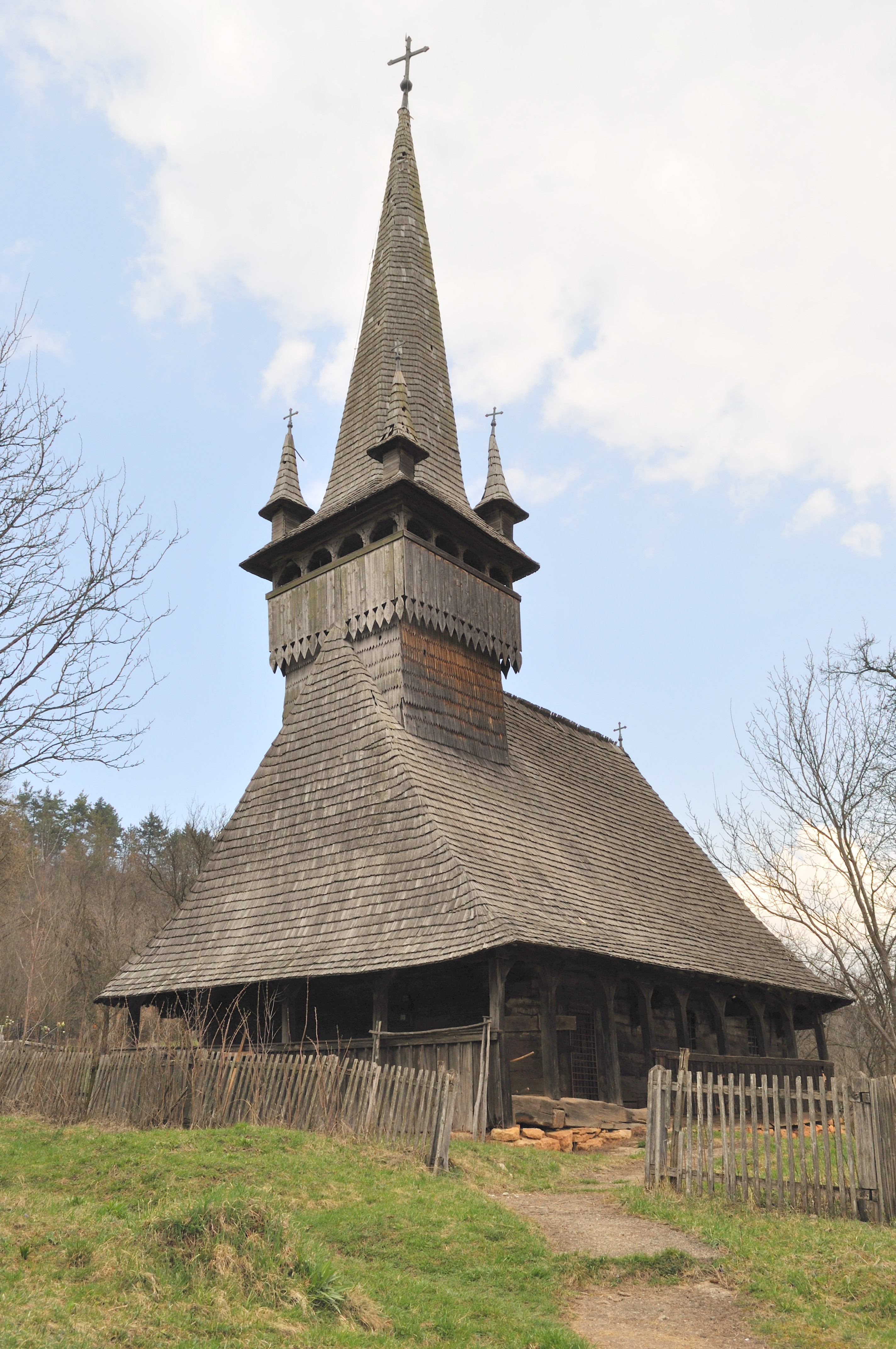
Biserica (sud-vest)

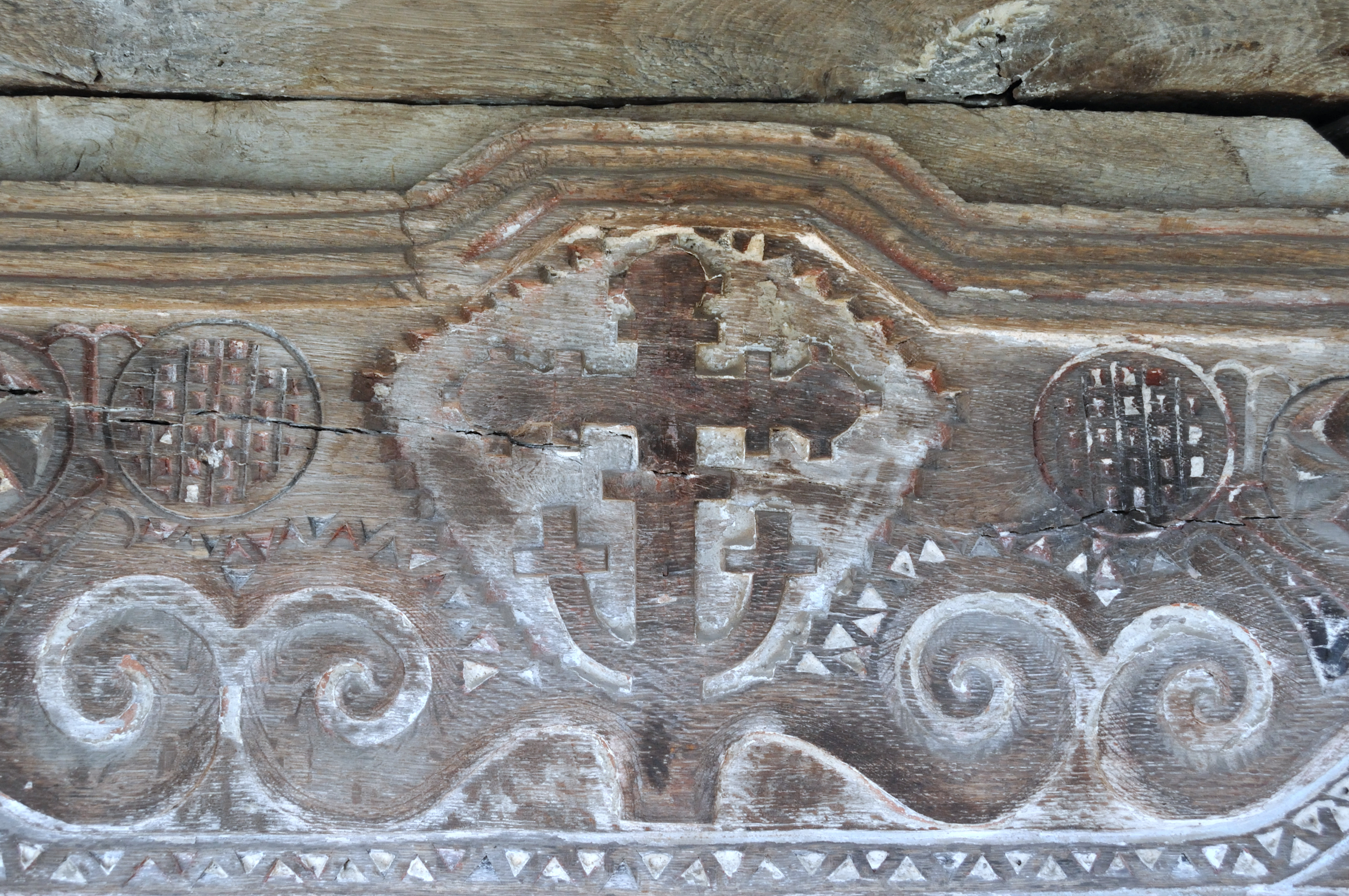
Portalul (detaliu)

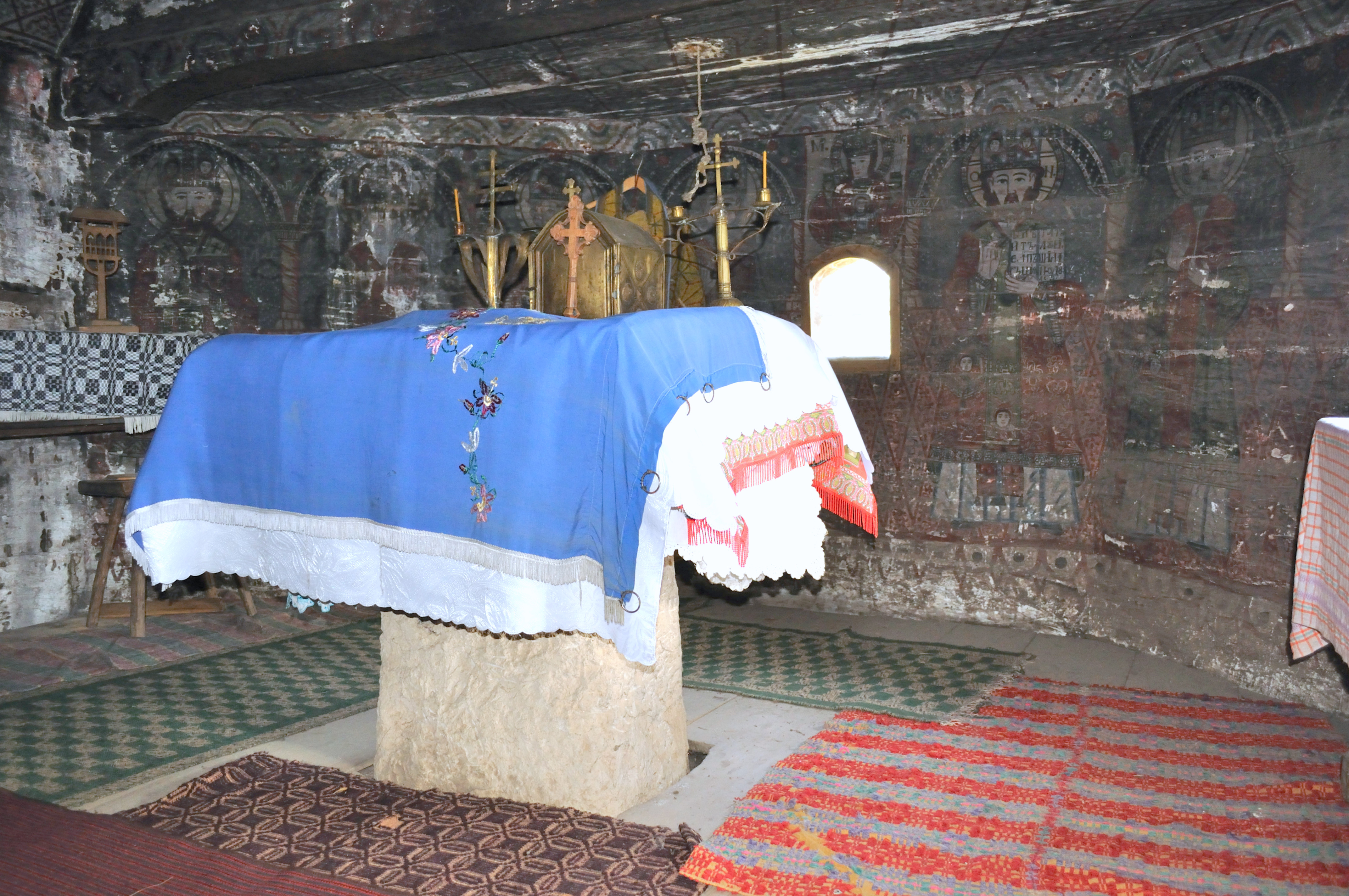
În altar

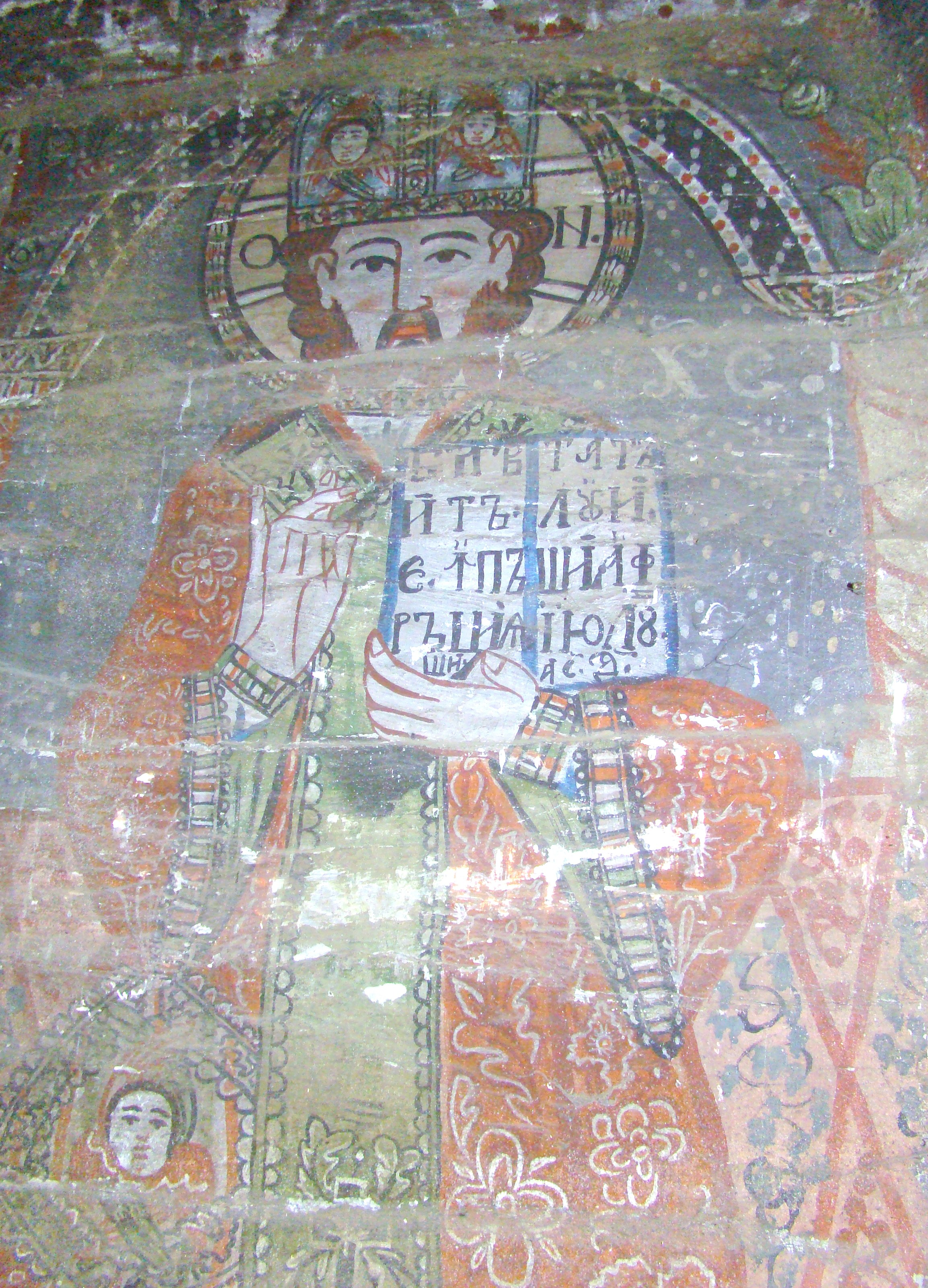
Pictura altarului: Sfinții Ierarhi

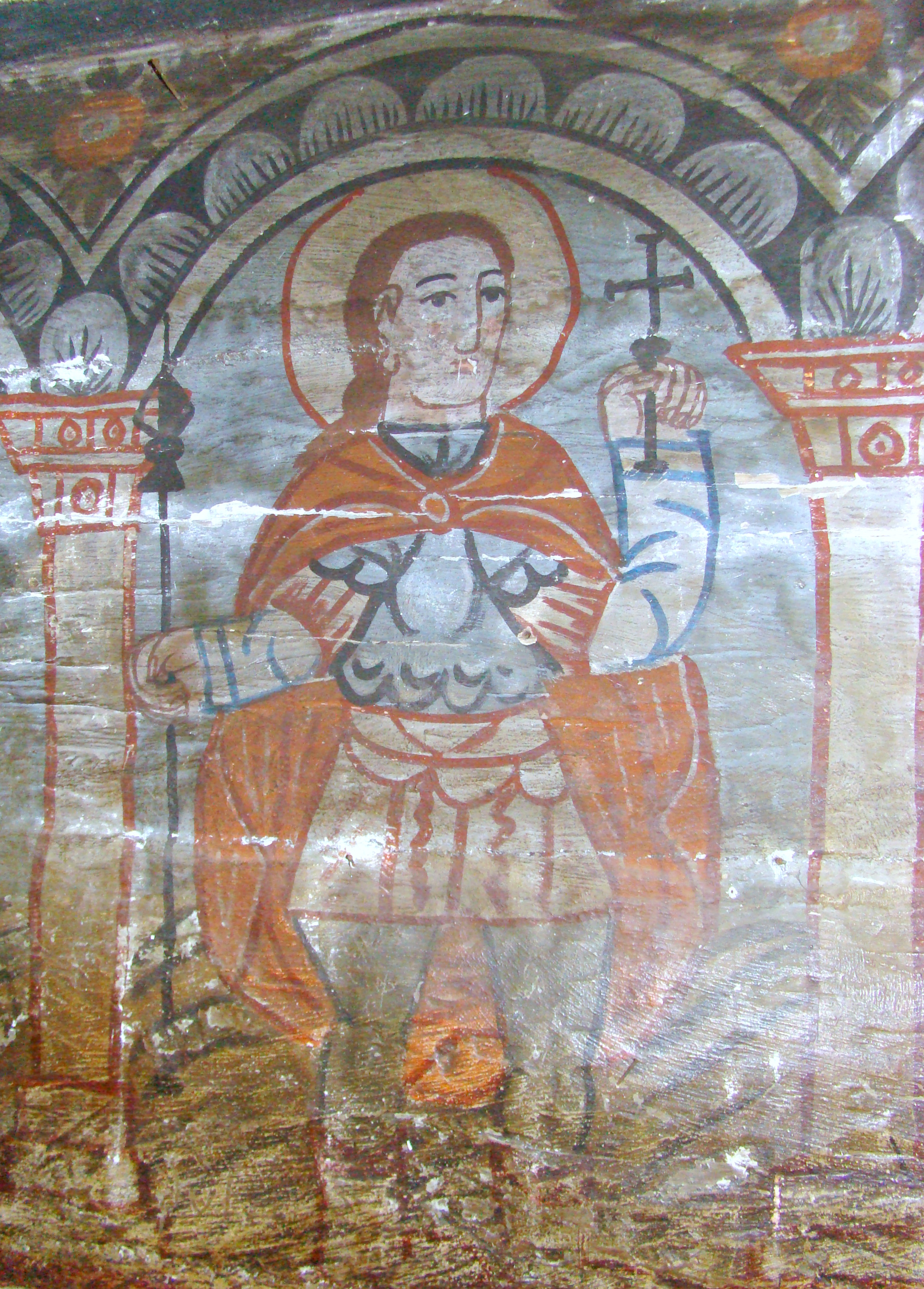
Sfinții Militari

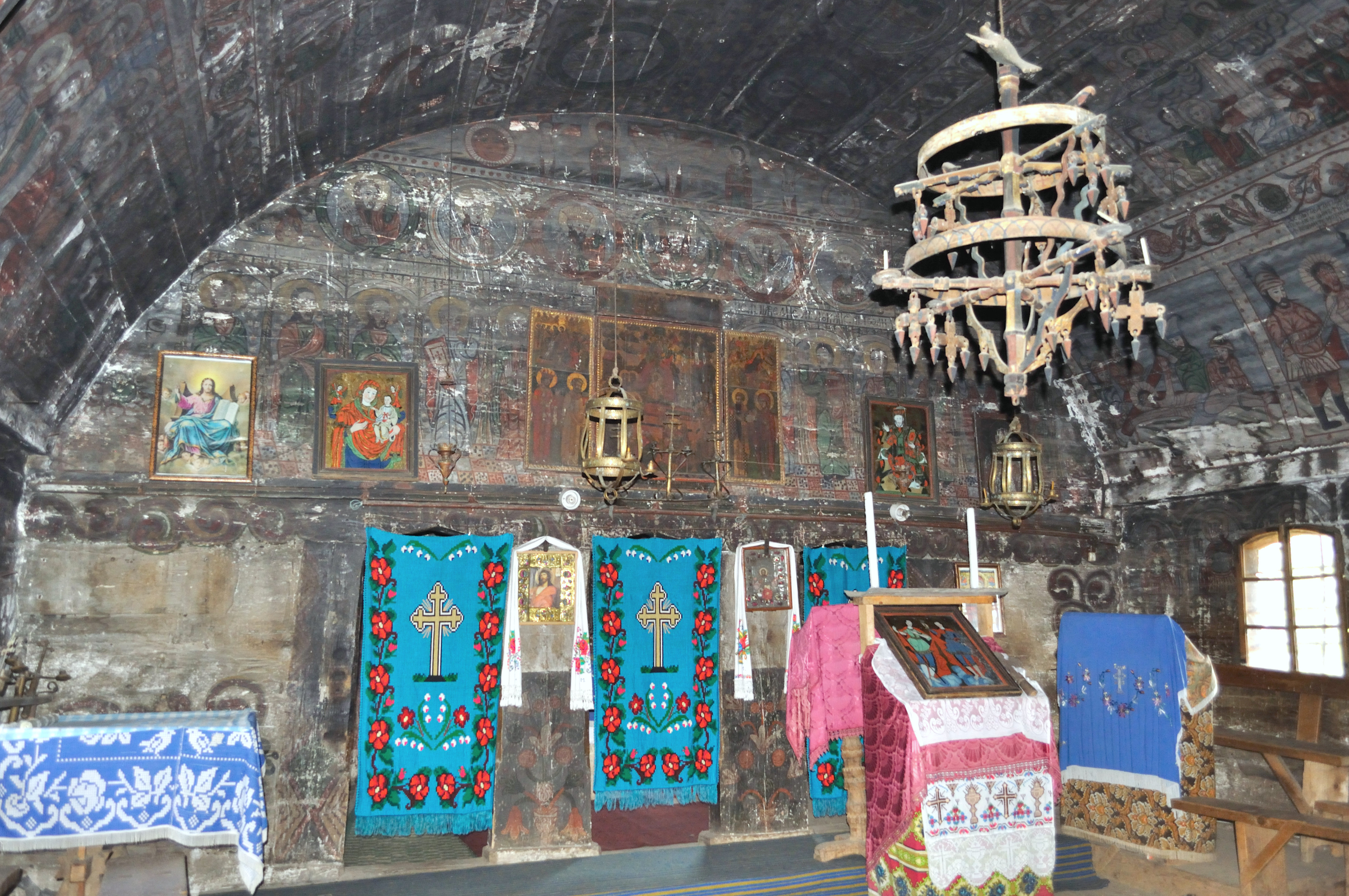
Interiorul navei

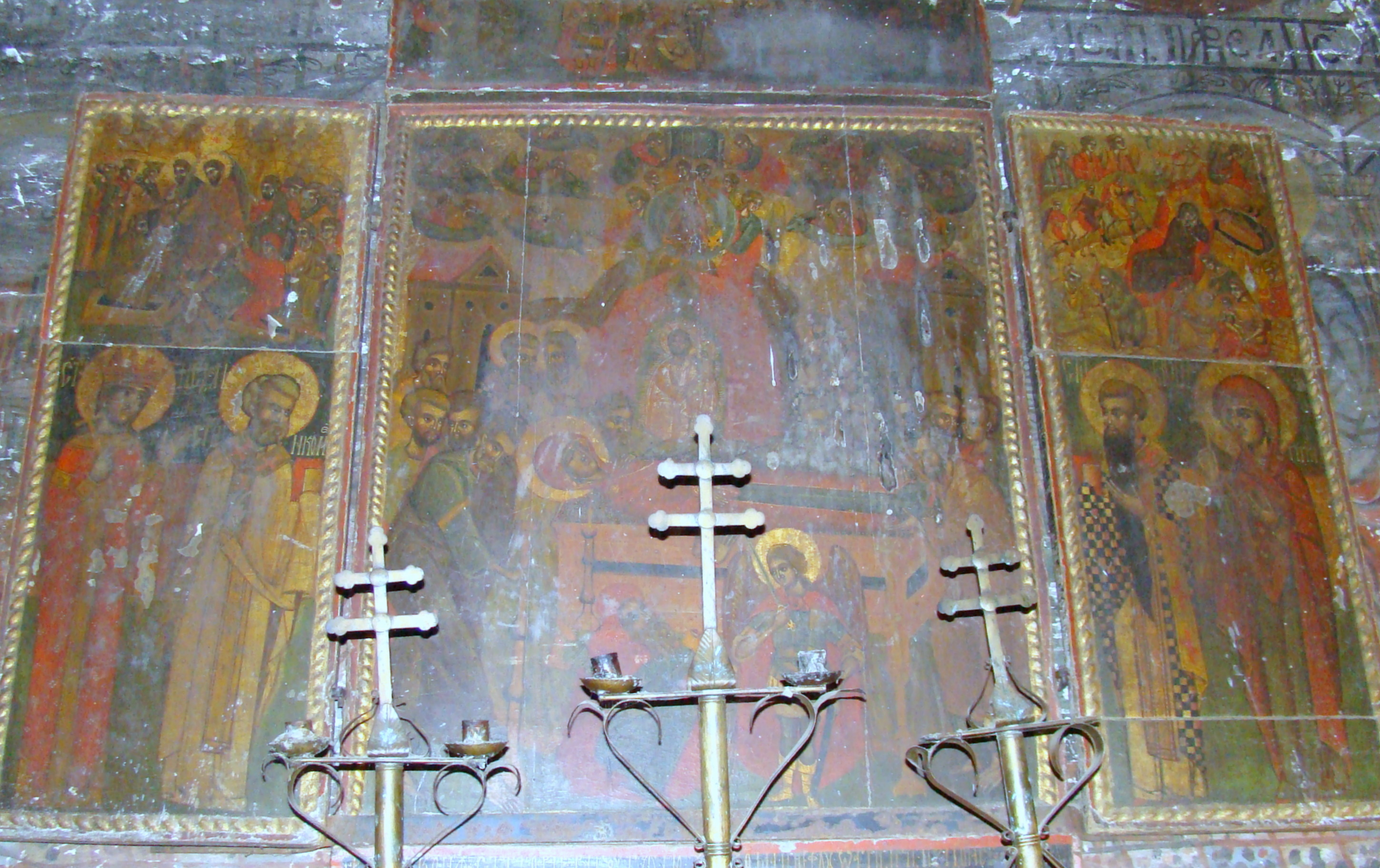
Tripticul de la Agârbiciu

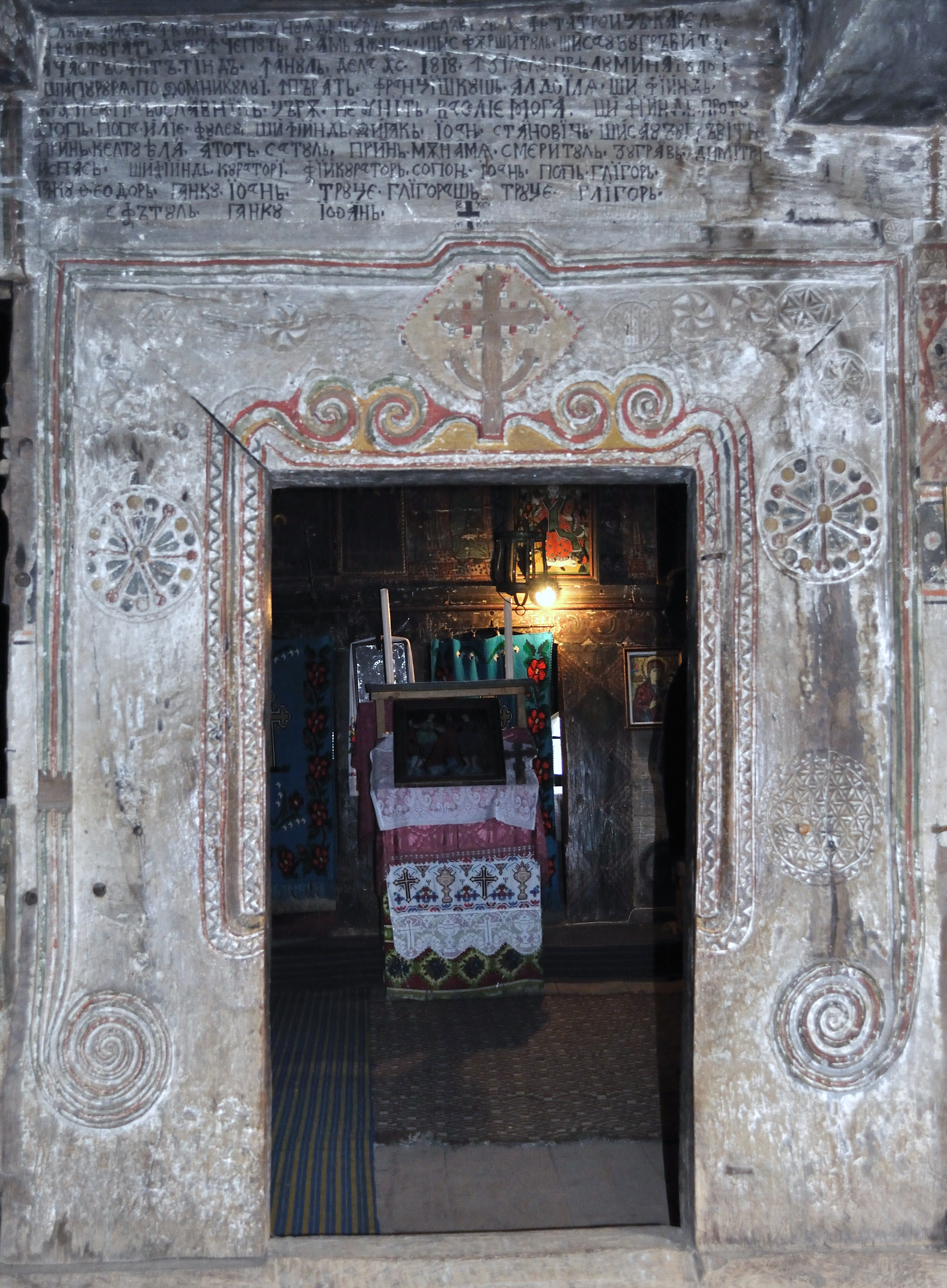
Portalul interior

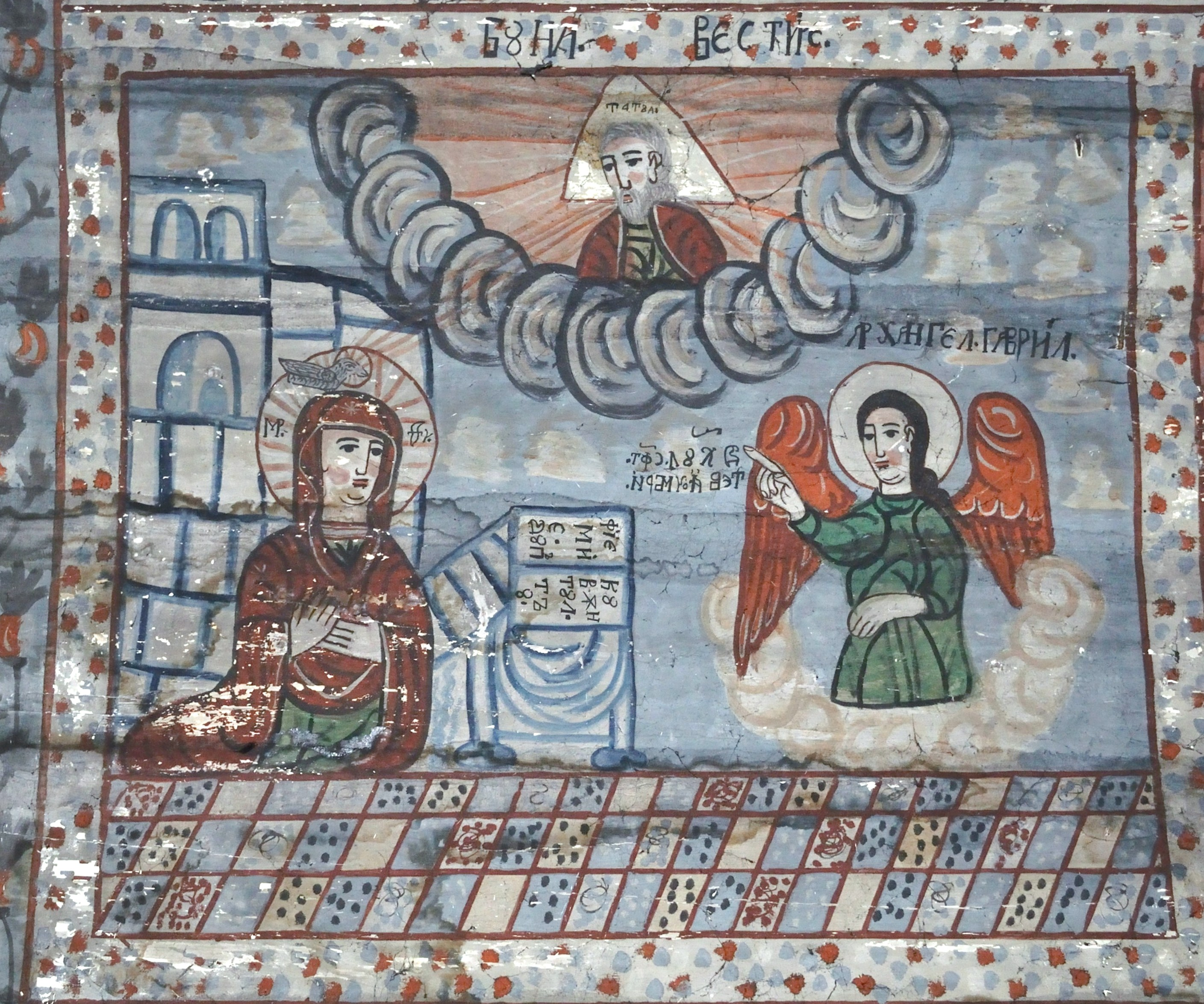
Pictura naosului: Buna Vestire

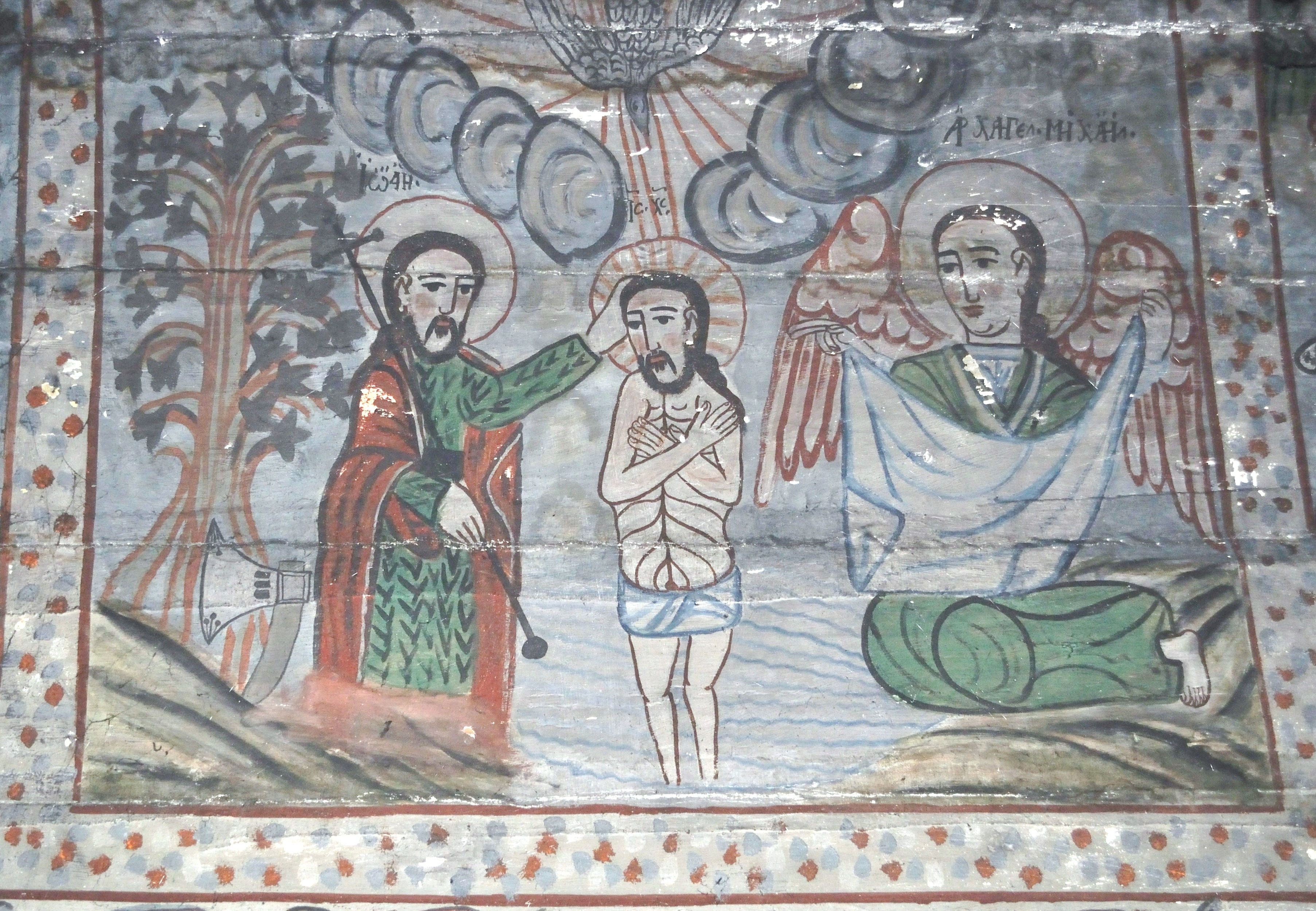
Pictura naosului: Botezul Domnului

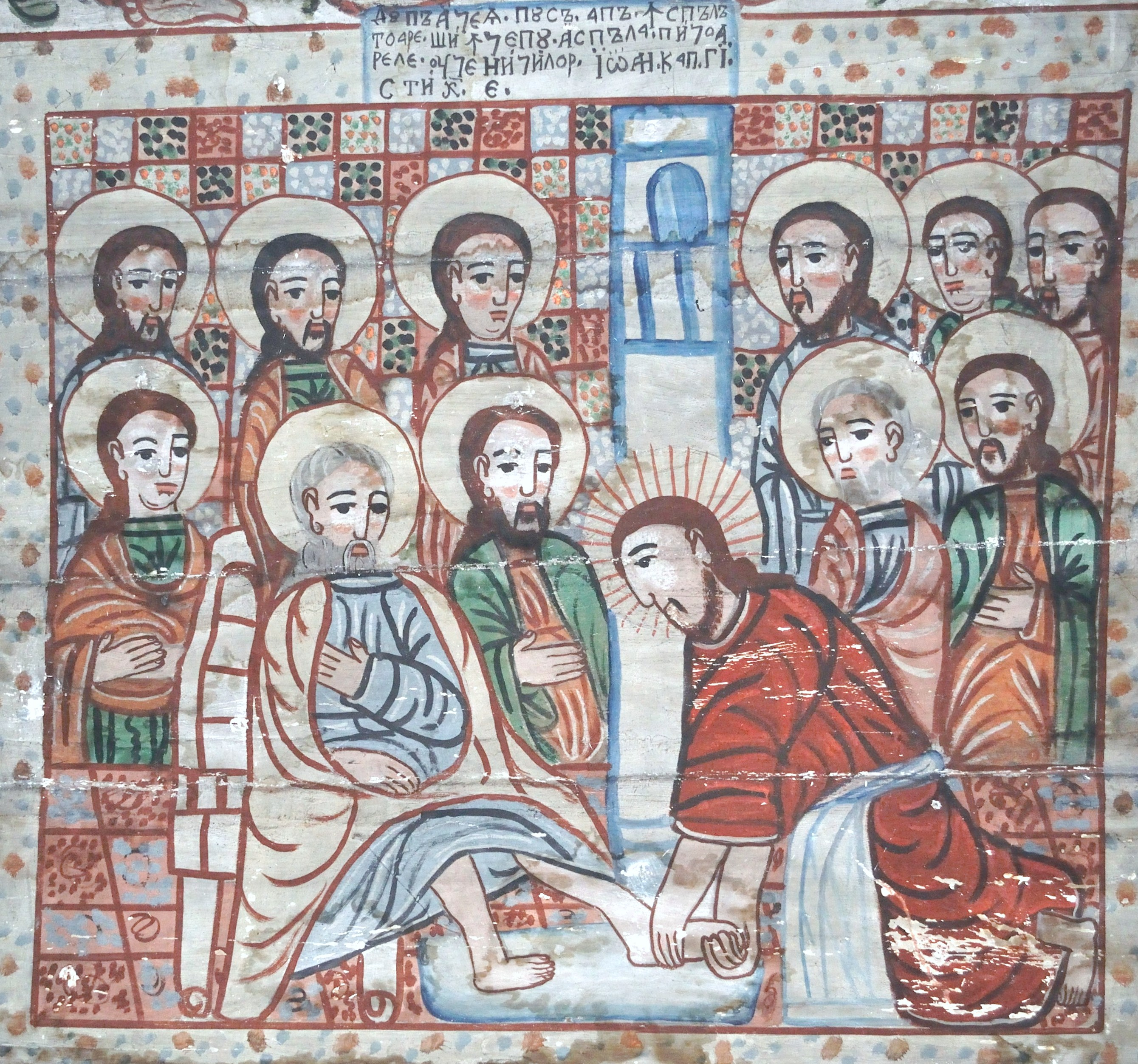
Pictura naosului: Iisus spălând picioarele ucenicilor

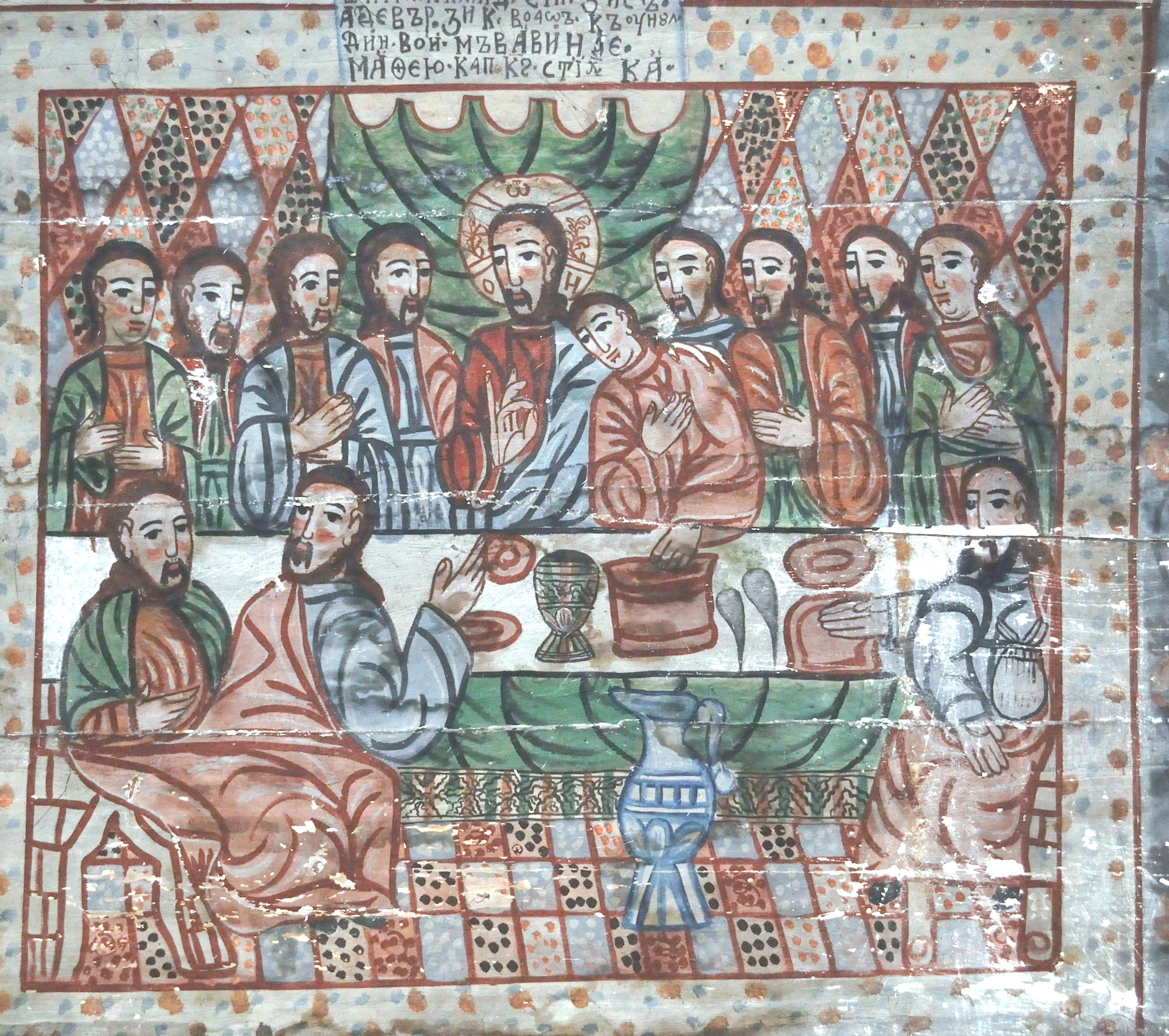
Pictura naosului: Cina cea de Taină

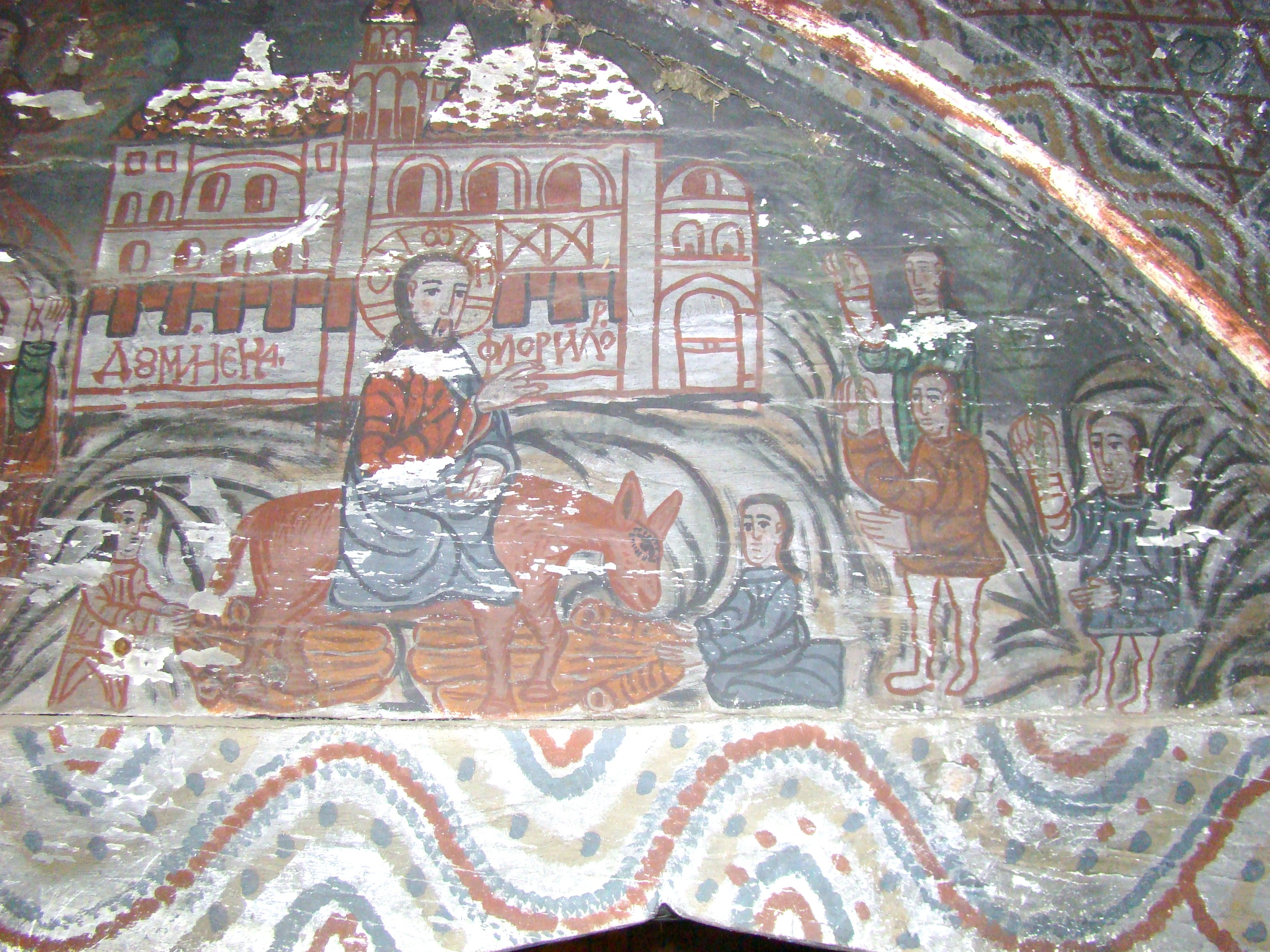
Intrarea Domnului în Ierusalim

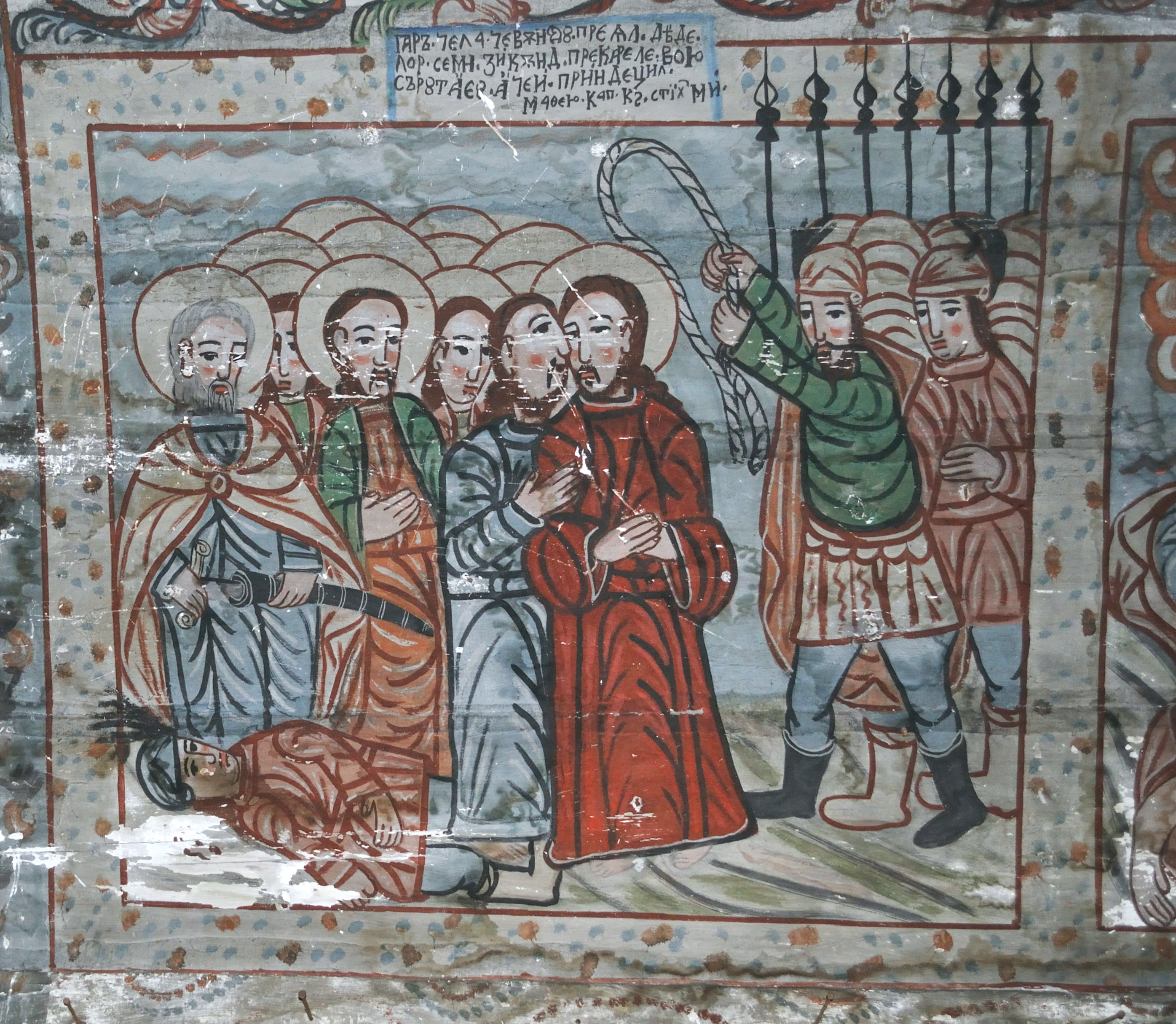
Pictura naosului: Sărutul vânzător al lui Iuda

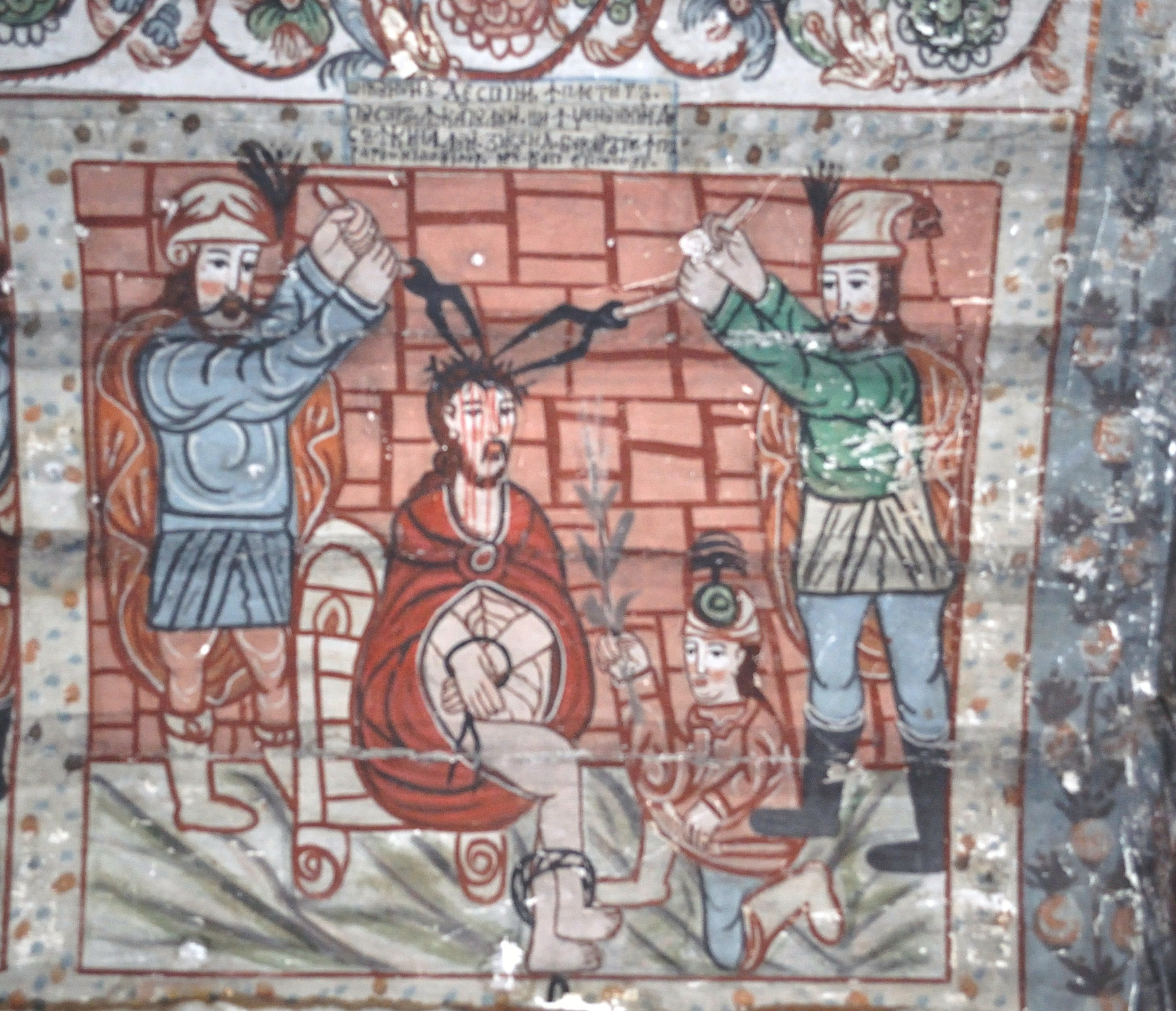
Pictura naosului: Încoronarea cu spini

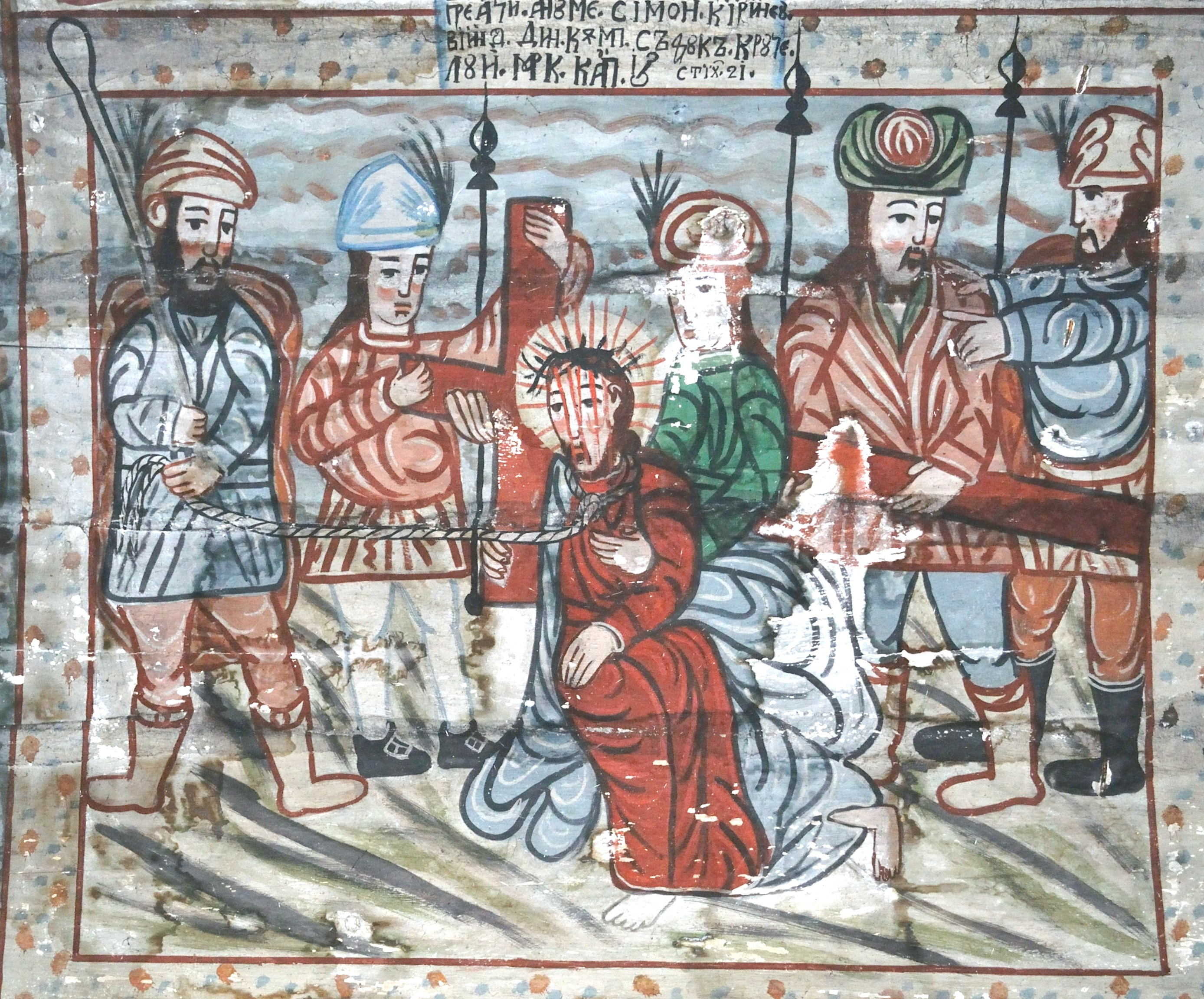
Pictura naosului: Iisus purtând crucea

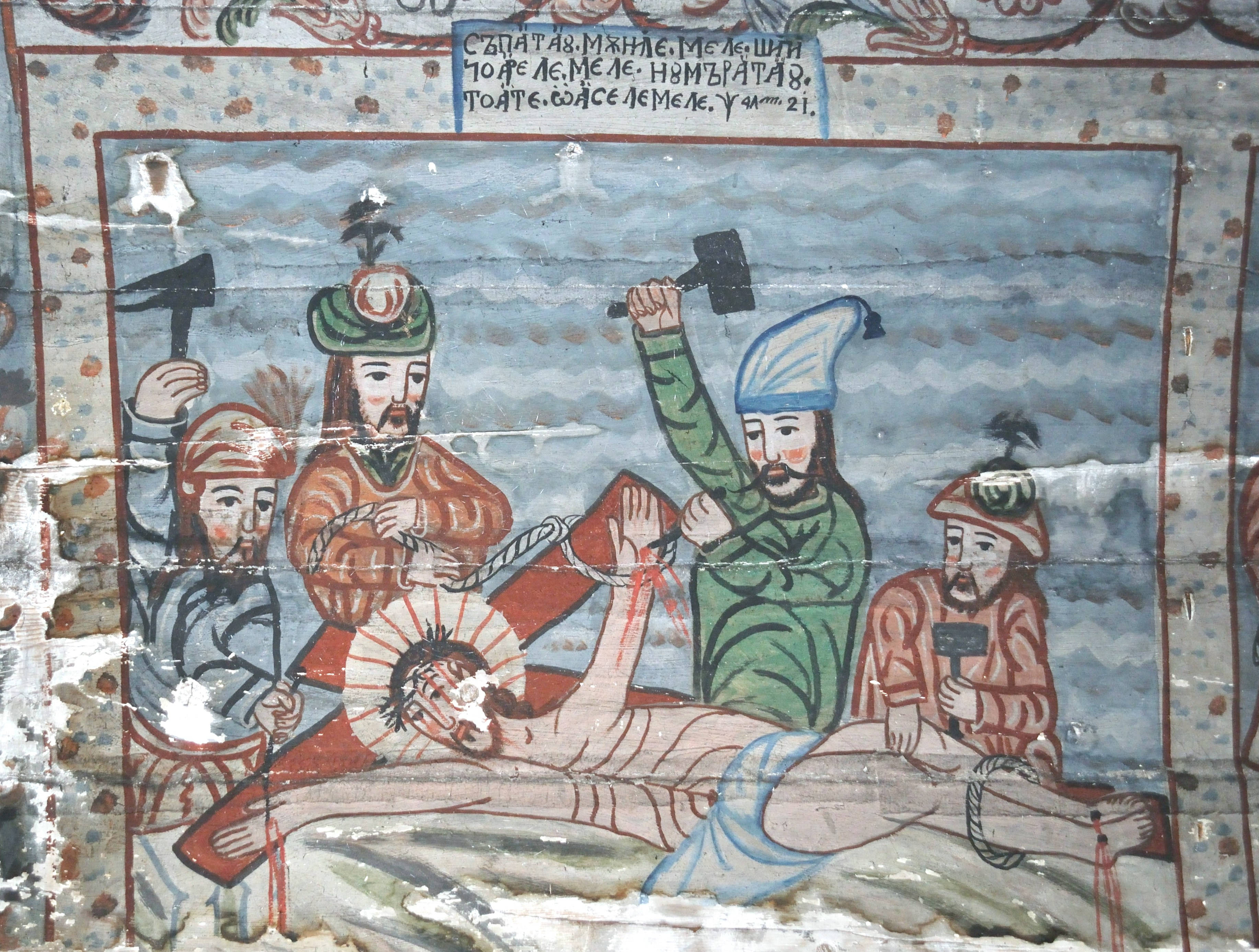
Pictura naosului: Punerea pe cruce

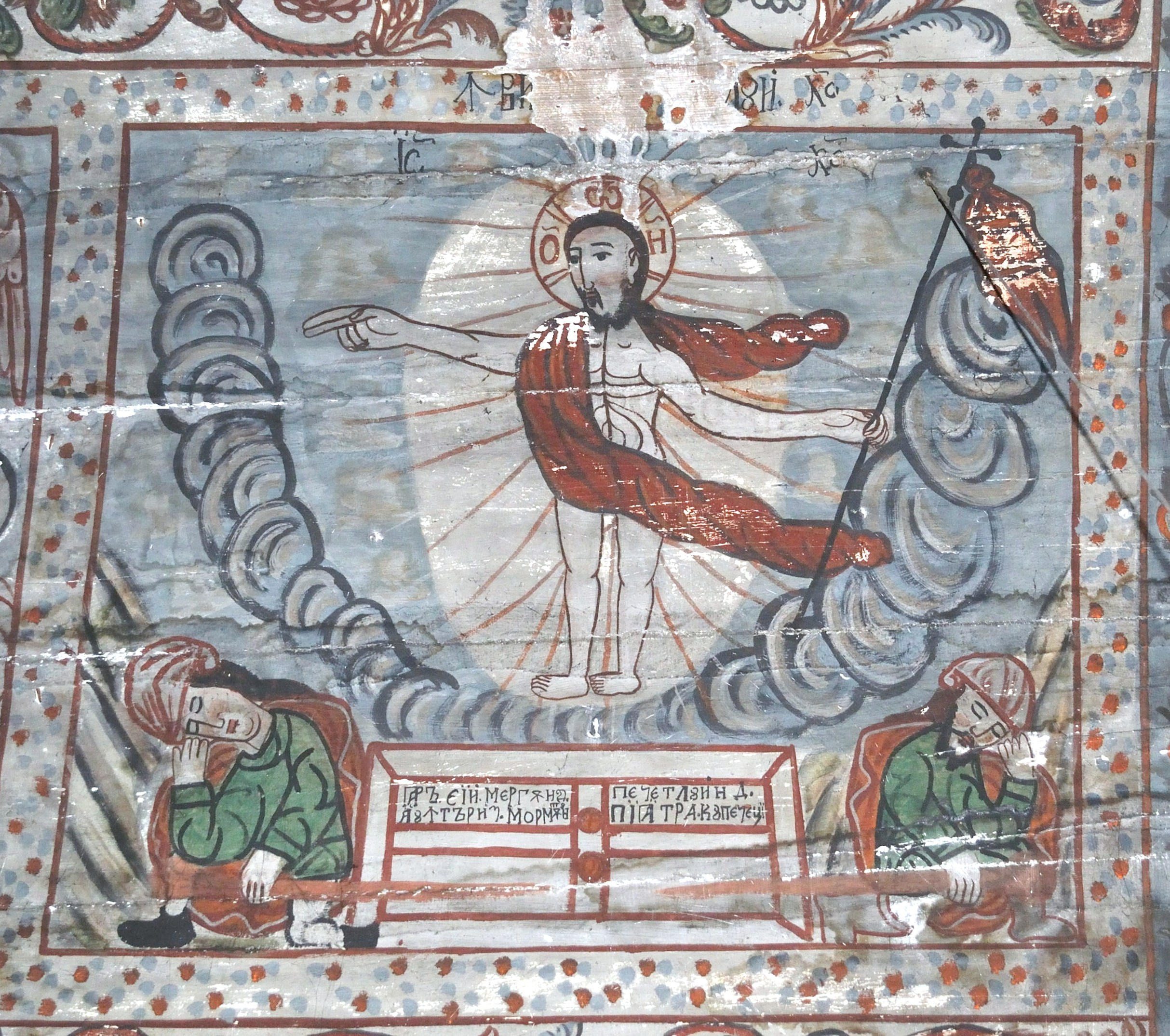
Pictura naosului: Învierea Domnului

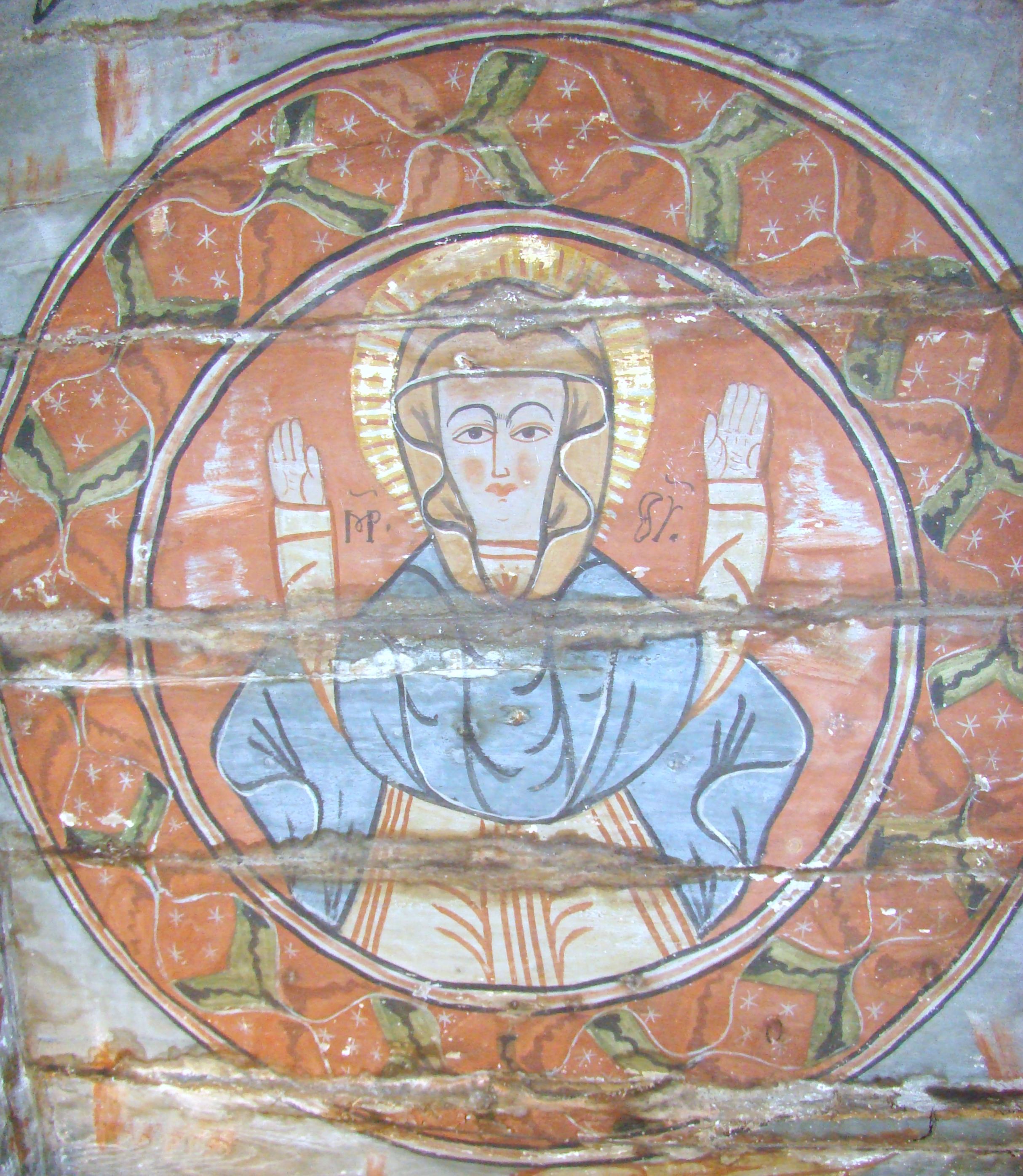
Maria Orantă

Biserica de lemn din Agârbiciu, comuna Căpușu Mare, județul Cluj, datează din secolul al XVII-lea.
Biserica are hramul „Sfânta Treime”, și se află pe noua listă a monumentelor istorice sub codul LMI: cod LMI CJ-II-m-B-07508.

## Istoric
Biserica de lemn Sfânta Treime din Agârbiciu, comuna Căpușu Mare, construită pe o coastă de sub drumul județean, ce duce spre Râșca, în cimitirul satului, unde a înlocuit, la edificare, o biserică de lemn și mai veche, cu cel puțin 200 de ani, ce avea hramul Adormirea Maicii Domnului.
Este clădită din bârne trainice de stejar, încheiate în cheotori “drepte” sau în “coadă de rândunică”, cu tălpile fixate pe o fundație de piatră. Biserica are un plan rectangular alungit înscriind pronaosul și naosul, cu dimensiunile 10m/6,5m și cu altarul poligonal. La aceste elemente constructive se adaugă prispe, la sud și la nord, cu scop dublu: de protejare a pereților construcției, de extindere a spațiului cultual, mai ales în trecut, când aici avea loc practicarea unor ritualuri de pomenire.
Pronaosul bisericii este tăvănit. De pe grinzile din structura sa de bază se înalță spre cer unul din cele mai frumoase turnuri din zonă, svelt, de o distincție aparte, cu o galerie de formă pătrată, cu câte patru arcade semicirculare pe fiecare latură, iar în cele patru unghiuri cu turnulețe elevate, situate la baza coifului șindrilit.
Acoperișul, unitar pentru corpul central al clădirii, este de o simetrie perfectă asigurată de prezența celor două pridvoare laterale, întinse pe toată lungimea naosului și pronaosului. Deasupra absidei altarului proporțional diminuat, cu mai bine de un metru mai jos decât cel principal, acoperișul altarului este bine integrat arhitectonic.
Căpriorii acoperișului sunt fixați cu meșteșug pe cosoroabele așezate pe capetele mai lungi ale bârnelor din partea superioară a peretilor, tăiate în trepte, de sus în jos. Bolta sau cerimea naosului se ridică direct de pe pereții laterali, retrași, pentru celelalte trei laturi ale poligonului fiind concepute trei calote semisferice, care, împreună, dau o notă de eleganță interiorului absidei.
Stâlpii pridvorului, fixați în partea superioară în cunună și prevăzuți cu contrafișe, formează arcade semicirculare similare celor din galeria turnului clopotniță, iar ușa de intrare din pridvor, in pronaos este exemplar decorată cu motive specifice zonei: rozete, dinți de lup, cruci.

## Pictura
Pictura interioară a bisericii de lemn din Agârbiciu este opera meșterului zugrav Dumitru Ispas din Gilău, conform unei inscripții din naos, deasupra ușii de ieșire în pronaos: „S-a zugrăvit prin mâna mea, zmeritul zugrav Dimitrie Ispas”. Biserica de lemn din Agârbiciu a avut și norocul să conserve, în cele mai bune condiții din zonă, atât elementele de decor, exterior și interior, cât și pictura din naos.
Pictorul Ispas a decorat cele mai multe biserici de lemn din bazinul superior al Someșului Mic, așadar din zonele Huedinului și Călatei, dar și din părțile Sălajului; a activat, la sfârșitul secolului al XVIII-lea și prima jumătate a secolului al XIX-lea, remarcându-se printr-o prolificitate aproape ieșită din comun. În dicționarul său, Marius Porumb îl prezintă astfel: ,,Are un simț deosebit pentru decorativ, iar cromatica vioaie a picturilor sale dă o notă sărbătorească ansamblurilor murale.” În legătură cu programele sale iconografice, etnografii și istoricii de artă înclină să îl încadreze în curentul de factură populară. ,,În general, ansamblurile murale realizate de pictorul din Gilău se înscriu pe linia tradiției, fiind perceptibile uneori chiar și ecouri ale artei brâncovenești. Realizările sale au un pronunțat caracter grafic, linia jucând un rol preponderent. Iconografia ansamblurilor este foarte bogată și ține seama de erminie.”
Repertoriul operei sale este vast, variat și puțin cunoscut. La cea de a treia biserică pictată, cea din Agârbiciu, Dimitrie Ispas a lucrat în două etape, ca și la Tăuți și Straja, dar la un interval nefiresc de mare, de nu mai puțin de 17 ani. În 1801 el fusese chemat de obștea sătească a agârbicenilor să picteze interiorul absidei altarului și imensul spațiu boltit al naosului, cu pereții laterali cu tot, pentru care, probabil, a lucrat de primăvara până toamna, date fiind dimensiunile ce trebuiau zugrăvite și dificultățile aplicării de culoare pe bârne cioplite cu mulți ani în urmă. În 1818, probabil în urma unei refaceri a acoperișului de șindrilă, a retușat se pare părțile afectate de intemperii și a pictat pronaosul și fațada dinspre sud.
E aproape sigur că la Agârbiciu a lucrat singur, poate ajutat doar de ucenici mai puțin inițiați. Specialiștii sunt unanimi în aprecierea unității de tratare a subiectelor în toată bogăția lor de conținut. Motivele decorative sunt foarte bogate și de mare efect. Motivele sunt mai ales vegetale: flori, vrejuri, mlădițe, frunze de pălămidă și de stejar. Toată biserica, pereții din naos și pronaos au fost zugrăviți până aproape de podea.

## Patrimoniul
În patrimoniul bisericii se mai păstrează: icoane pe sticlă realizate în secolul al XIX-lea în centrul de la Nicula, precum o Răstignire și alte două icoane pe sticlă: Arhanghelii Mihail si Gavriil, Sfântul Nicolae, realizate în a doua jumătate a secolului XVIII-lea, precum și un candelabru de lemn.
Tripticul, realizat în 1555, este alături de cel care a aparținut bisericii de lemn din Bica, unul dintre cele mai valoroase din țară. Tripticul este o icoană-obiect de cult mai deosebită, formată din trei panouri, unul central și două laterale, denumite popular aripi, panouri legate prin balamale, a cărei funcționalitate trimite la serviciile religioase practicate în pelerinaje sau procesiuni, dar poate și la înmormântări ale unor notabilități sătești, și chiar la slujbele din cătune și crânguri mai îndepărtate, lipsite de lăcașuri de cult.
După capodopera aflată în colecțiile Muzeului Brukenthal din Sibiu, datând din a doua jumătate a veacului al XV-lea, închipuind un Deisis (Iisus pe tron, pe întreg panoul central, având la dreapta sa pe Maica Domnului, iar pe panoul opus, al treilea, pe Ioan Botezătorul), cele două icoane triptic din zona Călatei și Huedinului au o valoare artistică și istorică aparte.
Tripticul de la Agârbiciu a fost realizat opt ani mai devreme decât cel din Bica, de același meșter zugrav, pentru vechea biserică din acest sat, ce fusese edificată cândva pe la jumătatea sau spre sfârșitul veacului al XV-lea, dacă nu, cel târziu în primele decenii ale secolului al XVI-lea, biserică ce avea ca hram Adormirea Maicii Domnului, al cărei edificiu a rezistat până la înălțarea actualei construcții. În partea inferioară a panoului central, deasupra marginii marcate de motivul frânghia răsucită, pisania de donator, în slavonă, refuză să ne ofere numele pictorului: „ Această icoană a făcut-o robul lui Dumnezeu, Doamna și Șteflu [Ștefu?] din Agârbiciu și pentru sufletul lui și pentru sufletul ei și pentru sufletul copiilor și pentru sufletul părinților să fie spre pomenire. Și a închinat această icoană hramului Adormirea Precestei. Văleat 7063 [1555] săvârșită.
Pe panoul central al icoanei domină, într-adevăr, scena Adormirii Maicii Domnului, cu trupul Mariei întins pe un catafalc, având în jurul lui figuri de apostoli, dintre care au fost identificați, la capul Fecioarei, Petru cu sfeșnicul în mâna dreaptă, iar la picioare Apostolul Pavel, adorând trupul Adormitei în Domnul. Deasupra catafalcului, în mandorlă, apare imaginea cunoscută din tablourile similare, a lui Iisus Psychophor în mijlocul cetelor de îngeri ce asistă la miracolul înălțării la cer a Născătoarei de Dumnezeu, într-o sferă pe care o sprijină îngerii în zbor. Pe fondul de aur se mai disting vag apostolii în mici ambarcațiuni, însoțiți de îngeri, grăbindu-se la prohodul Fecioarei Maria. În același cadru superior al panoului central, deasupra sferei cu chipul Maicii Domnului se mai disting doi îngeri înfășurând un pergament, gest ce a fost interpretat ca un semn al „strângerii sulului zodiilor”, ce ar marca mesajul pentru credincioși că „vremelnicia a luat sfârșit” și că se apropie ceasul așteptat al Mântuirii. Pe aripa stângă a tripticului, sus, descoperim o bine realizată scenă a Anastasisului, a Coborârii la iad, pentru dezlegarea acelui cumplit legământ înrobitor al umanității și salvarea acesteia, iar în registrul inferior chipurile Sfintei Duminici și Sfântului Nicolae. Pe aripa dreaptă, în partea de sus, apare scena Nașterii Mântuitorului, într-o desfășurare în plină mișcare, sub care, în registrul al II-lea se disting chipurile Sfântului Vasile cel Mare și al Sfintei Paraschiva.
Tripticul închis poartă pe fețele exterioare ale celor două aripi ce acoperă panoul central portretele celor mai cunoscuți sfinți, atât de prezenți în mentalitatea populară românească, ale căror sărbători marchează, de altfel, esențial calendarul vieții țărănești, agricole și pastorale: Sfântul Gheorghe (23 aprilie) și Sfântul Dumitru (26 octombrie).

## Starea de conservare
De intervenție are nevoie acoperișul, șindrila prezintă cârpeli, iar turnul nu este stabil și se miscă puternic de fiecare dată când sunt trase clopotele. De o intervenție este nevoie și la nivelul întregii picturi, deteriorată de infiltrarea apei de ploaie, o astfel de restaurare fiind evaluată de către specialiști la o sumă ce depășește cu mult posibilitățile parohiei, în ciuda eforturilor depuse de tânărul preot paroh.

## Imagini din exterior

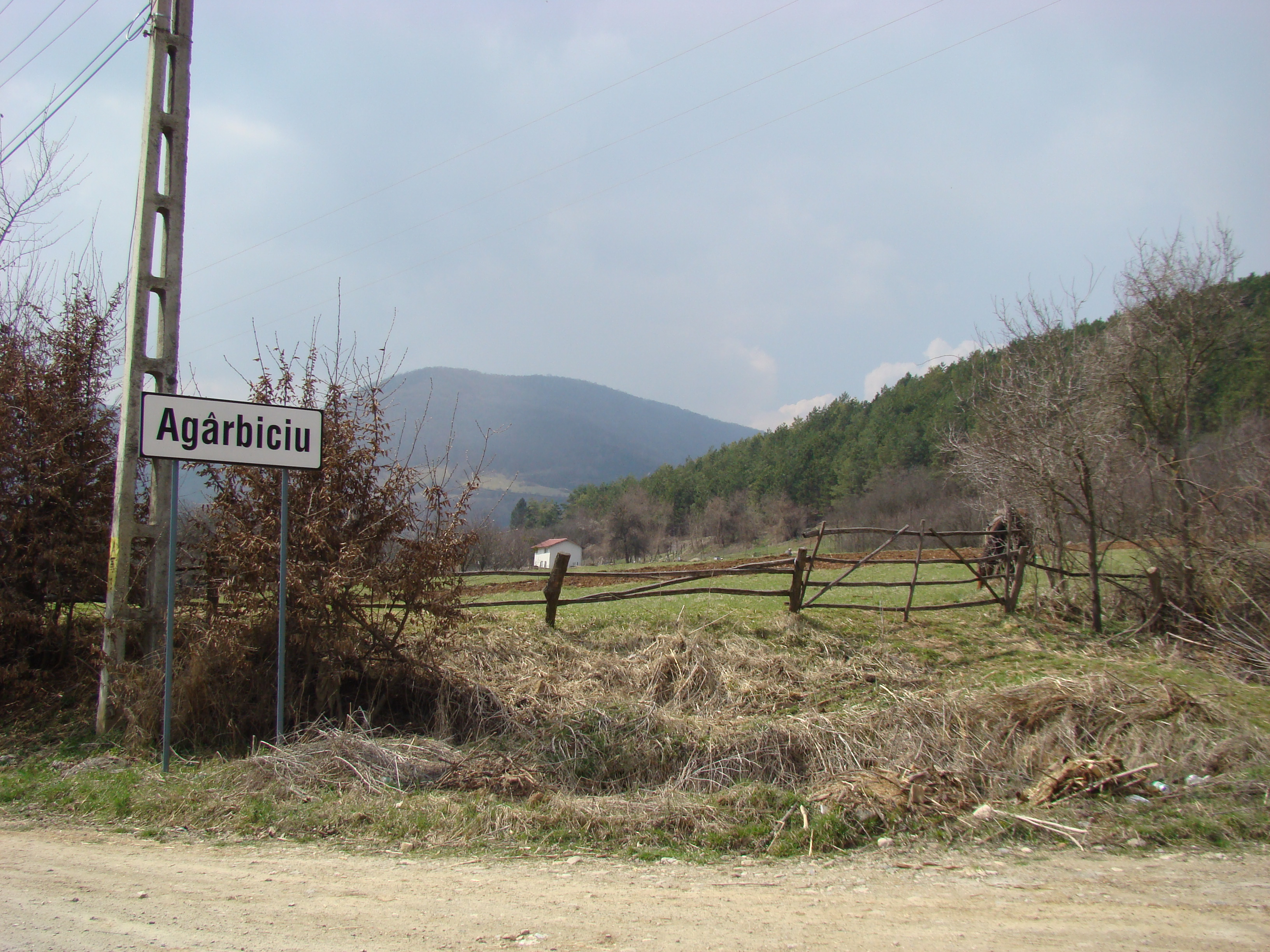
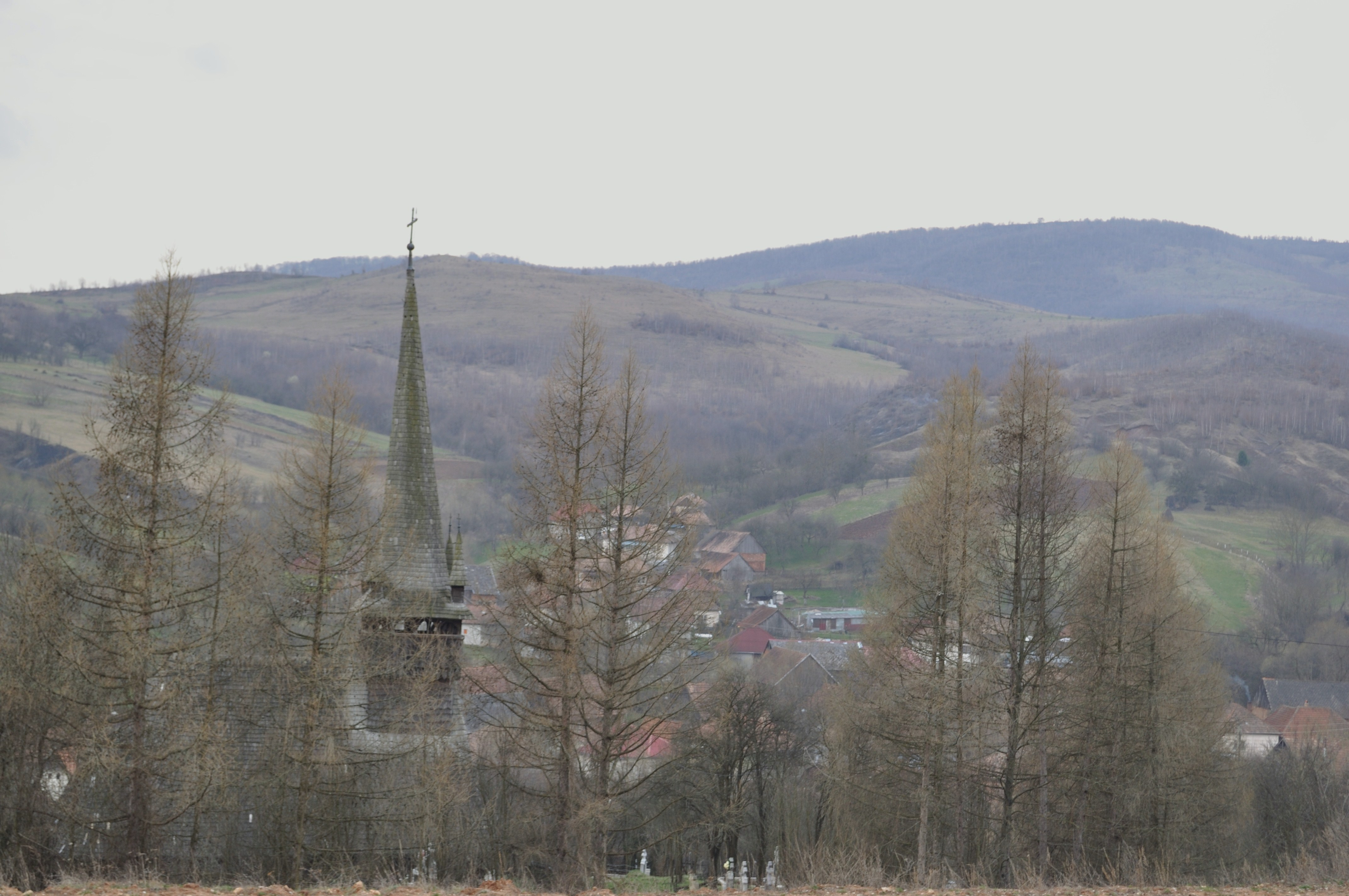
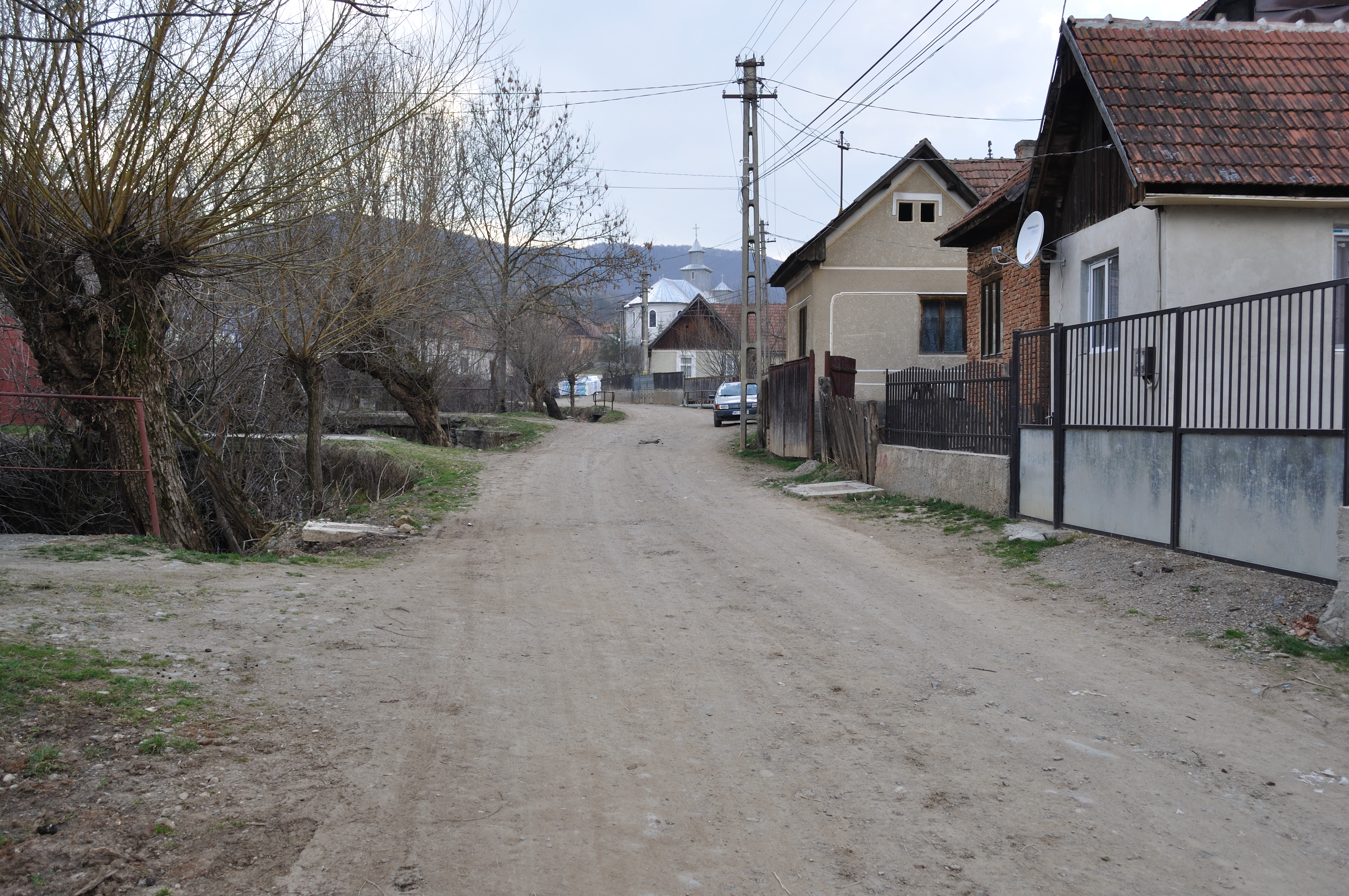
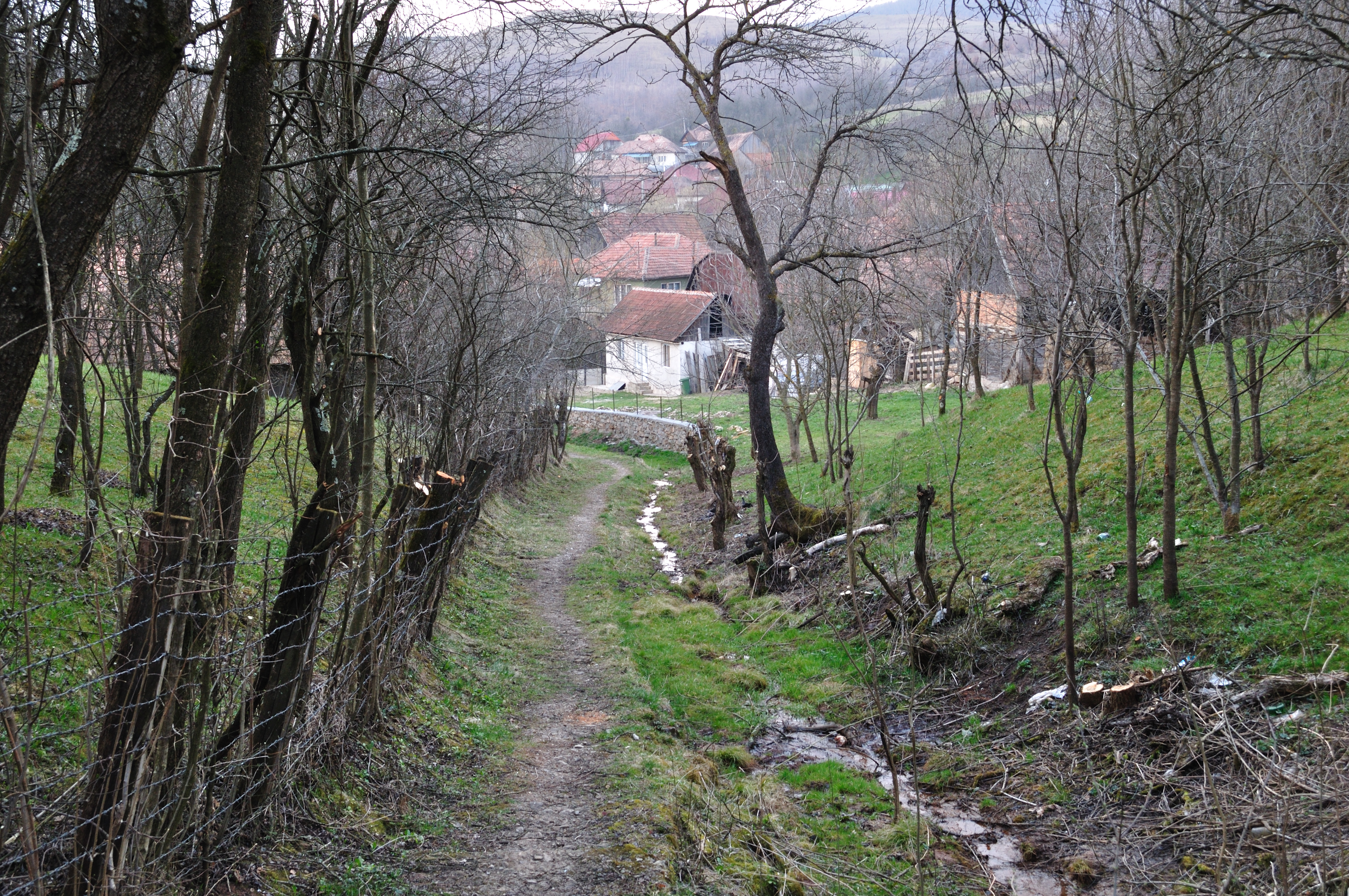
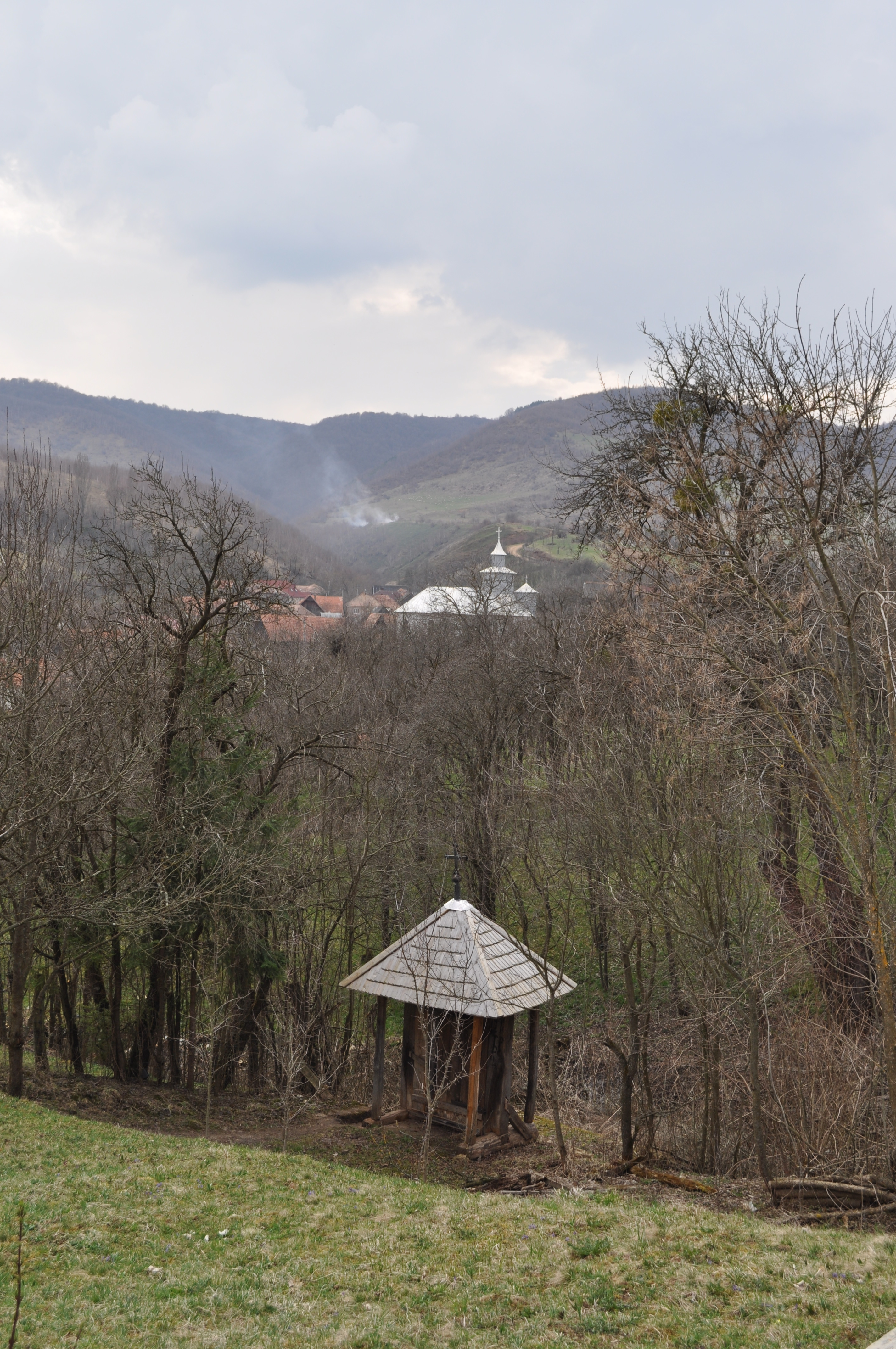
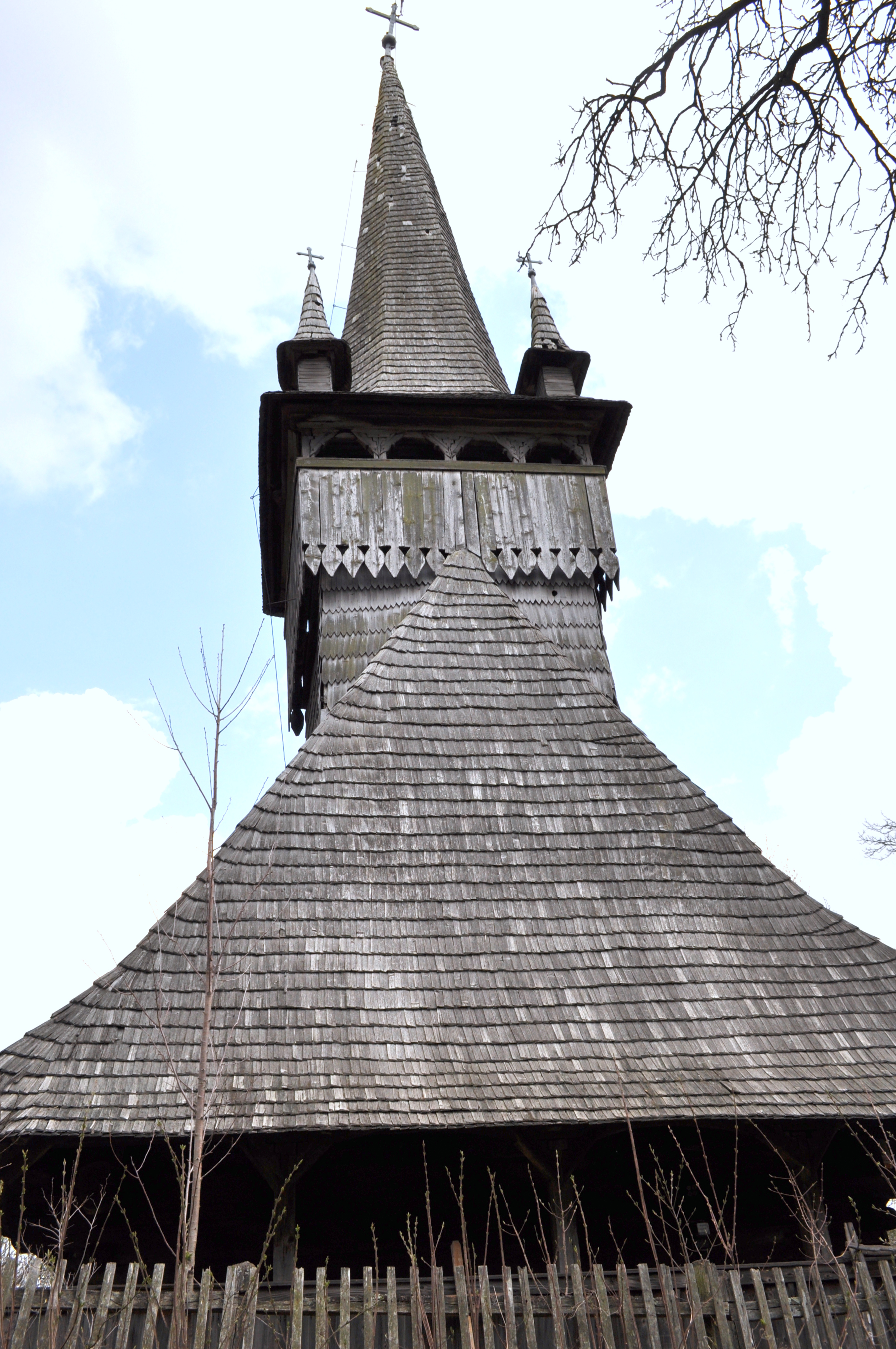
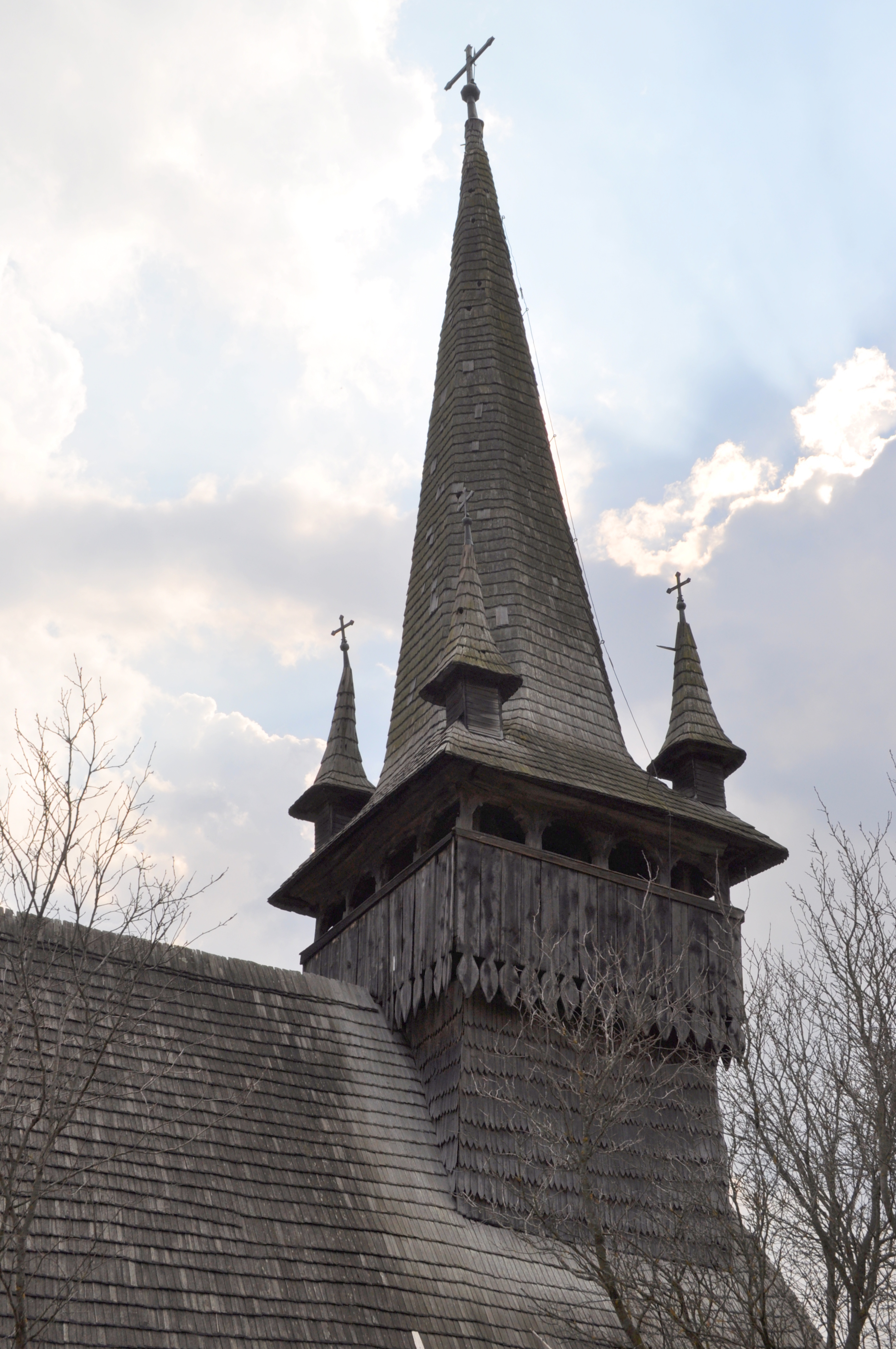
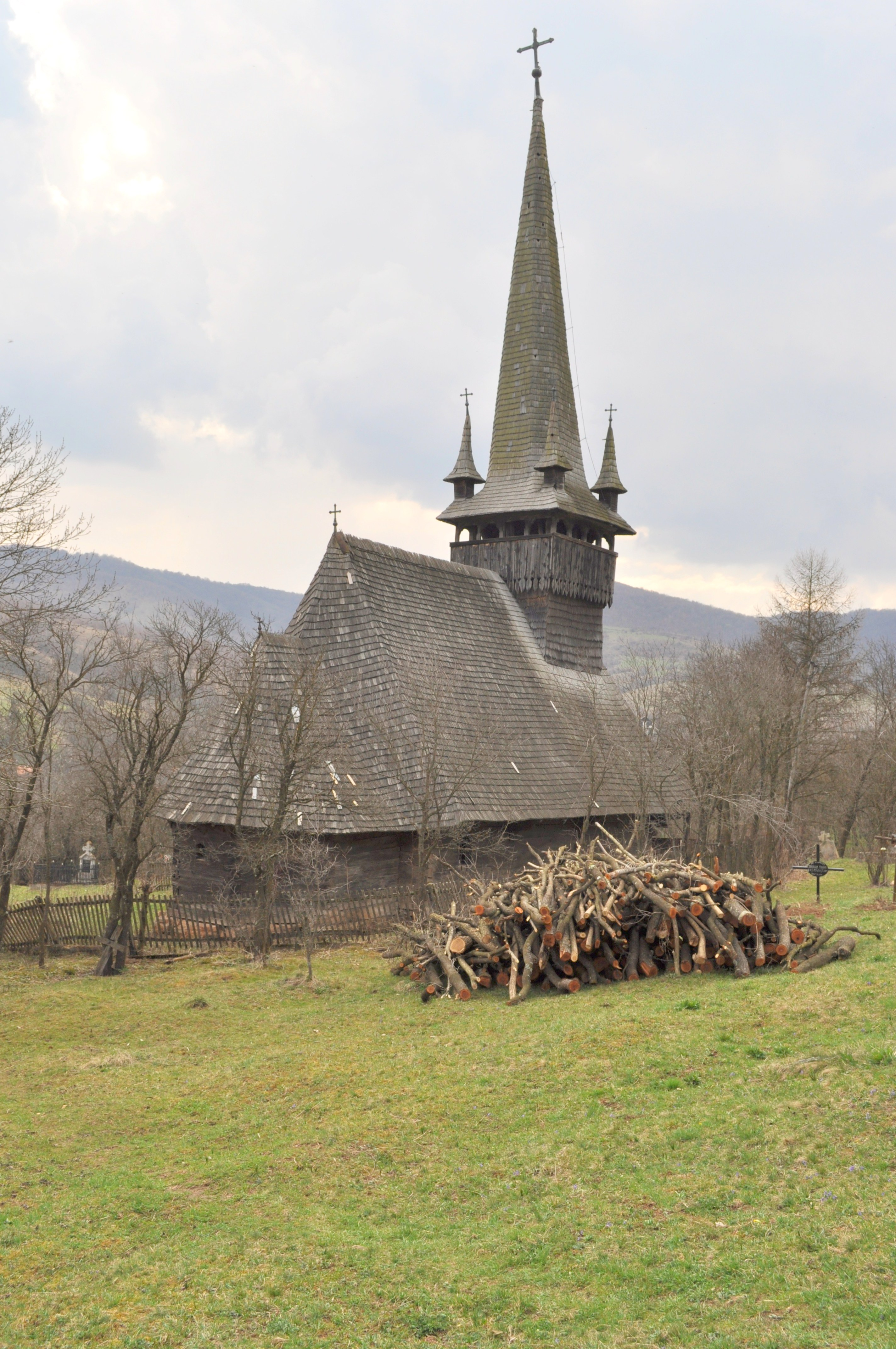
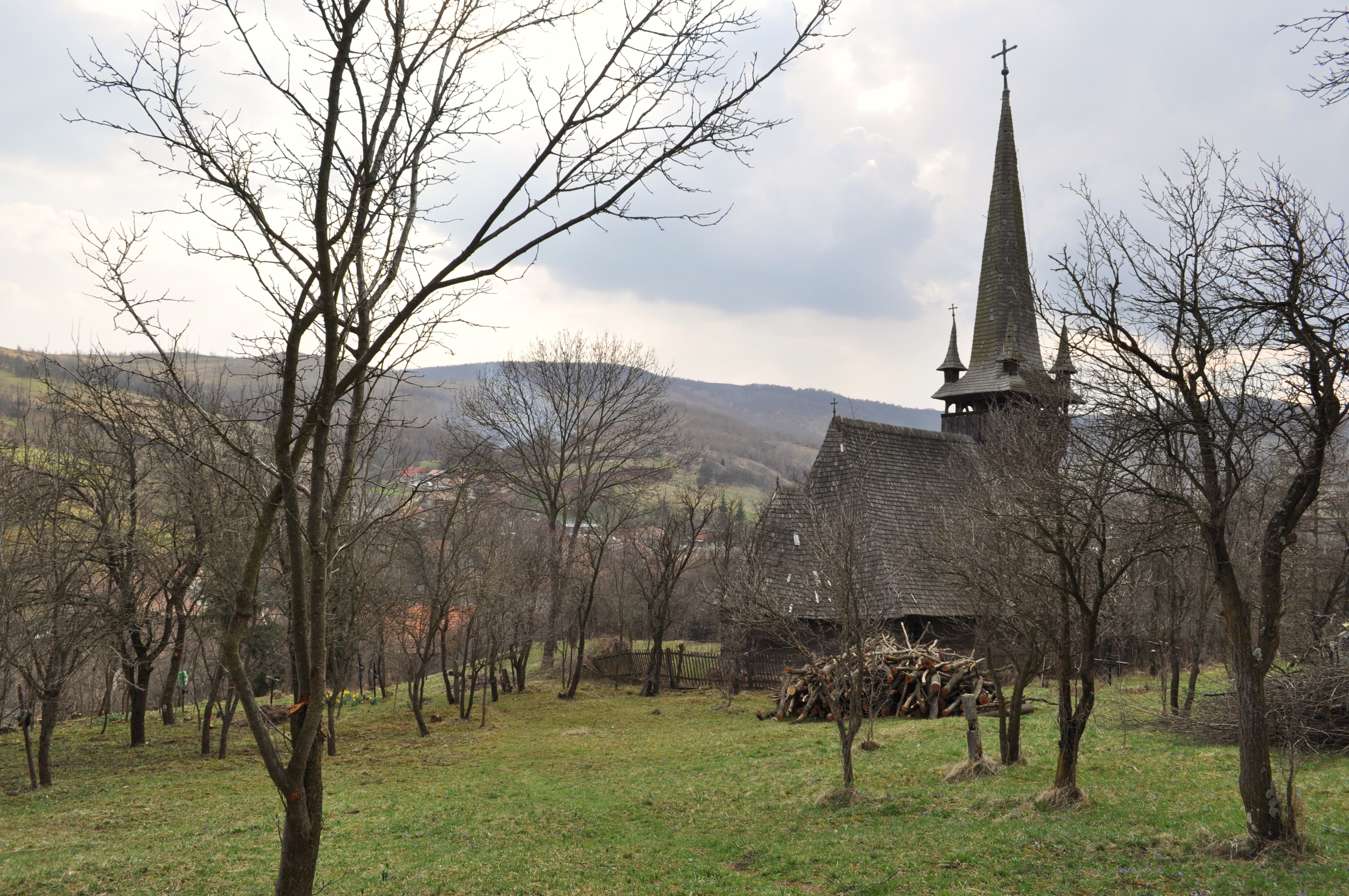
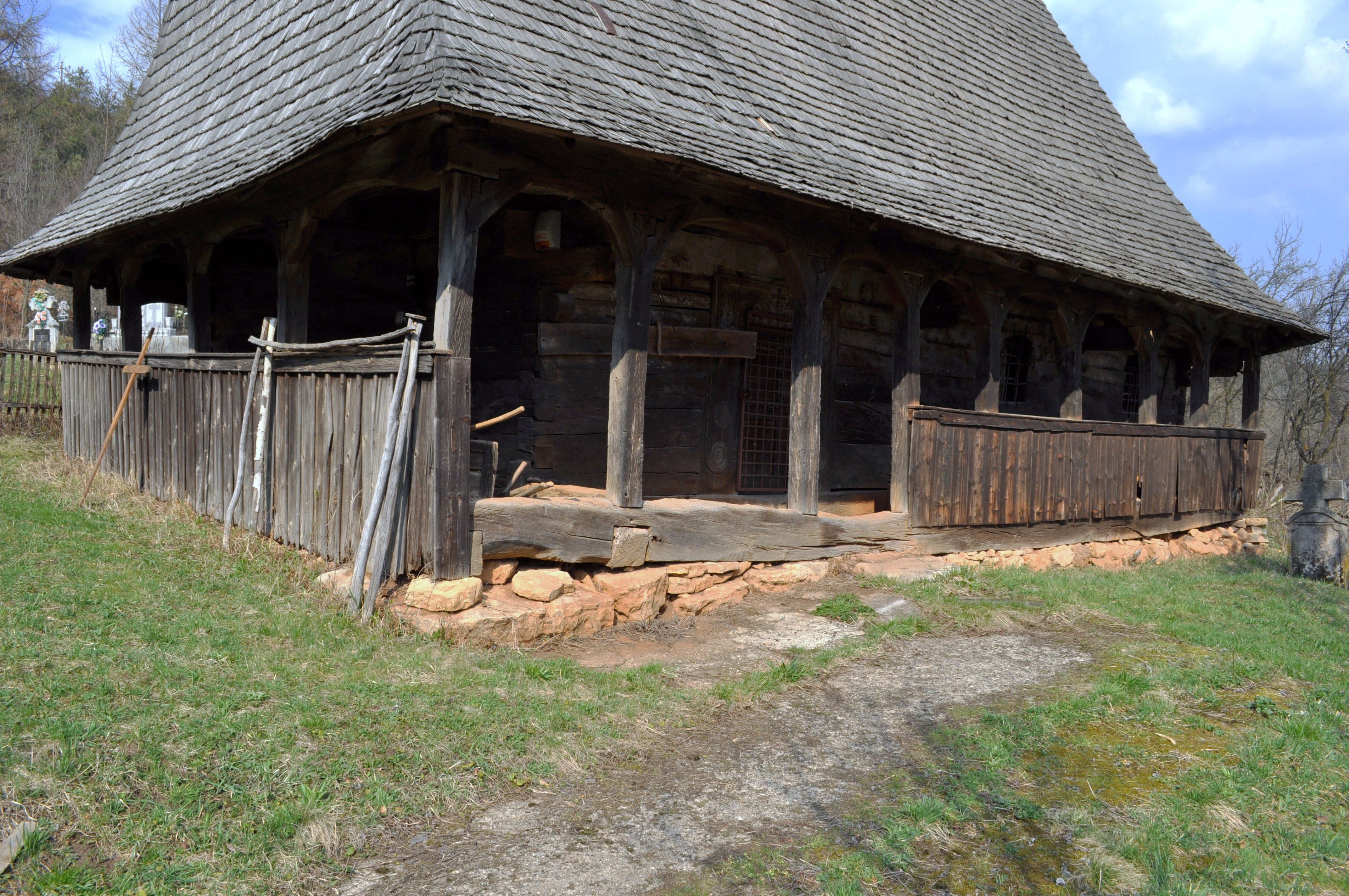
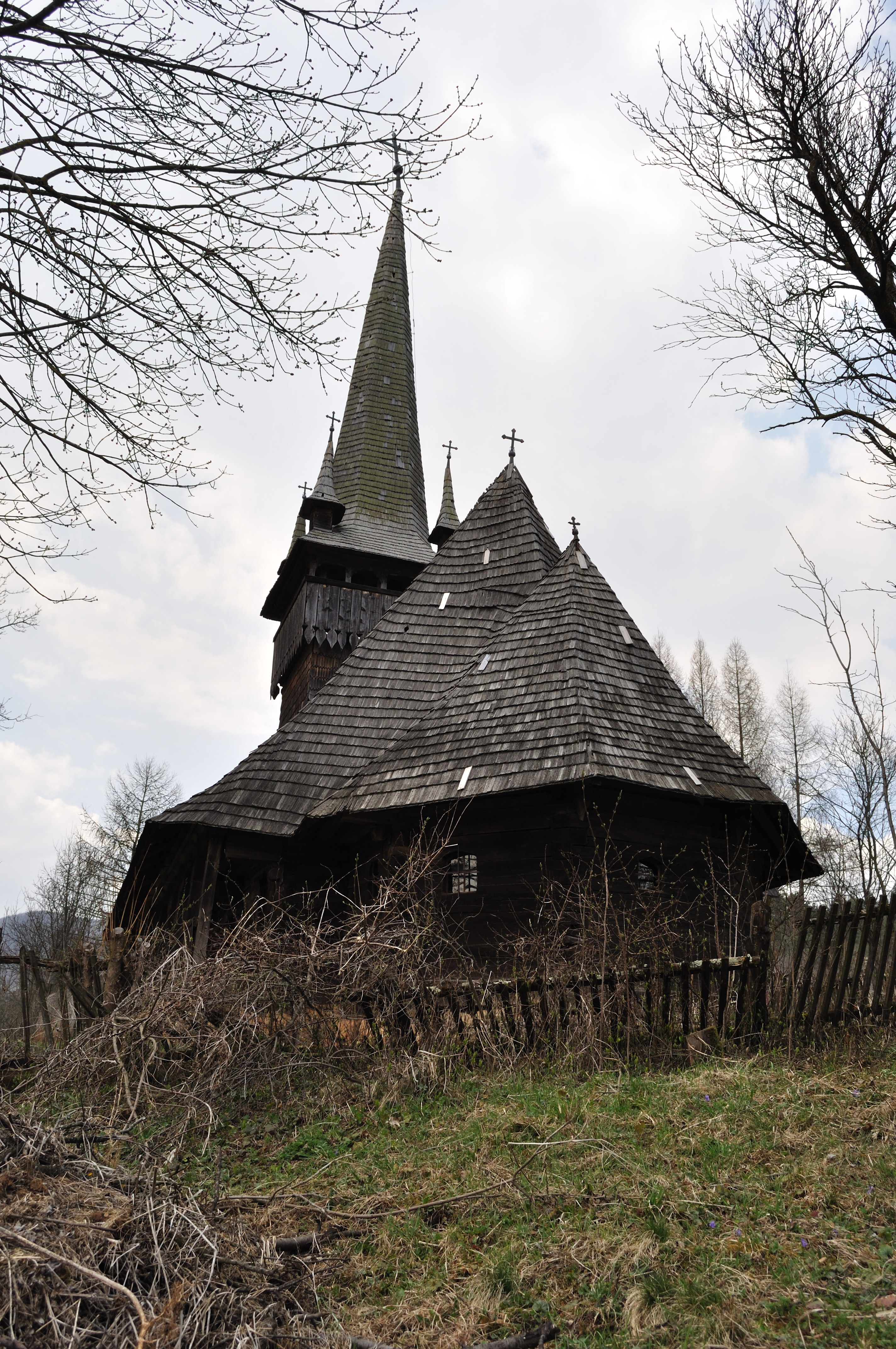
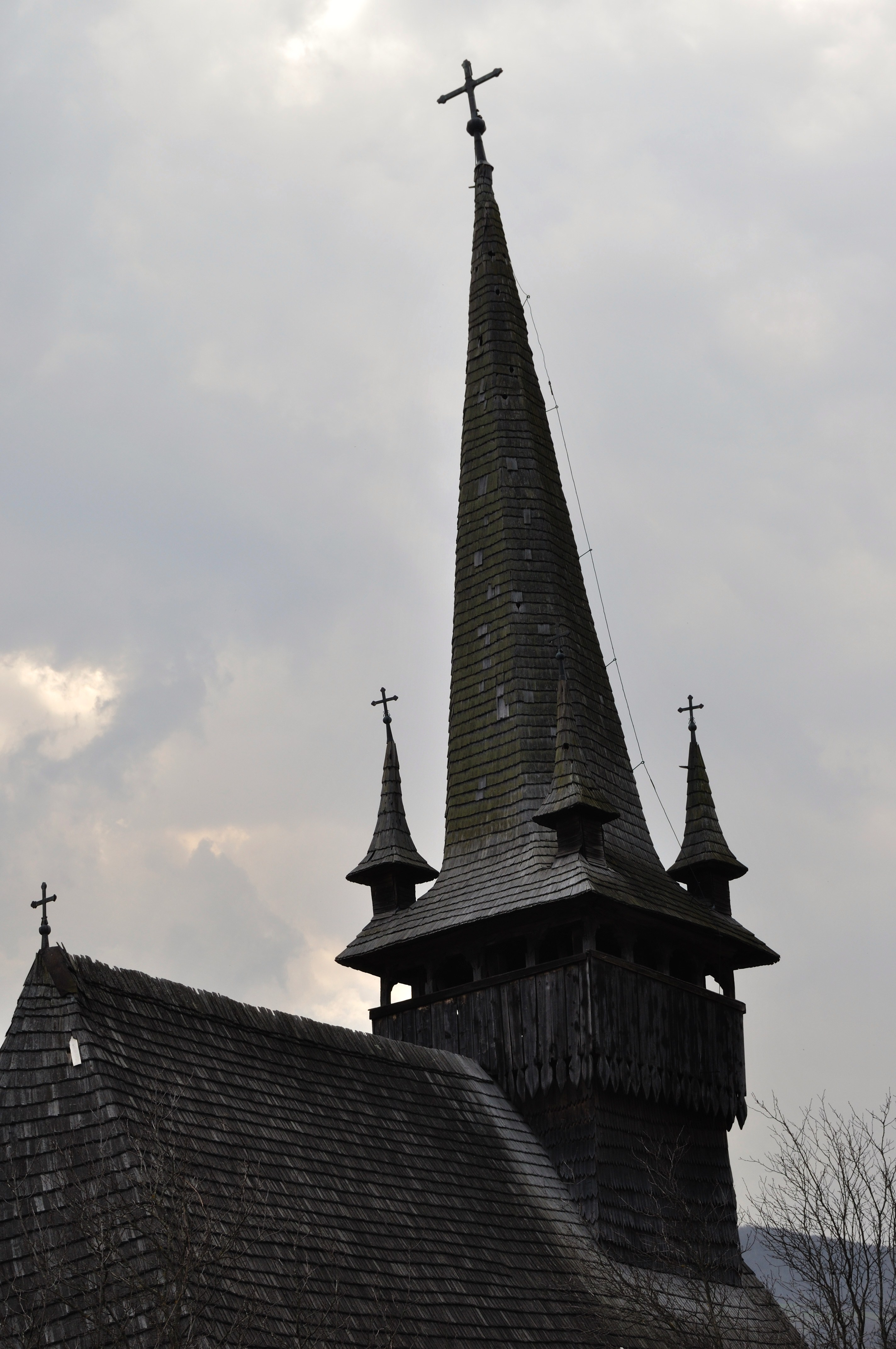
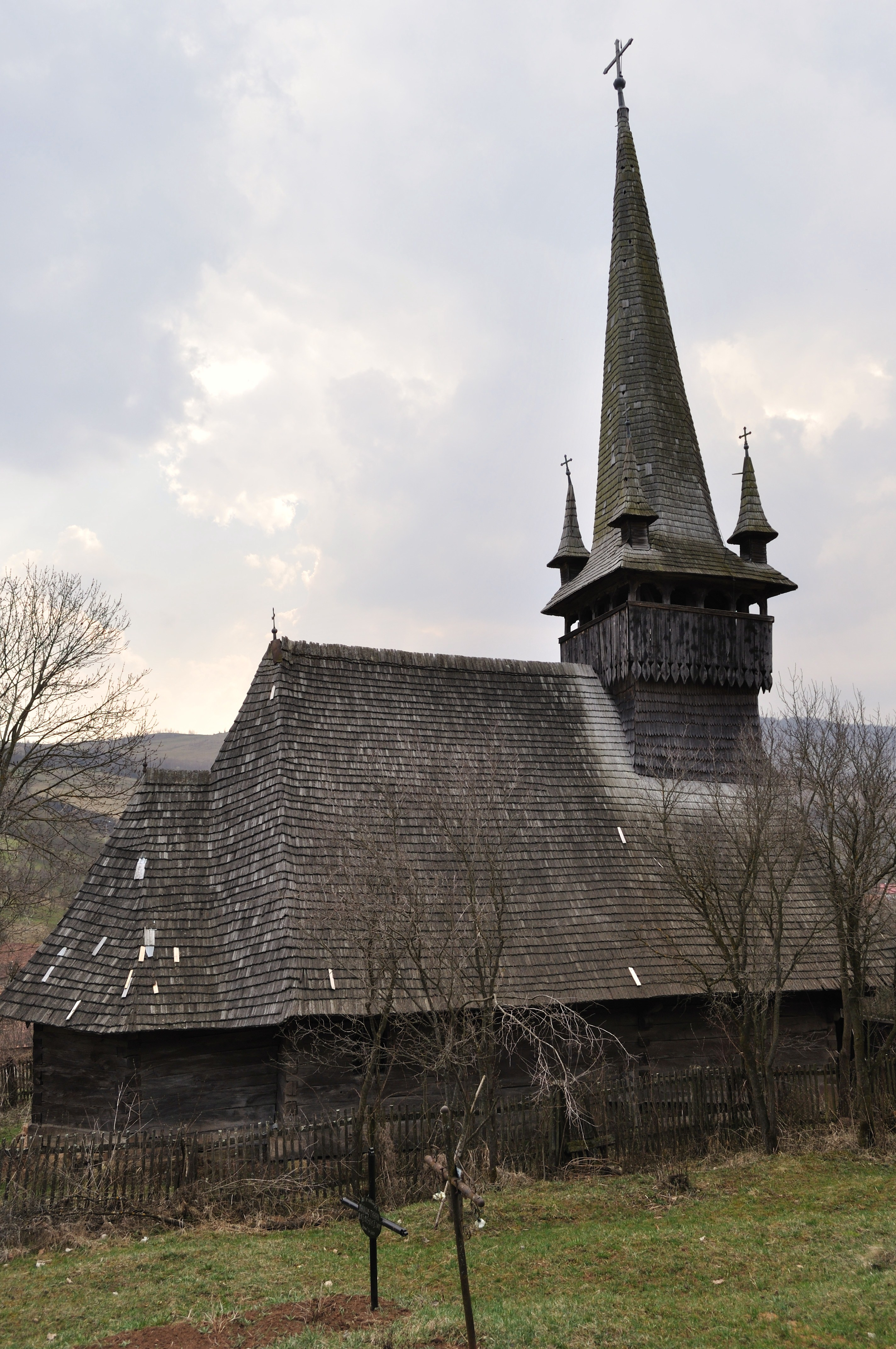
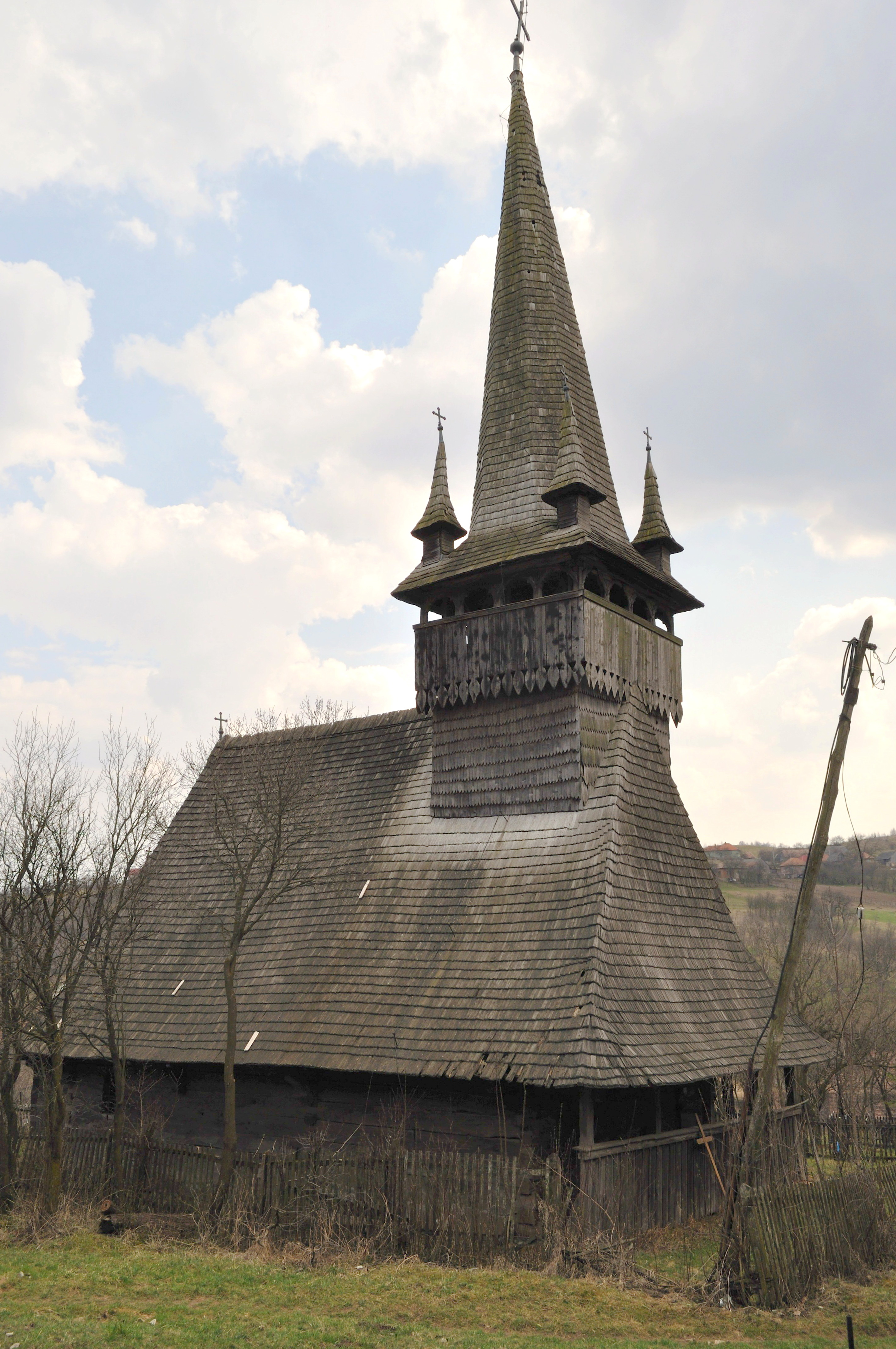
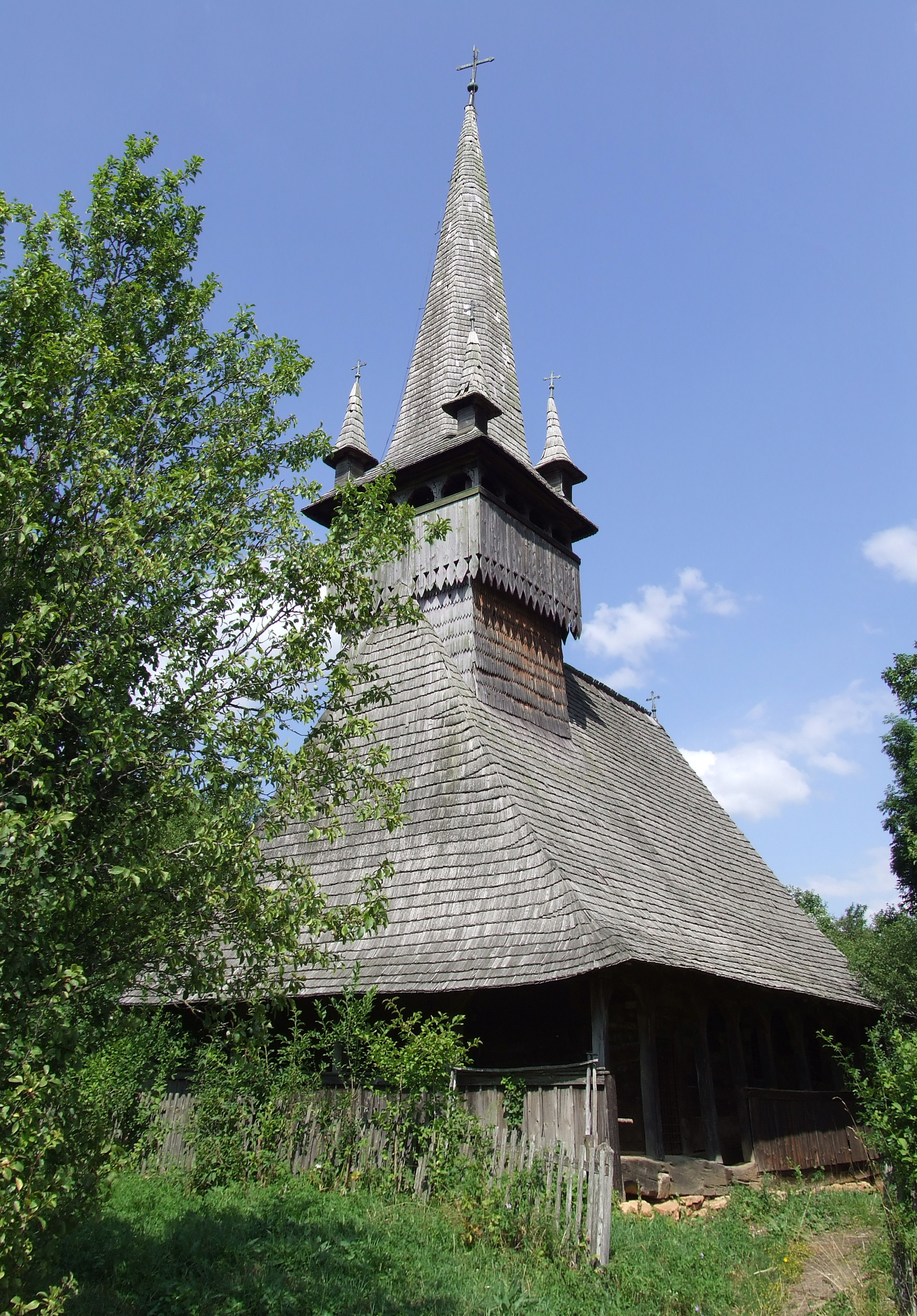
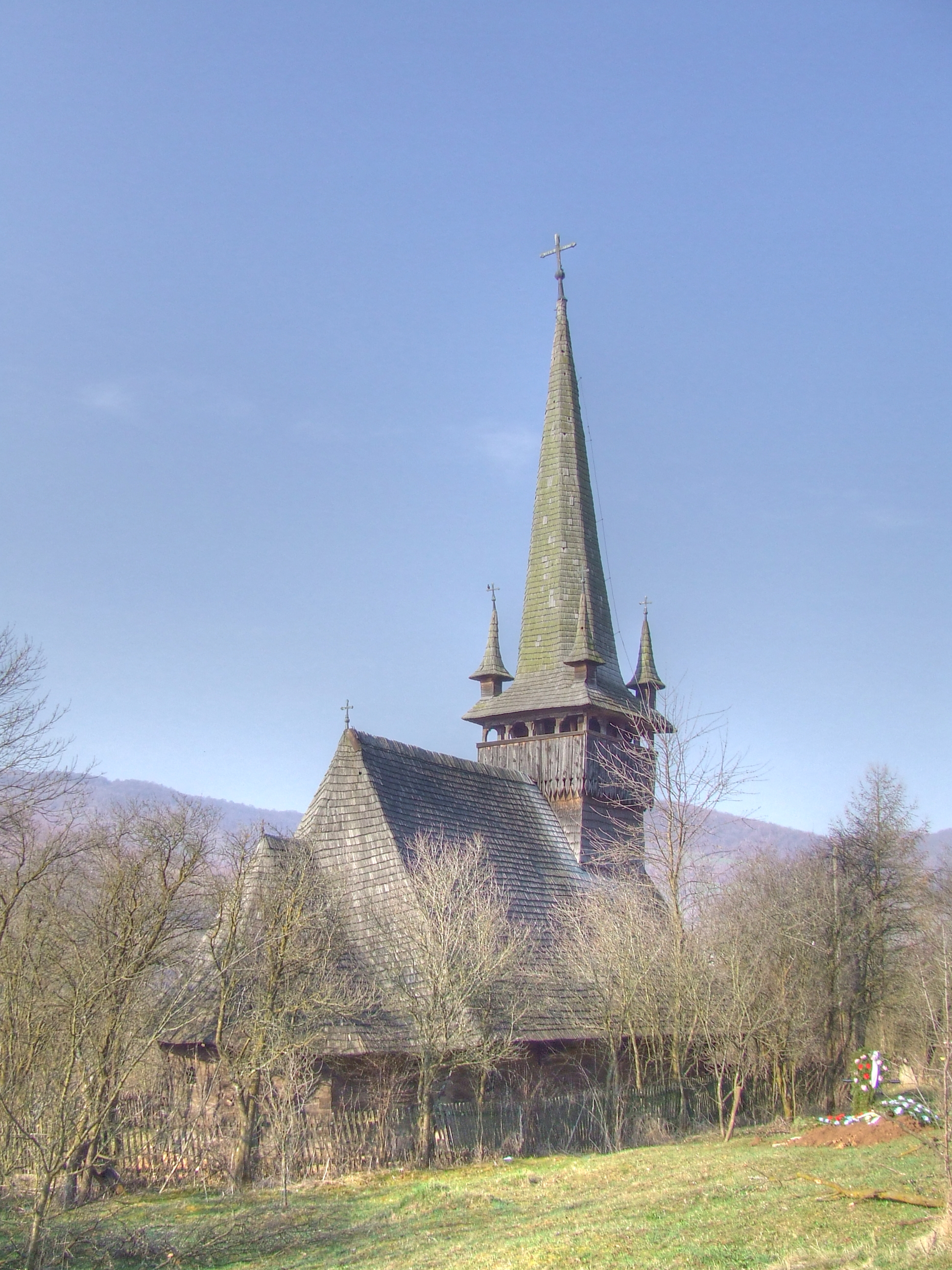
Vedere de ansamblu din N-E
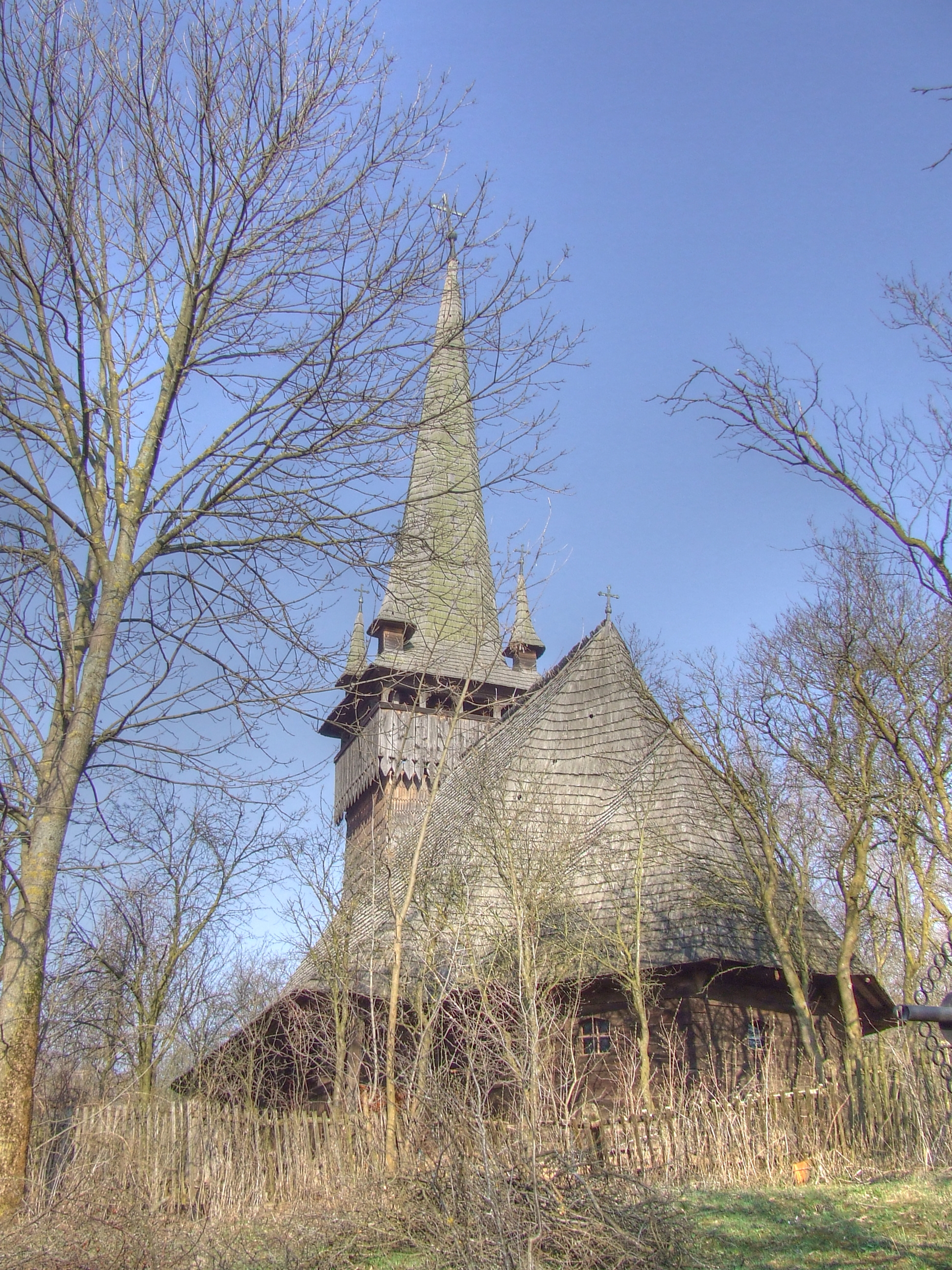
Vedere de ansamblu din S-E
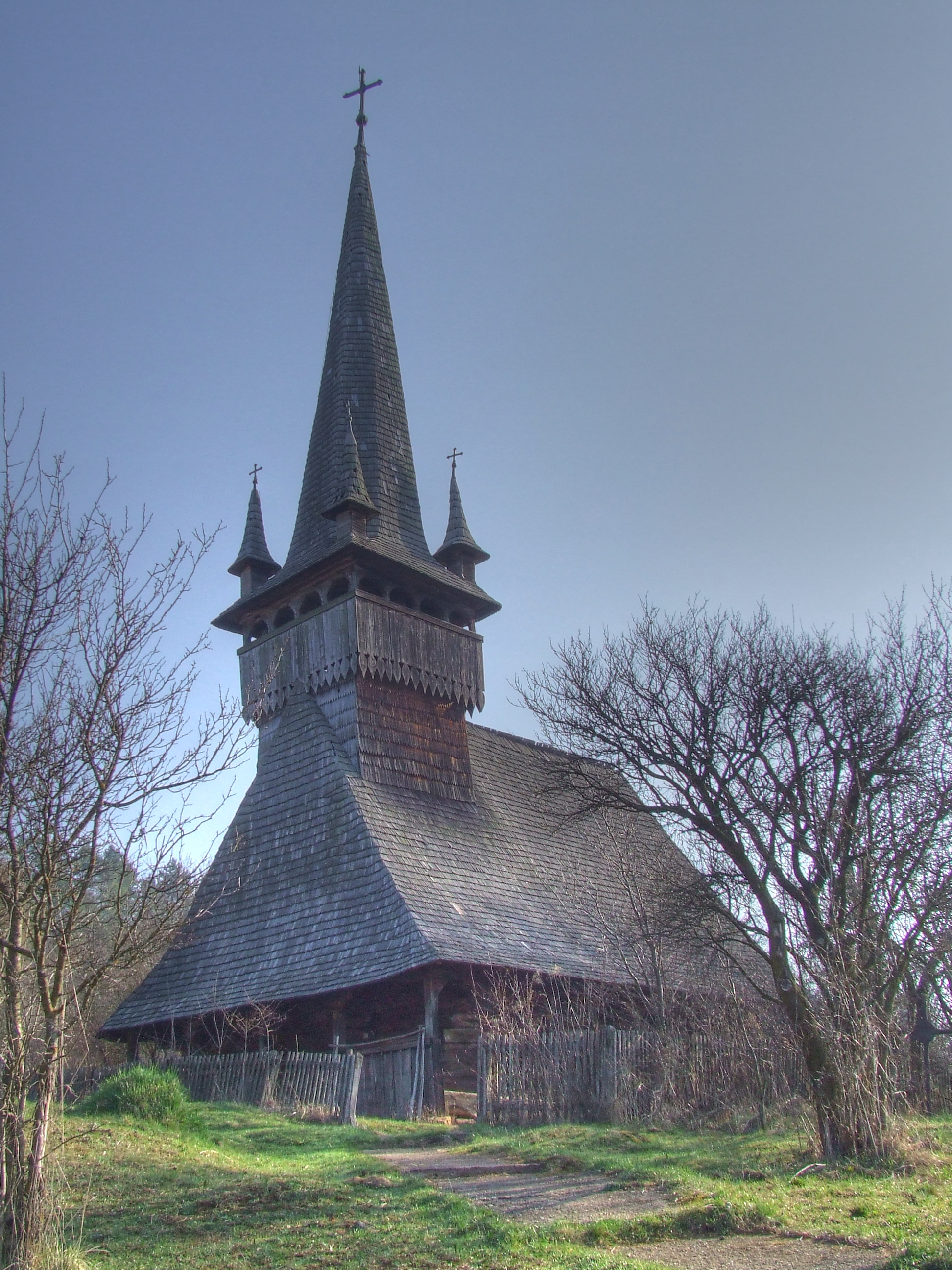
Vedere de ansamblu din S-V
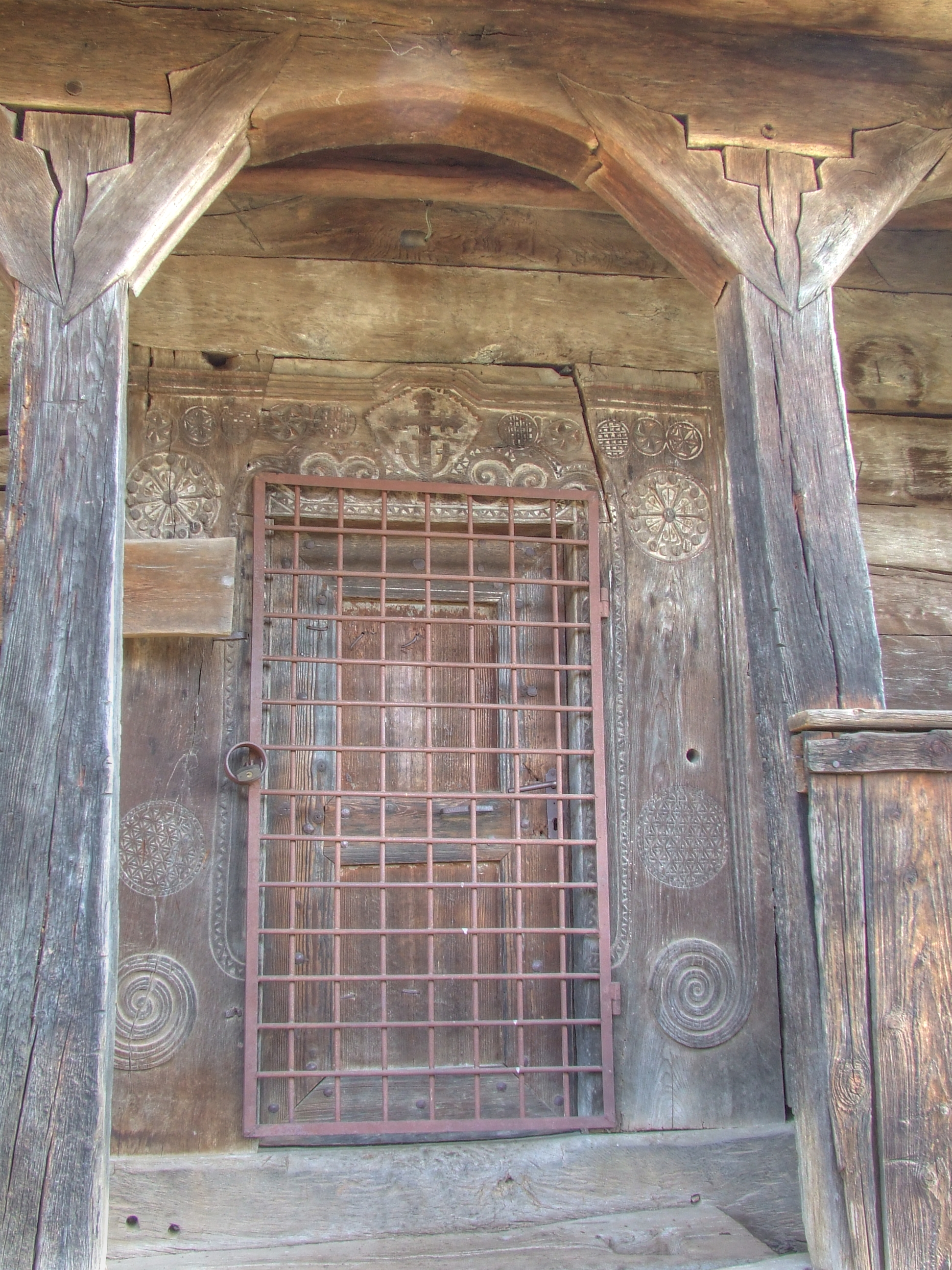
Portalul bisericii
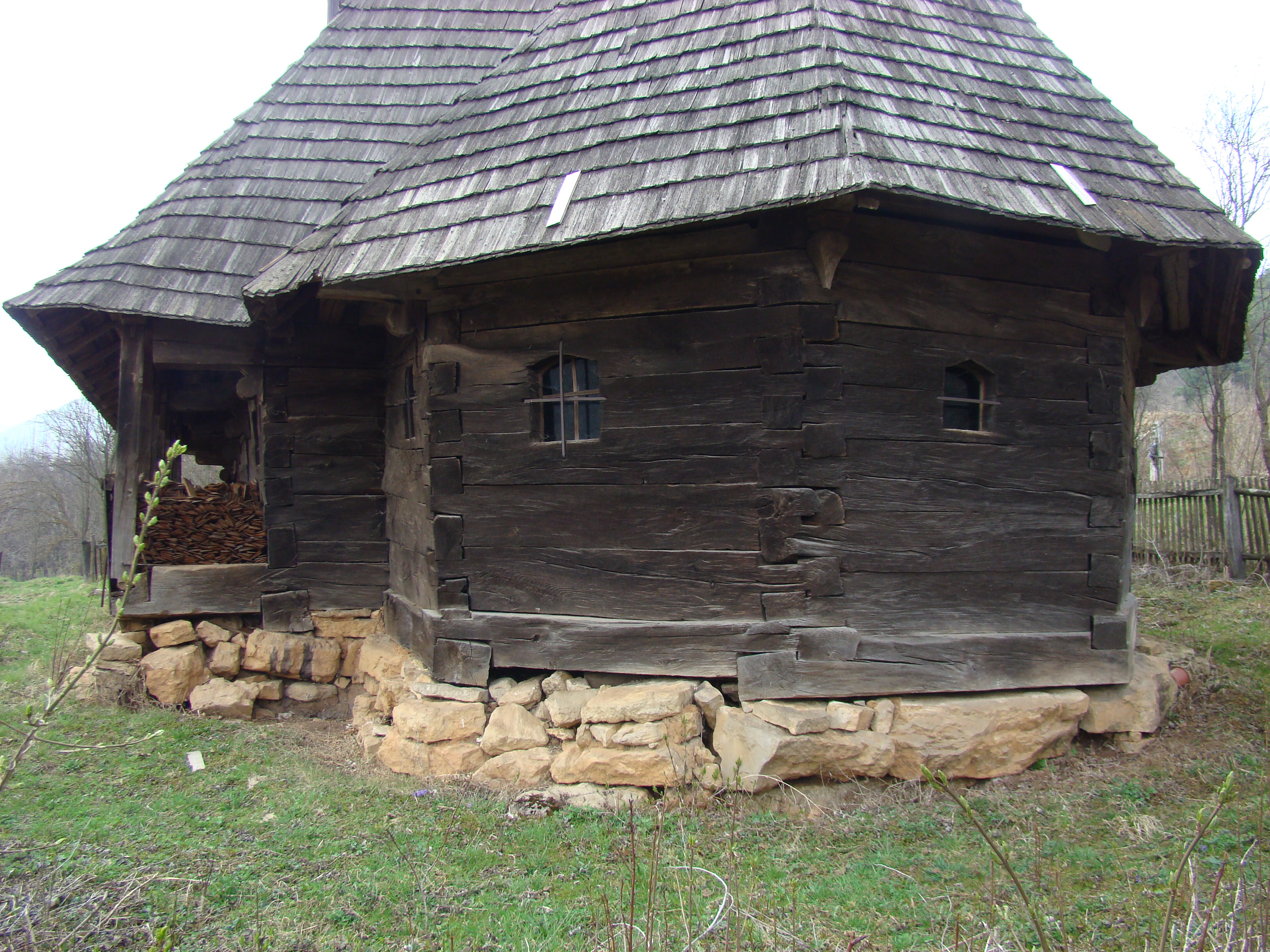
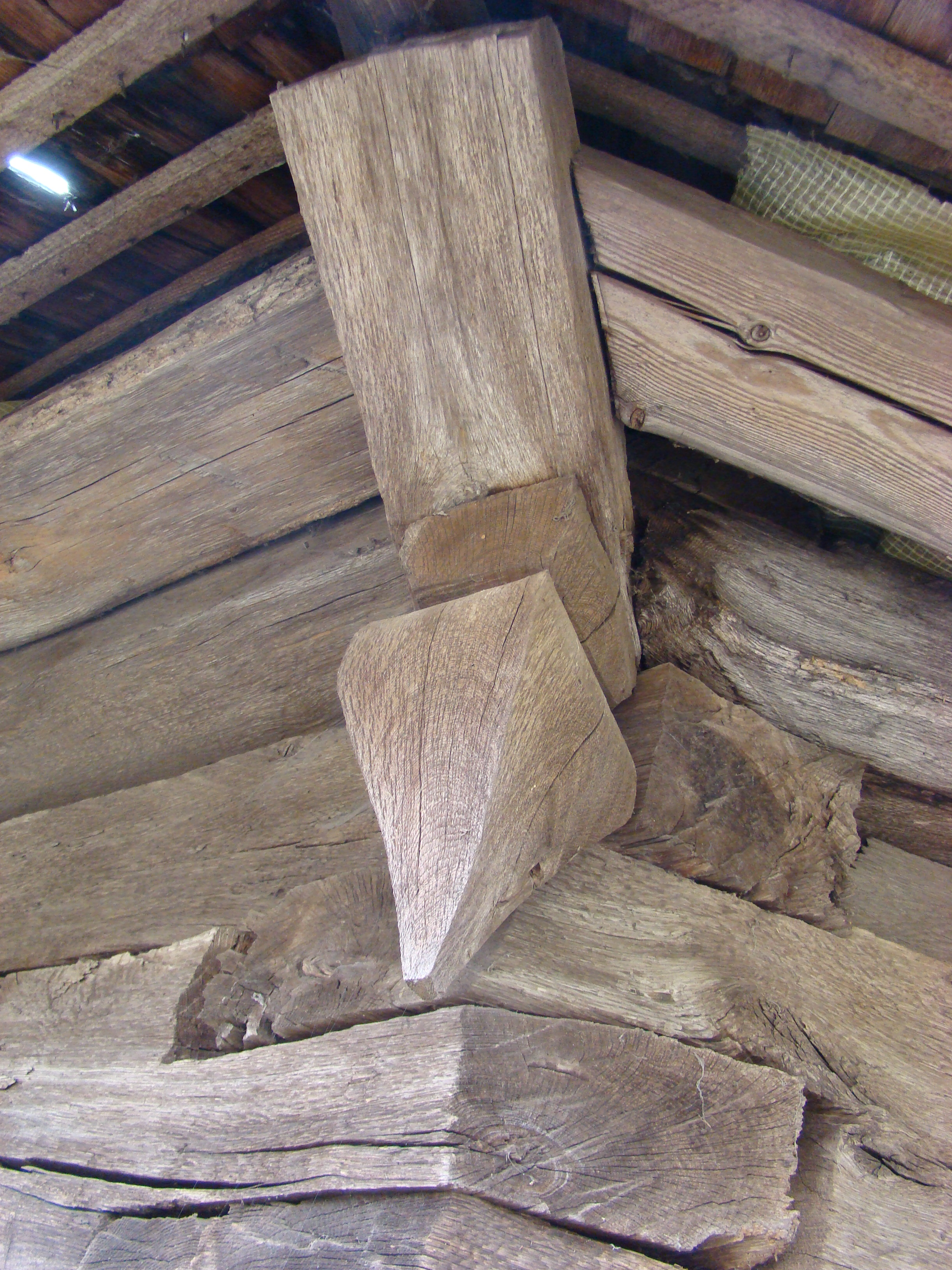
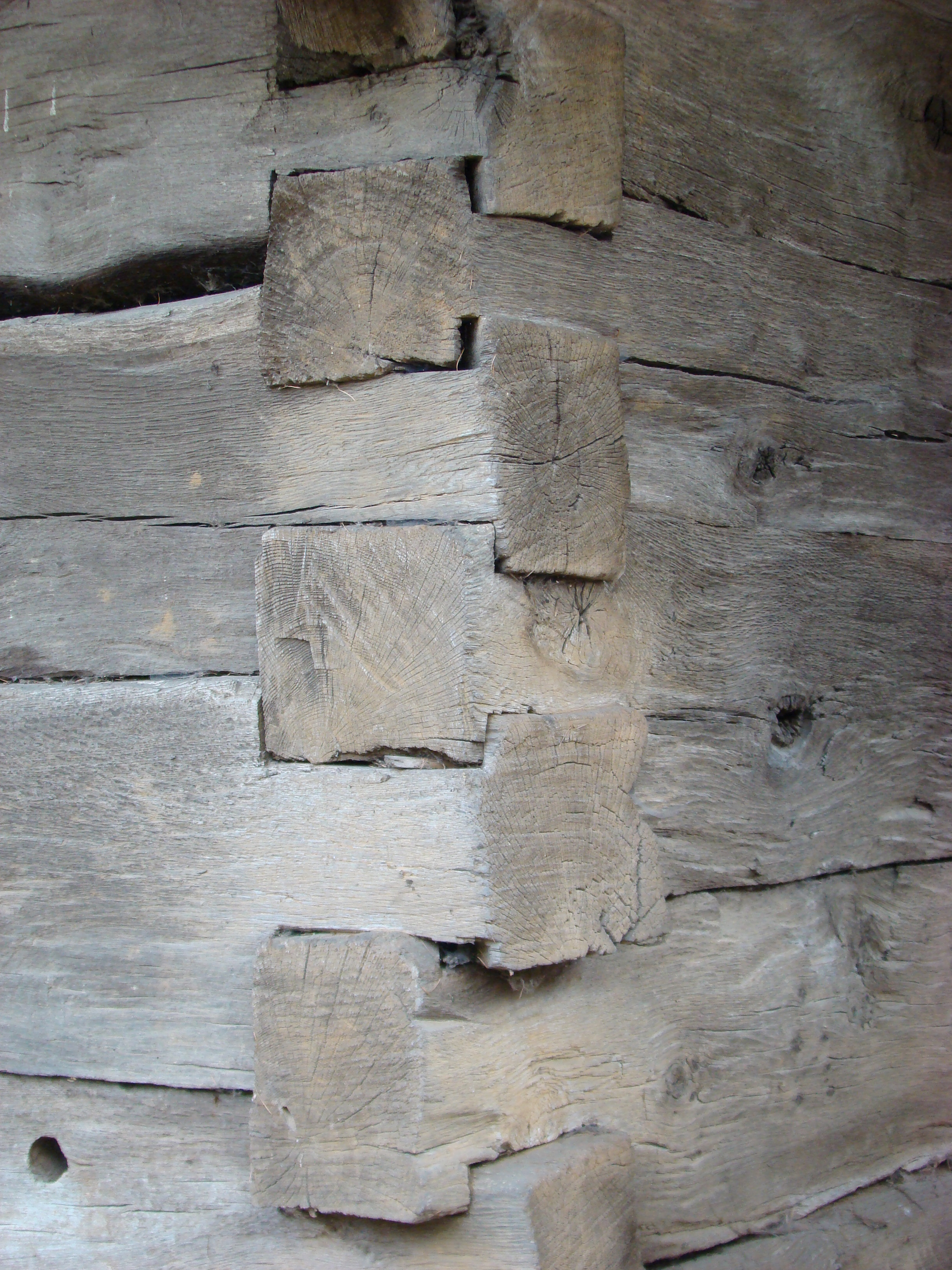
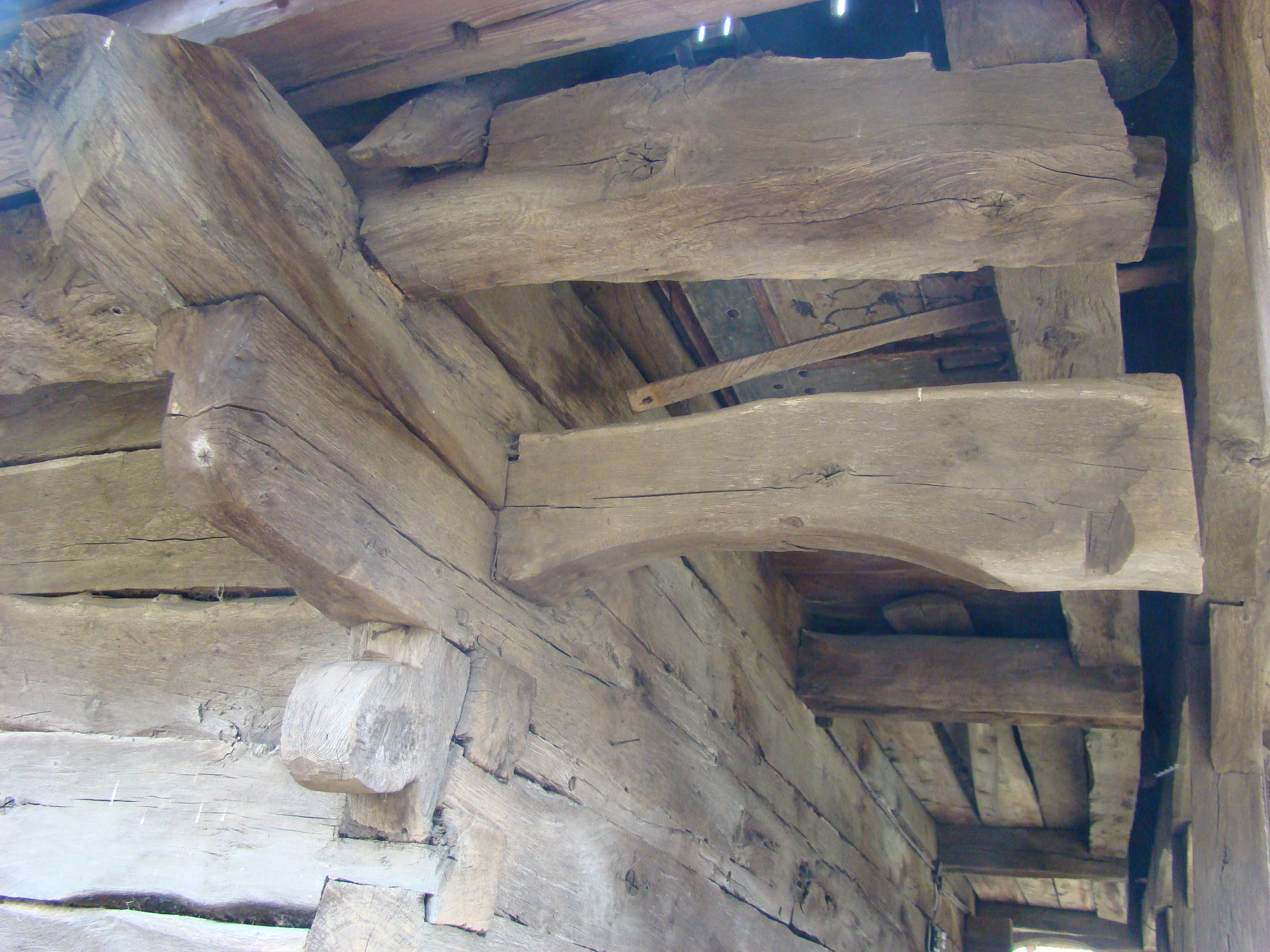
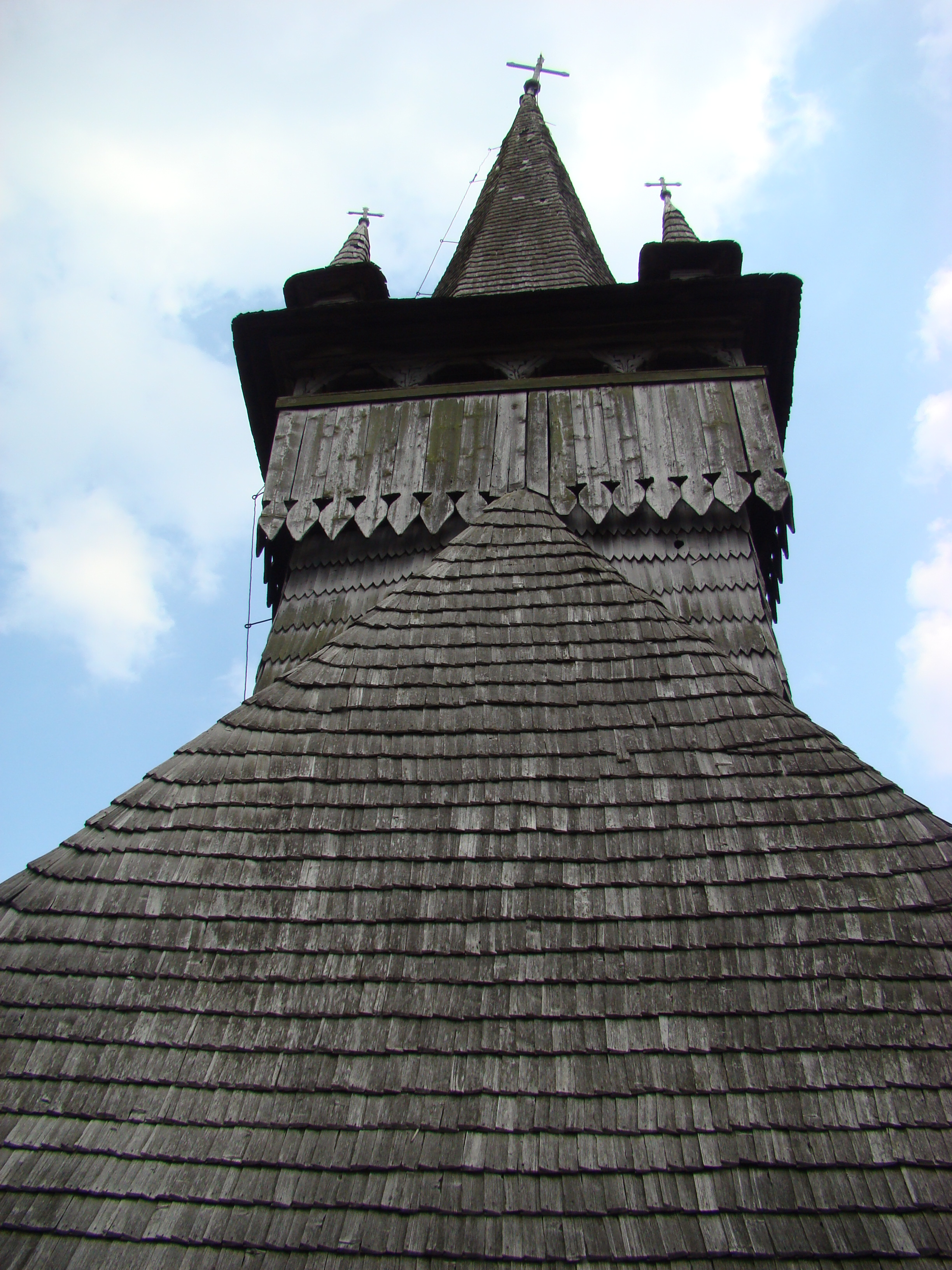
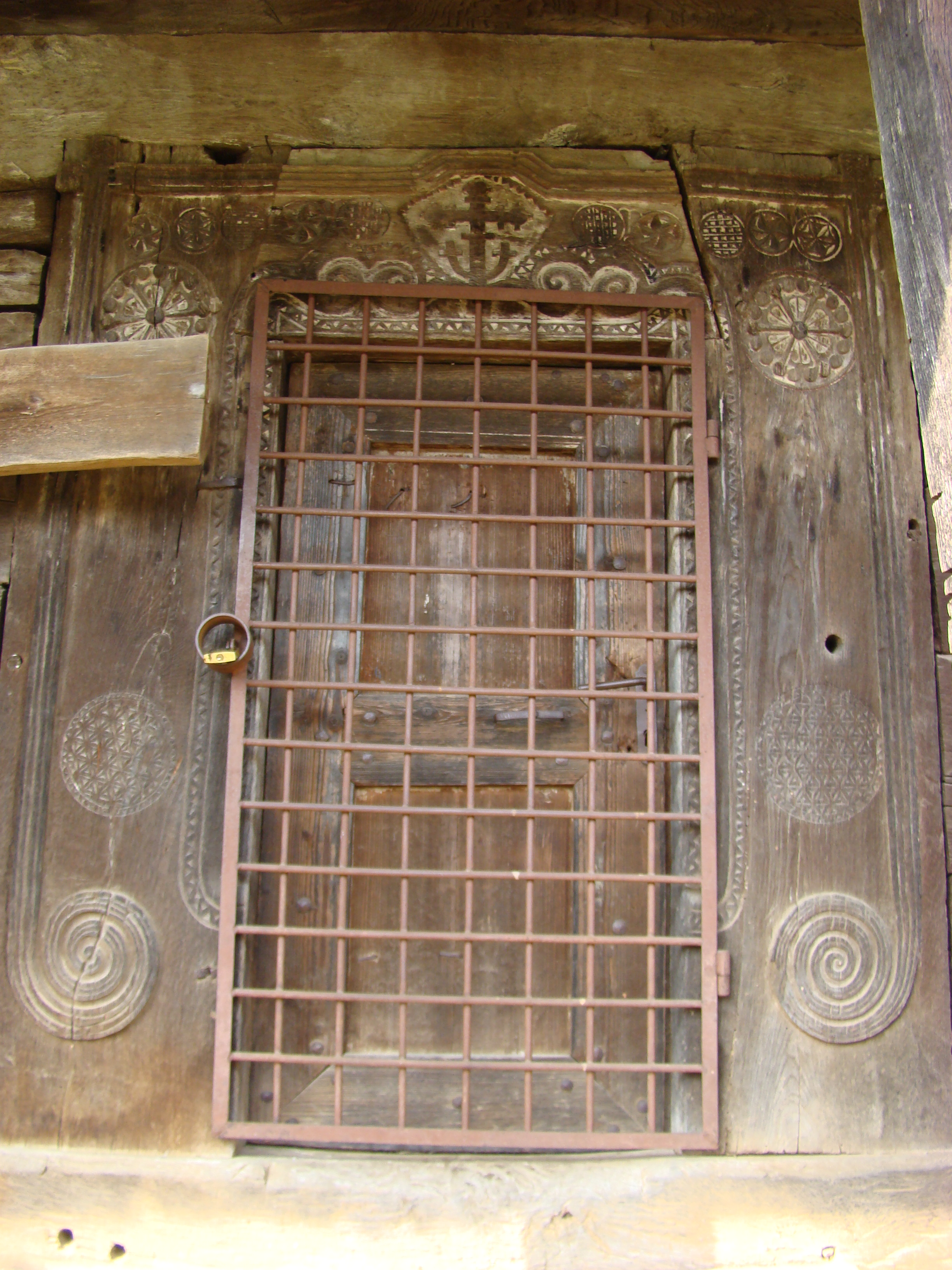
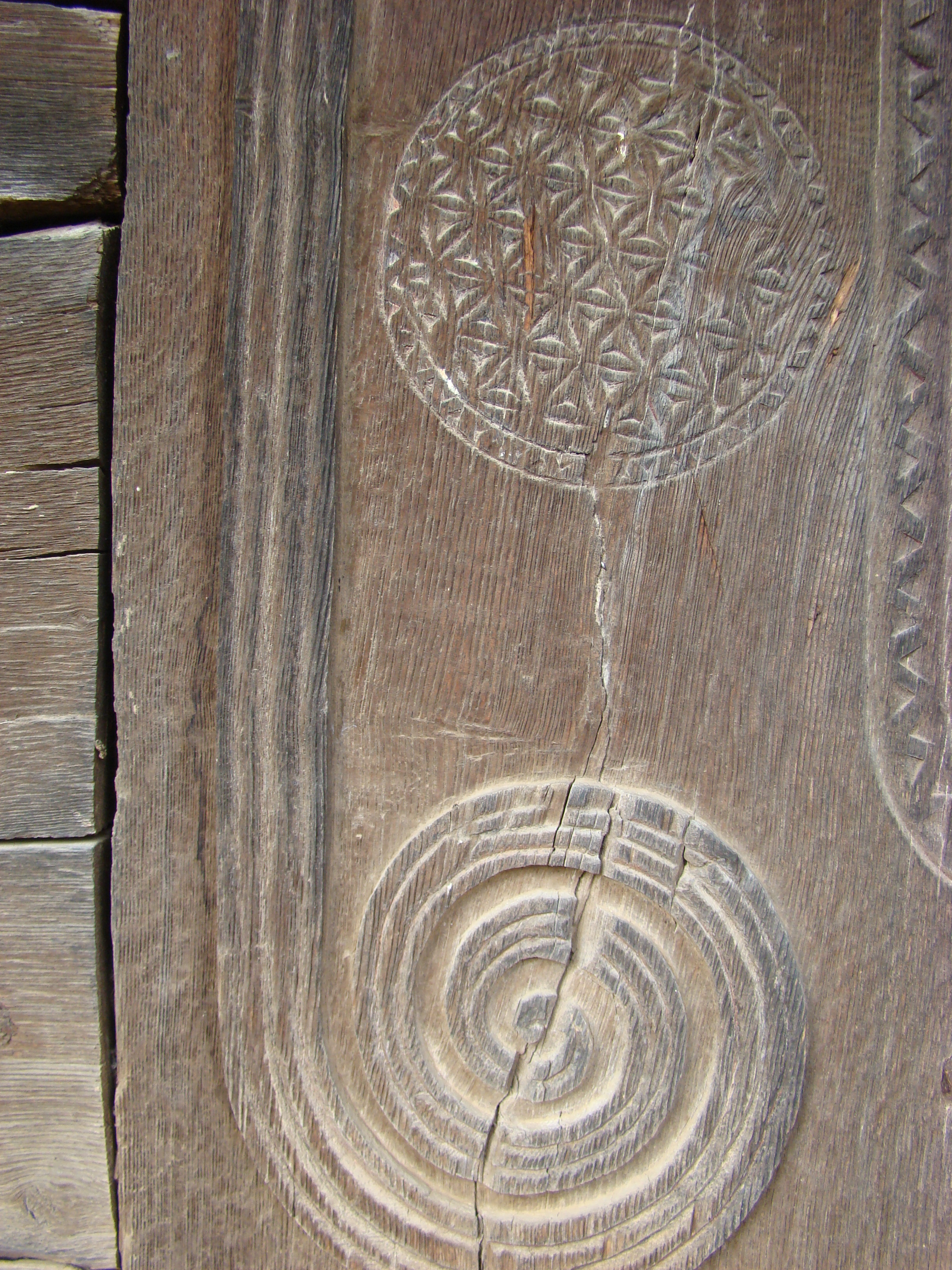
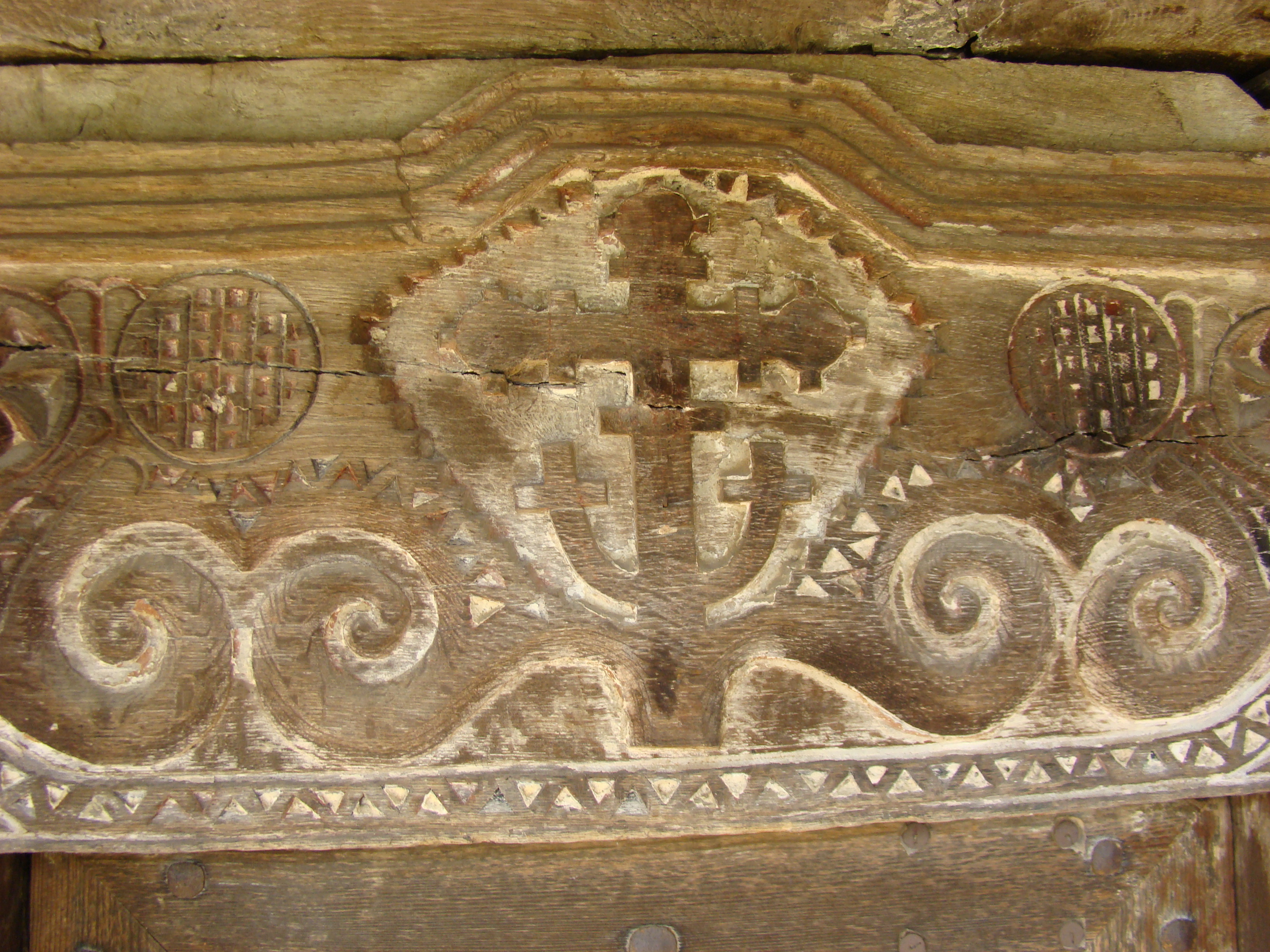
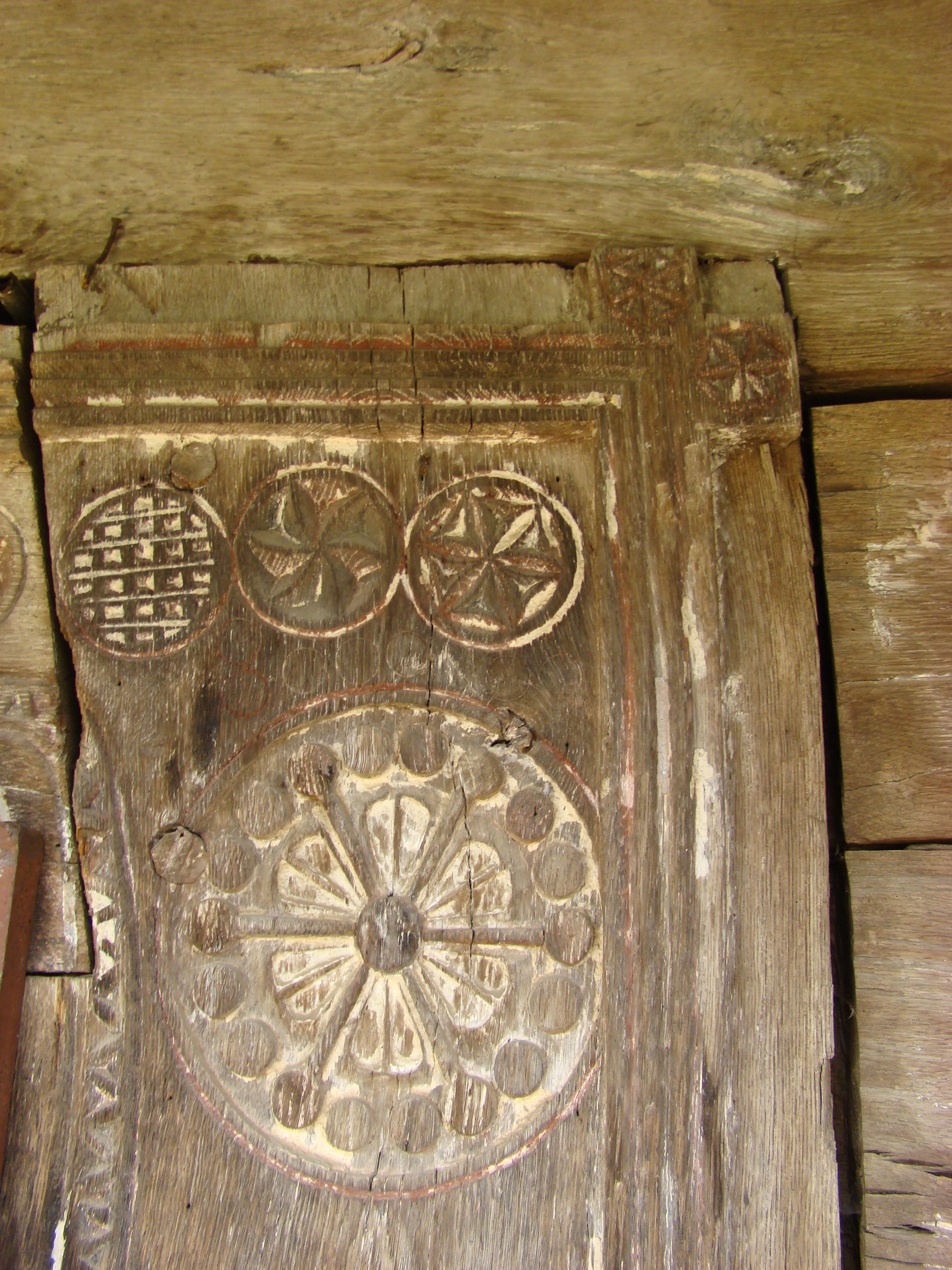
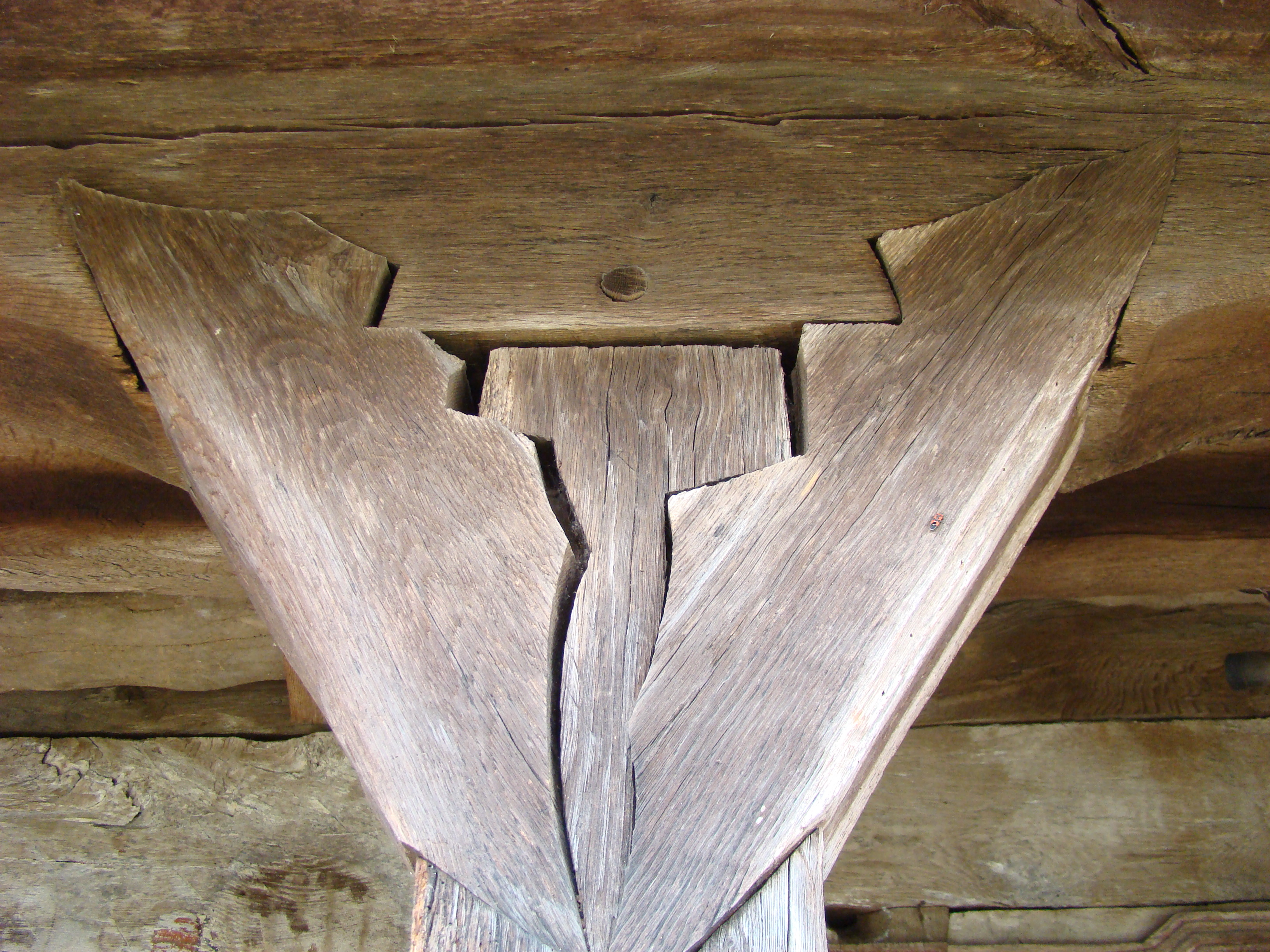
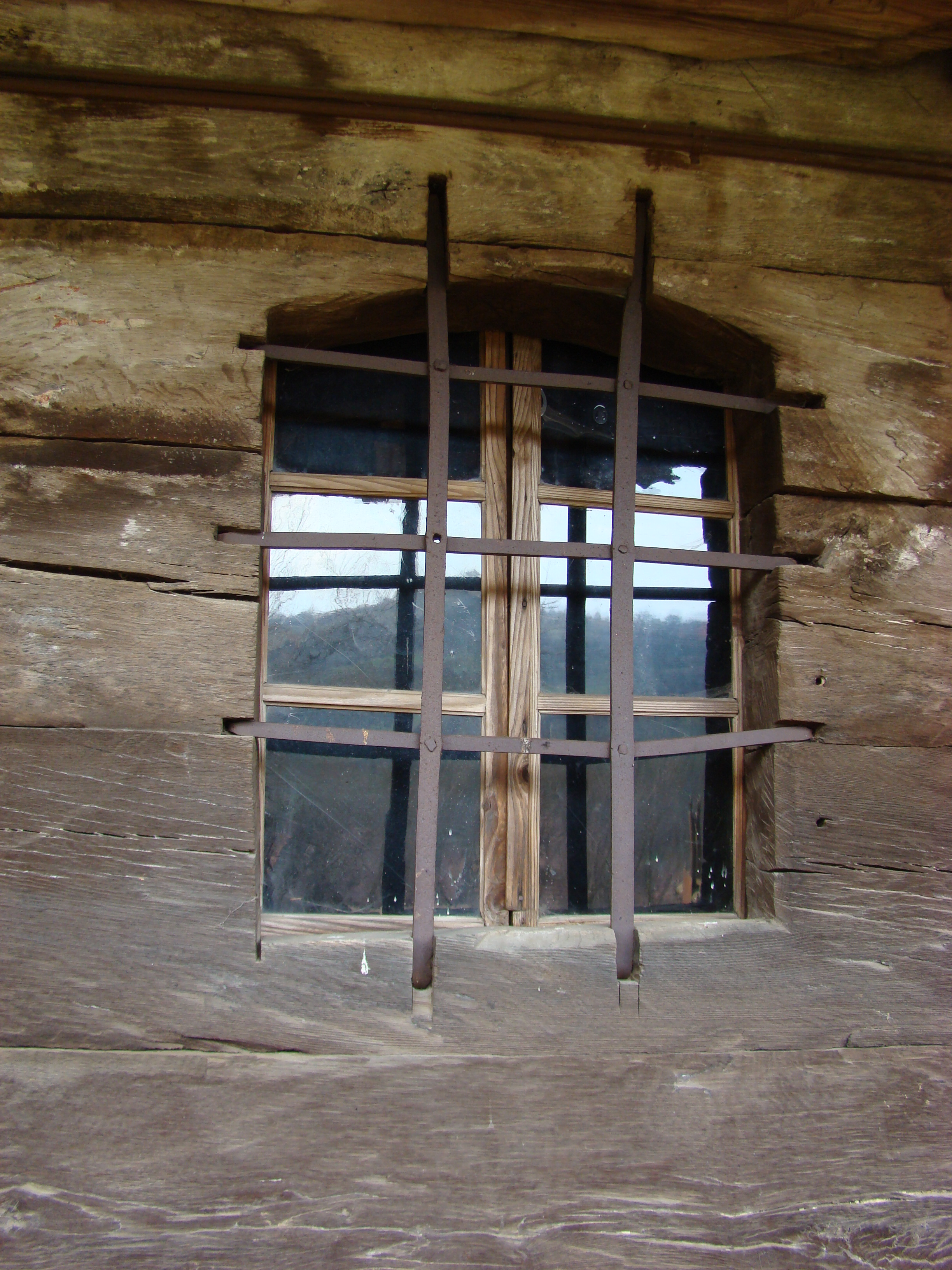
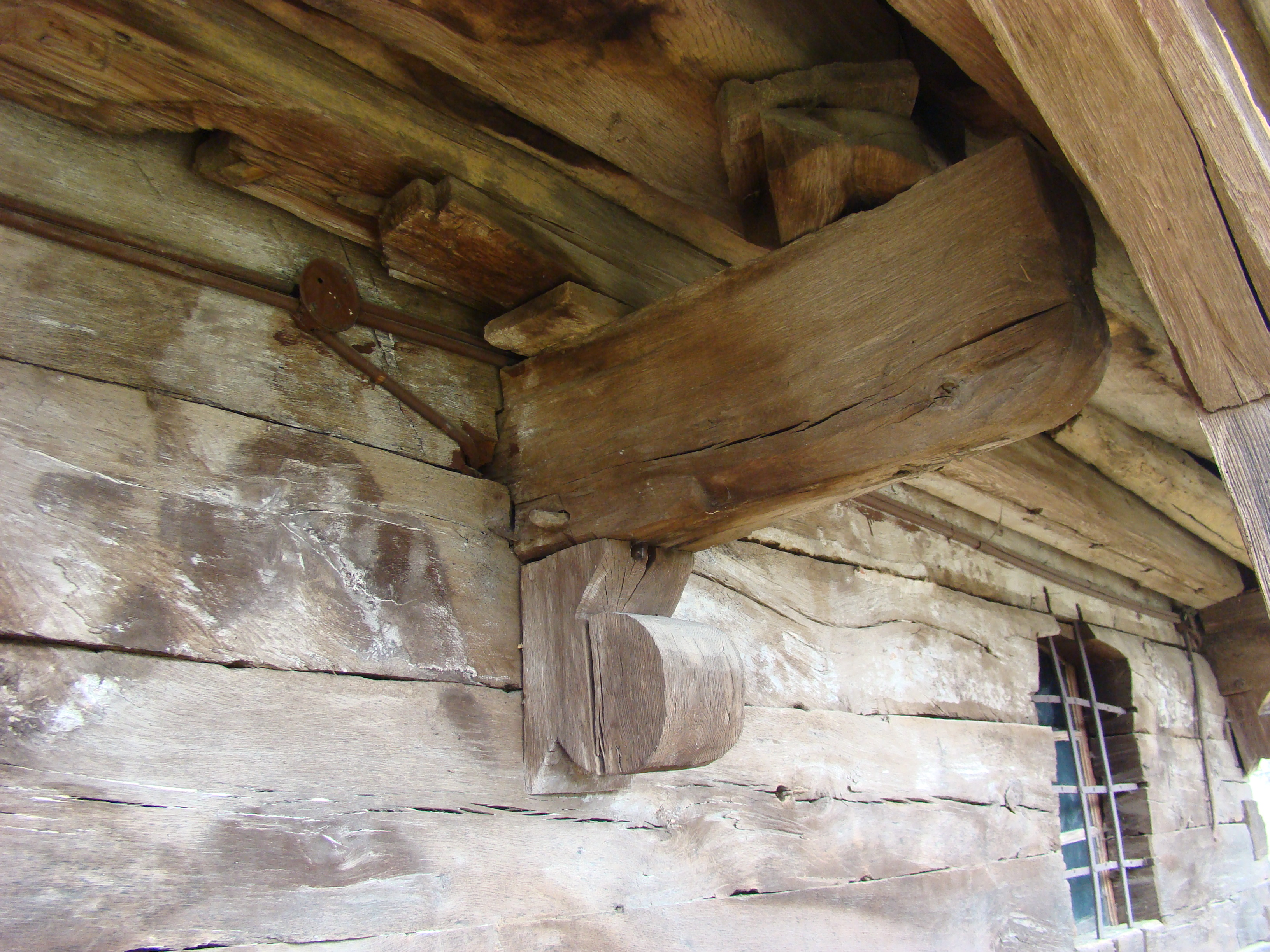
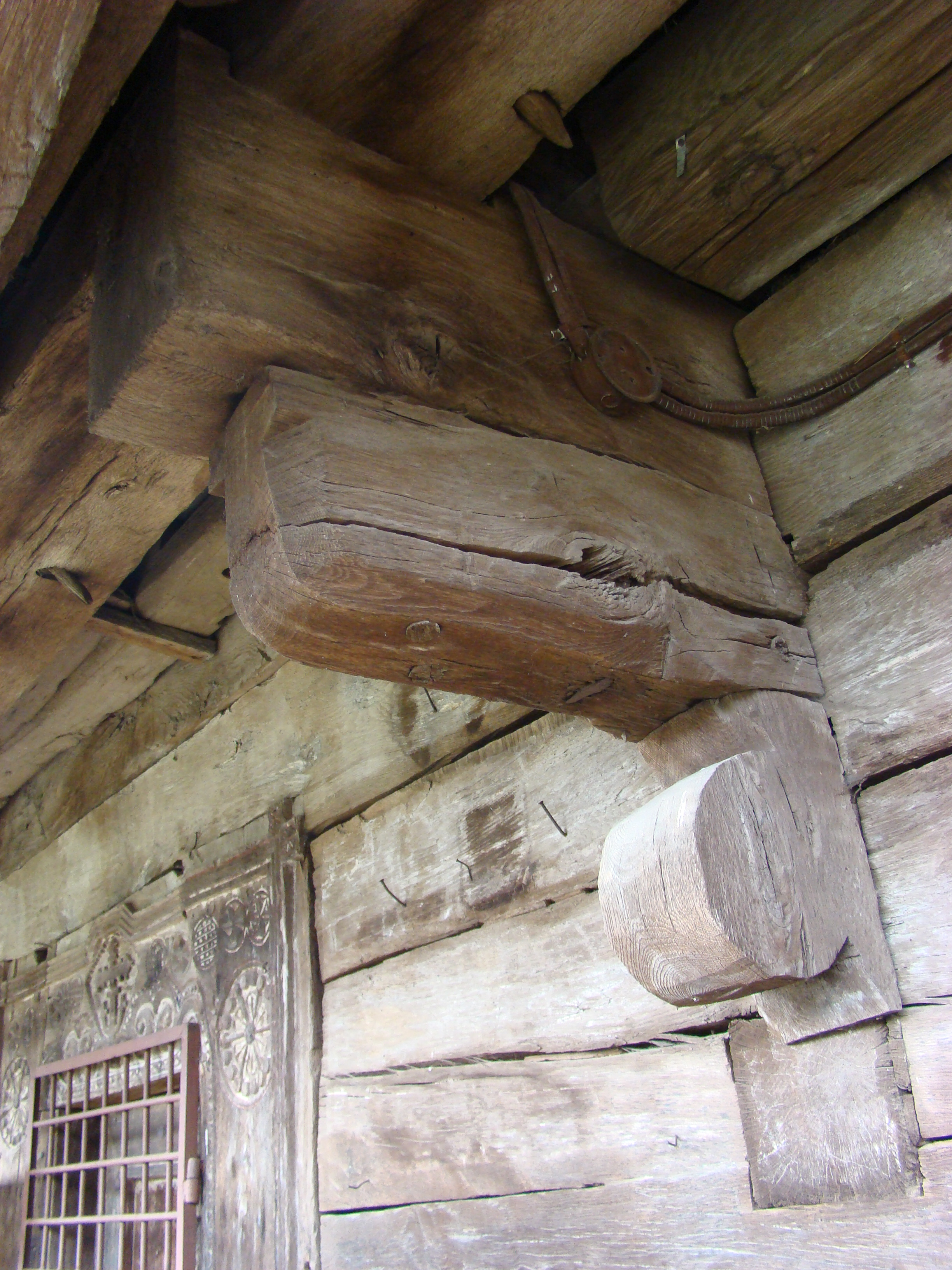
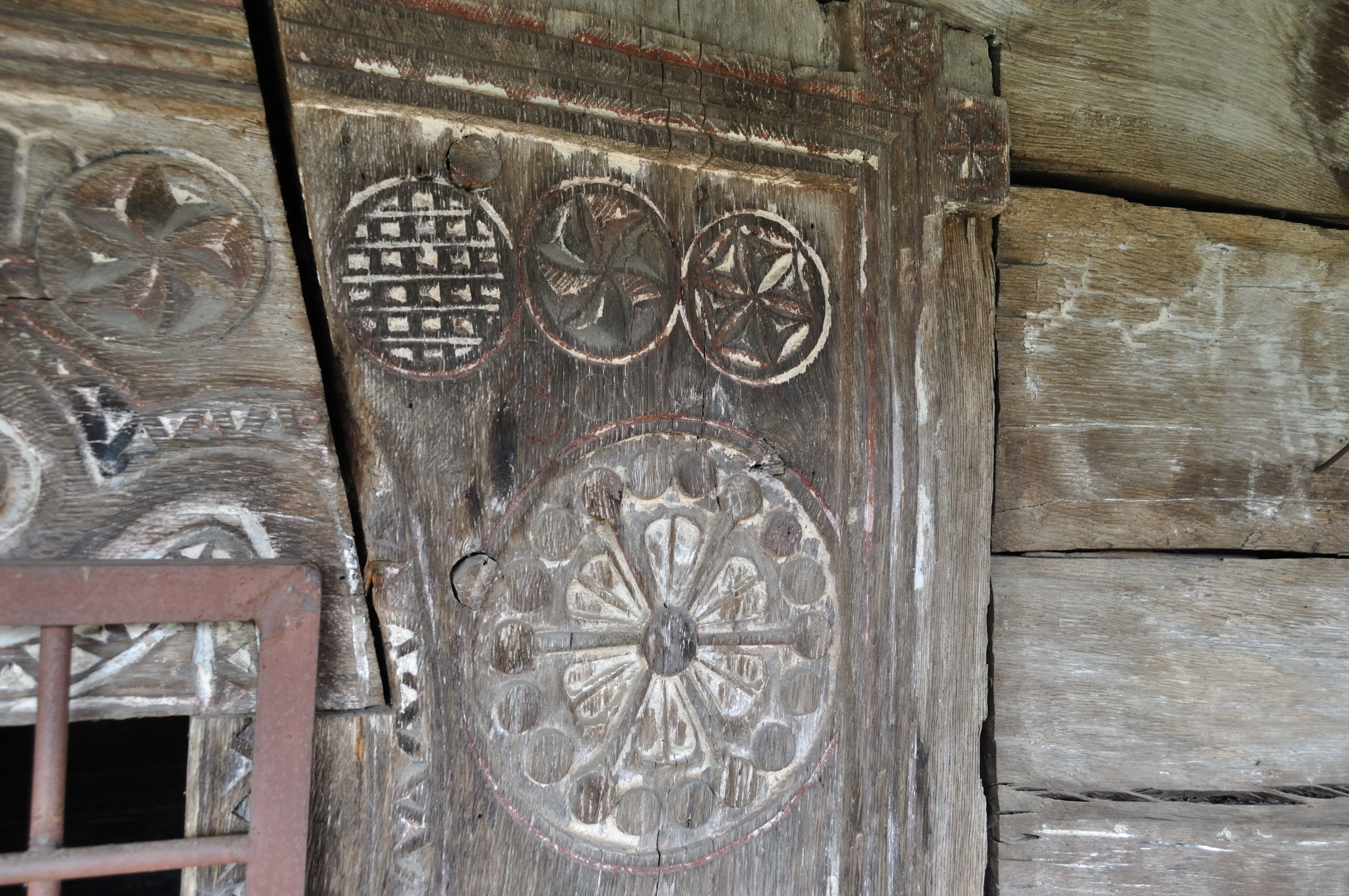
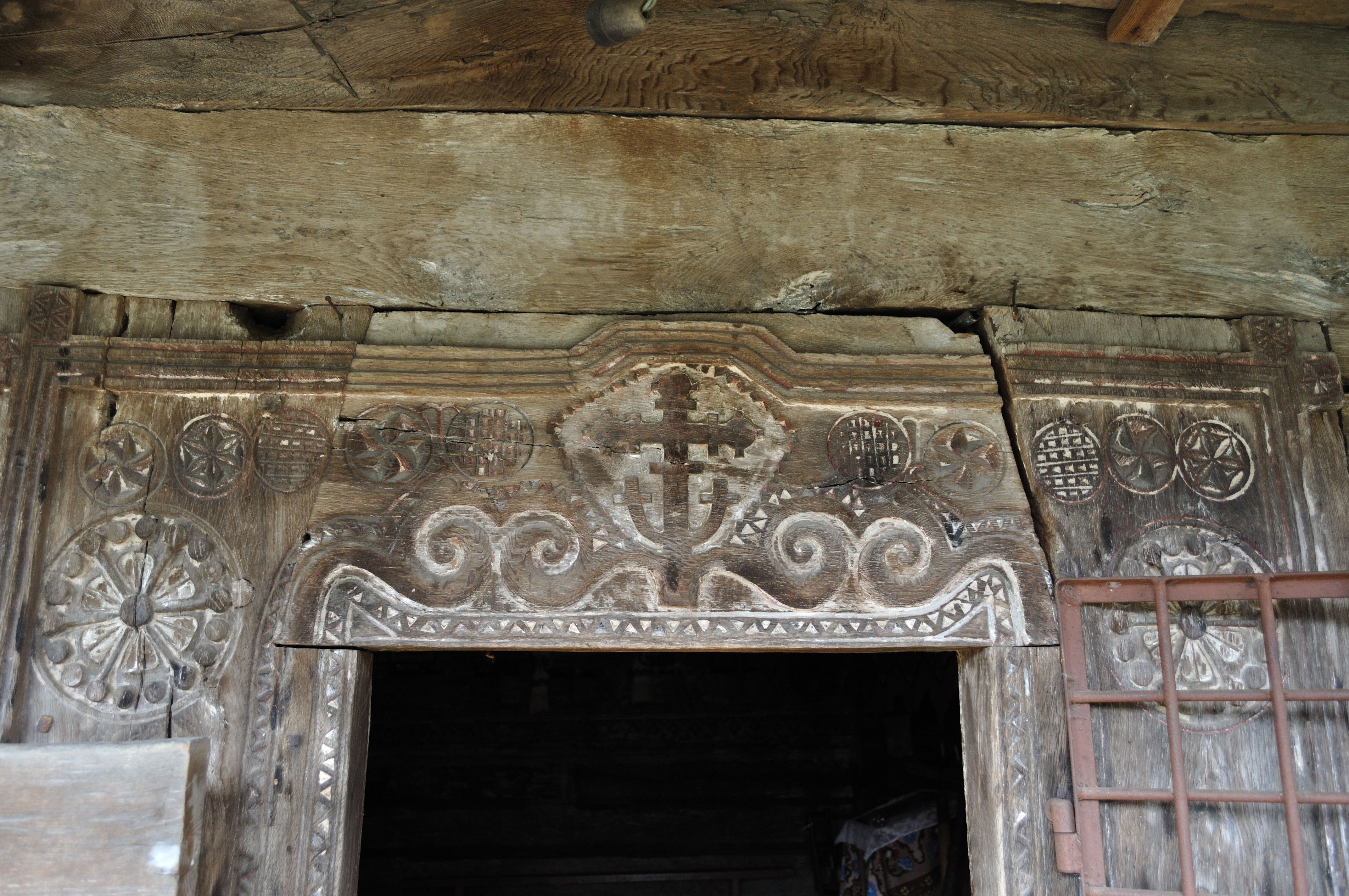
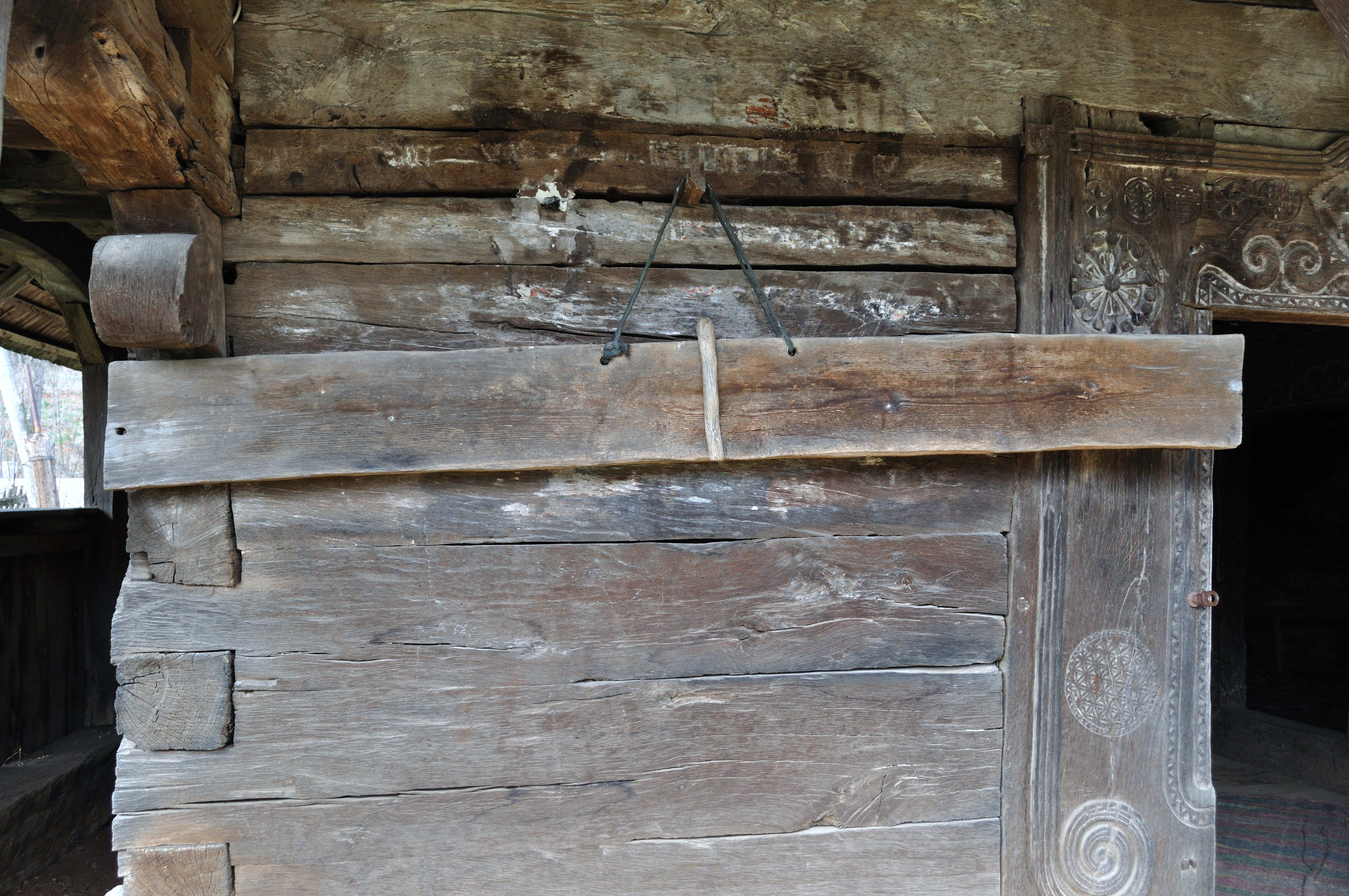

## Imagini din interior

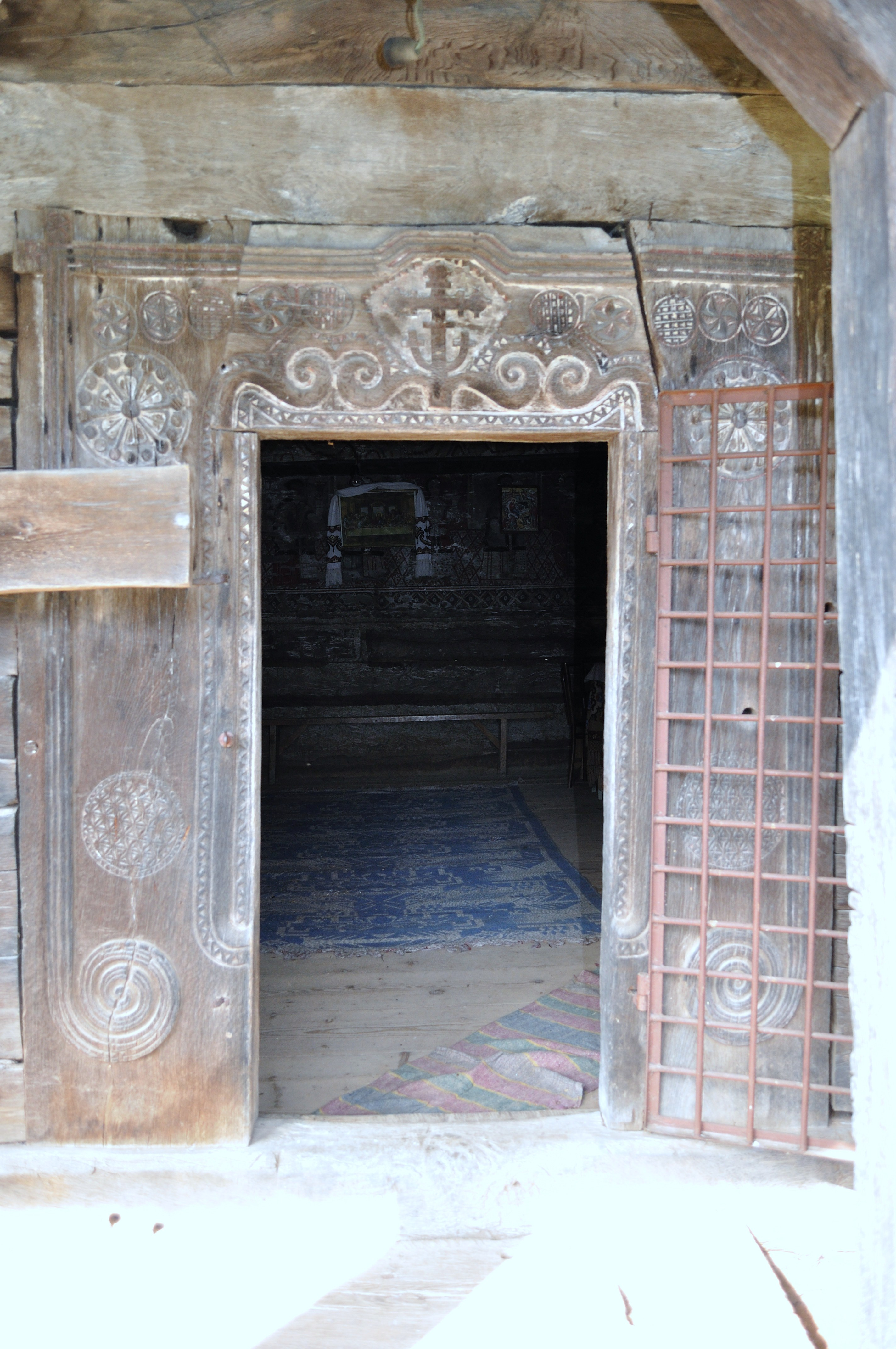
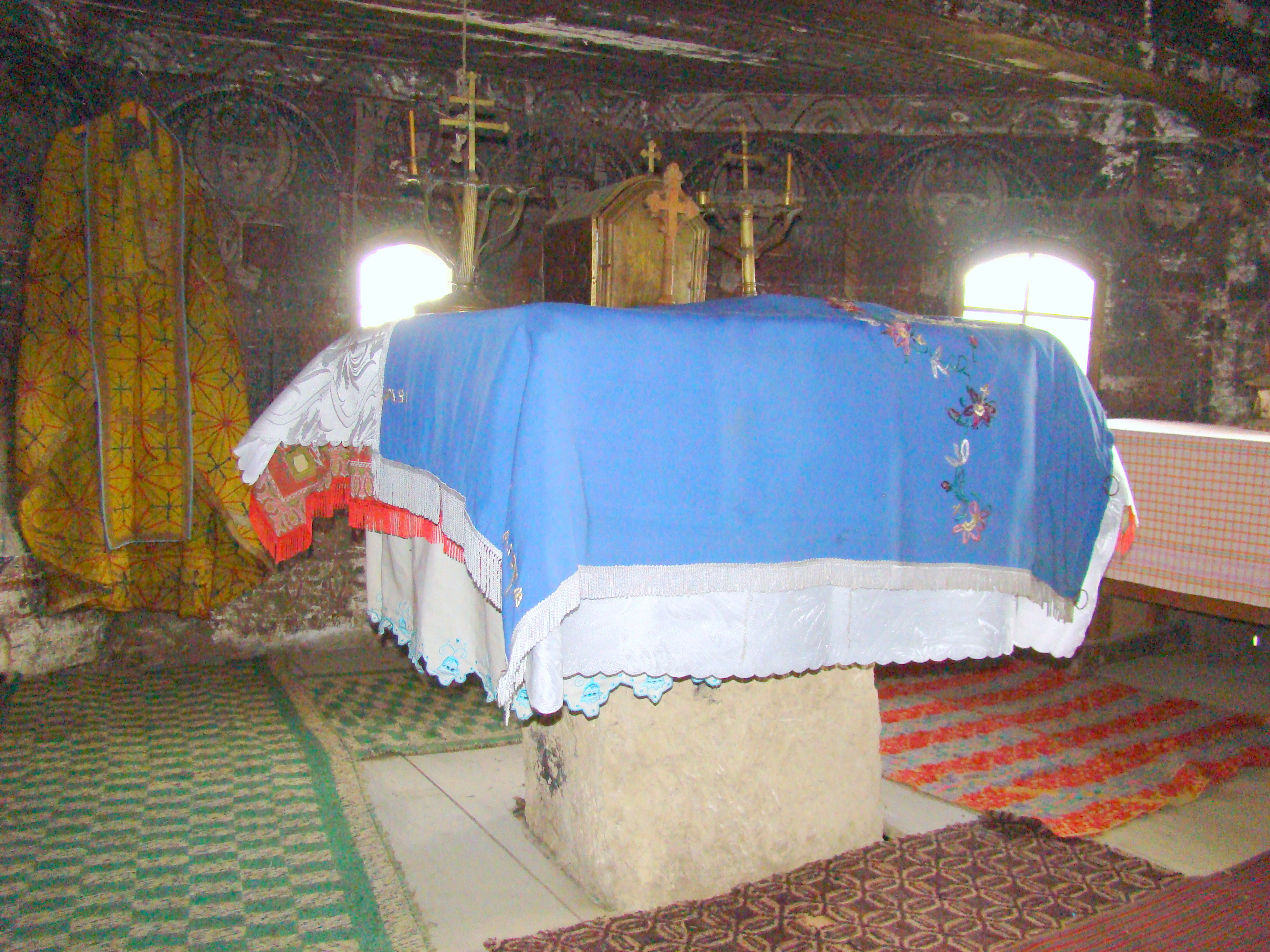
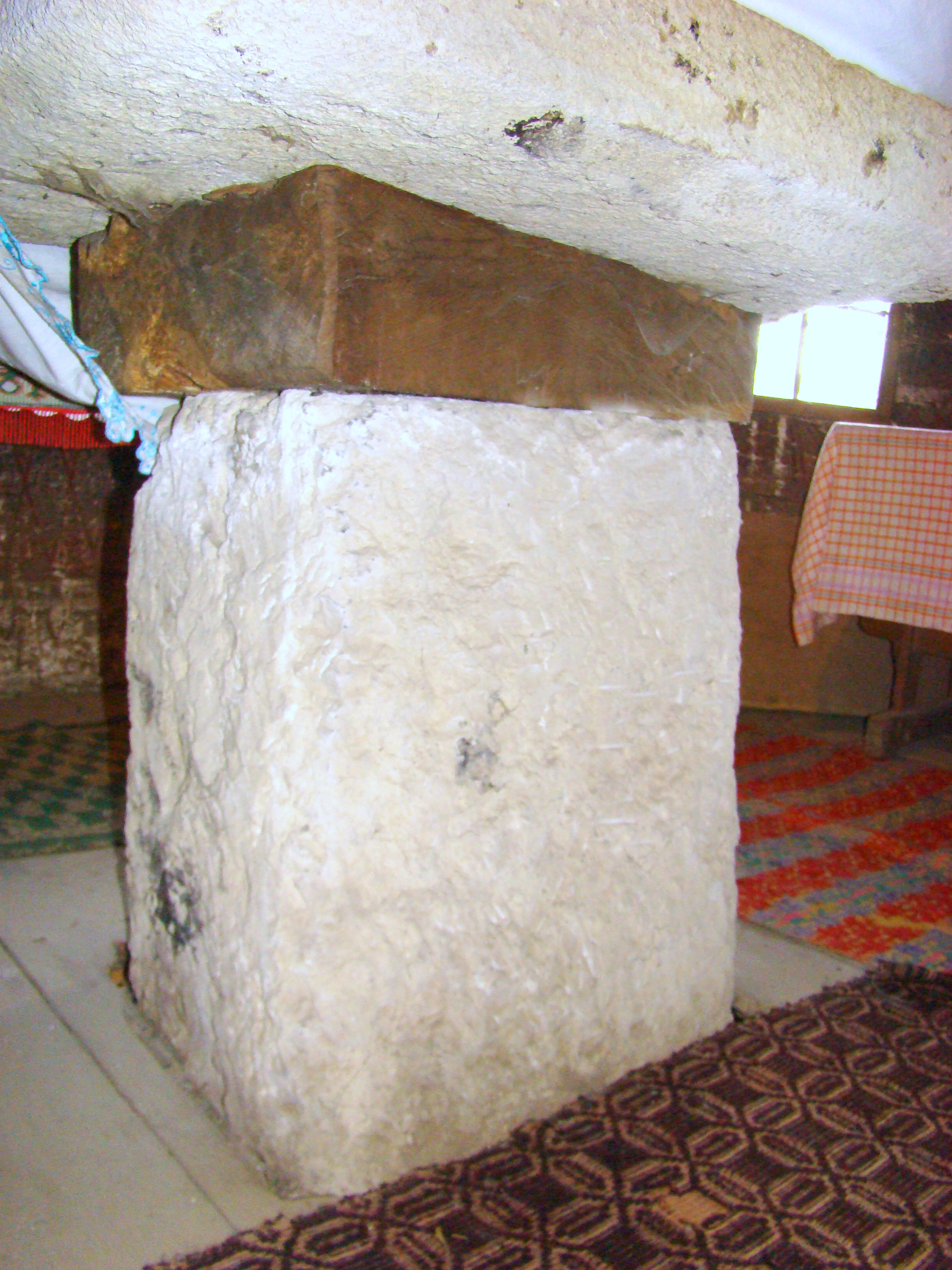
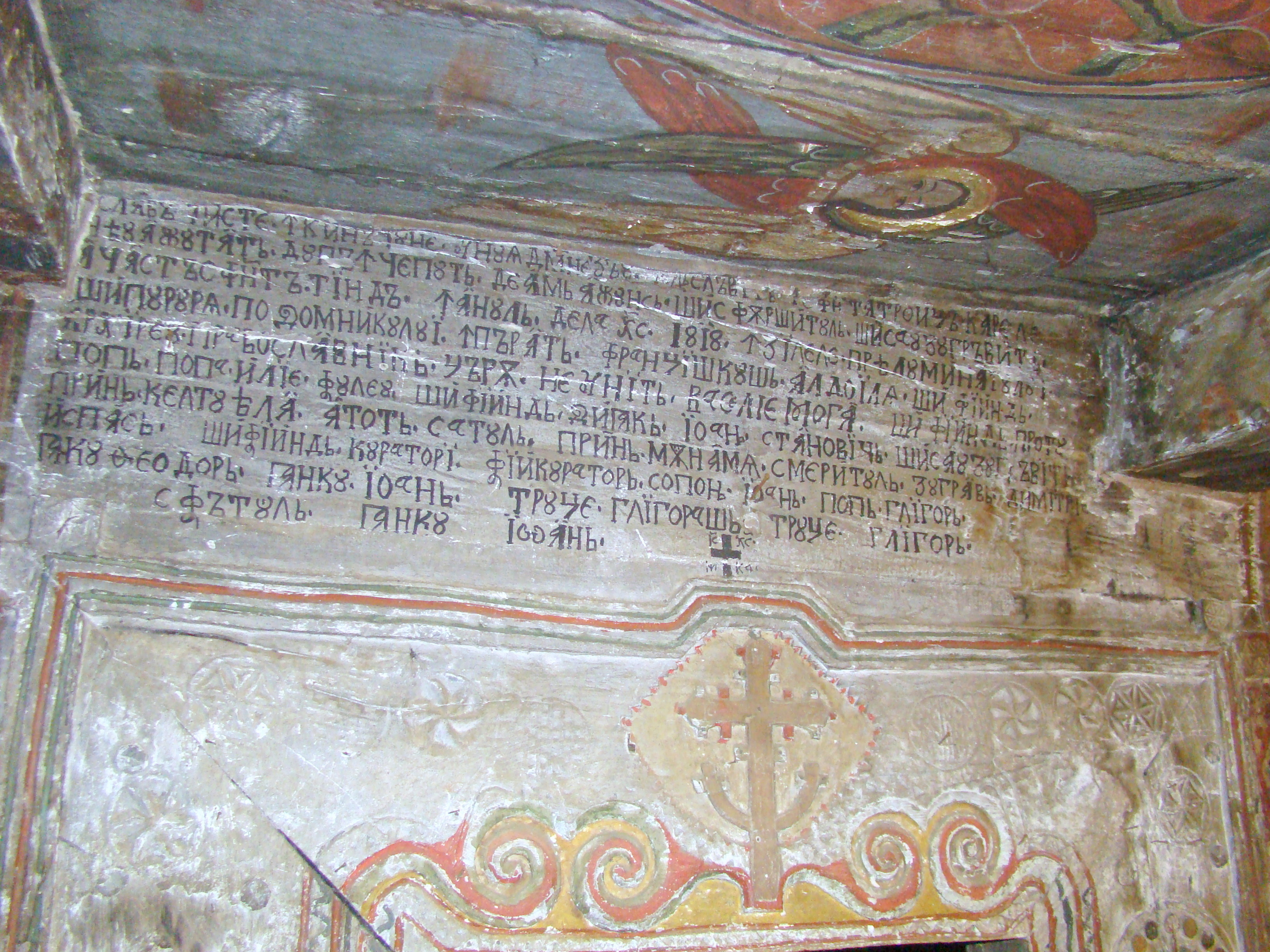
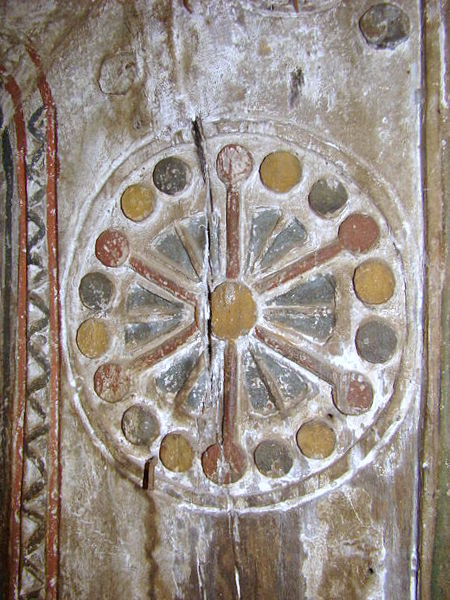
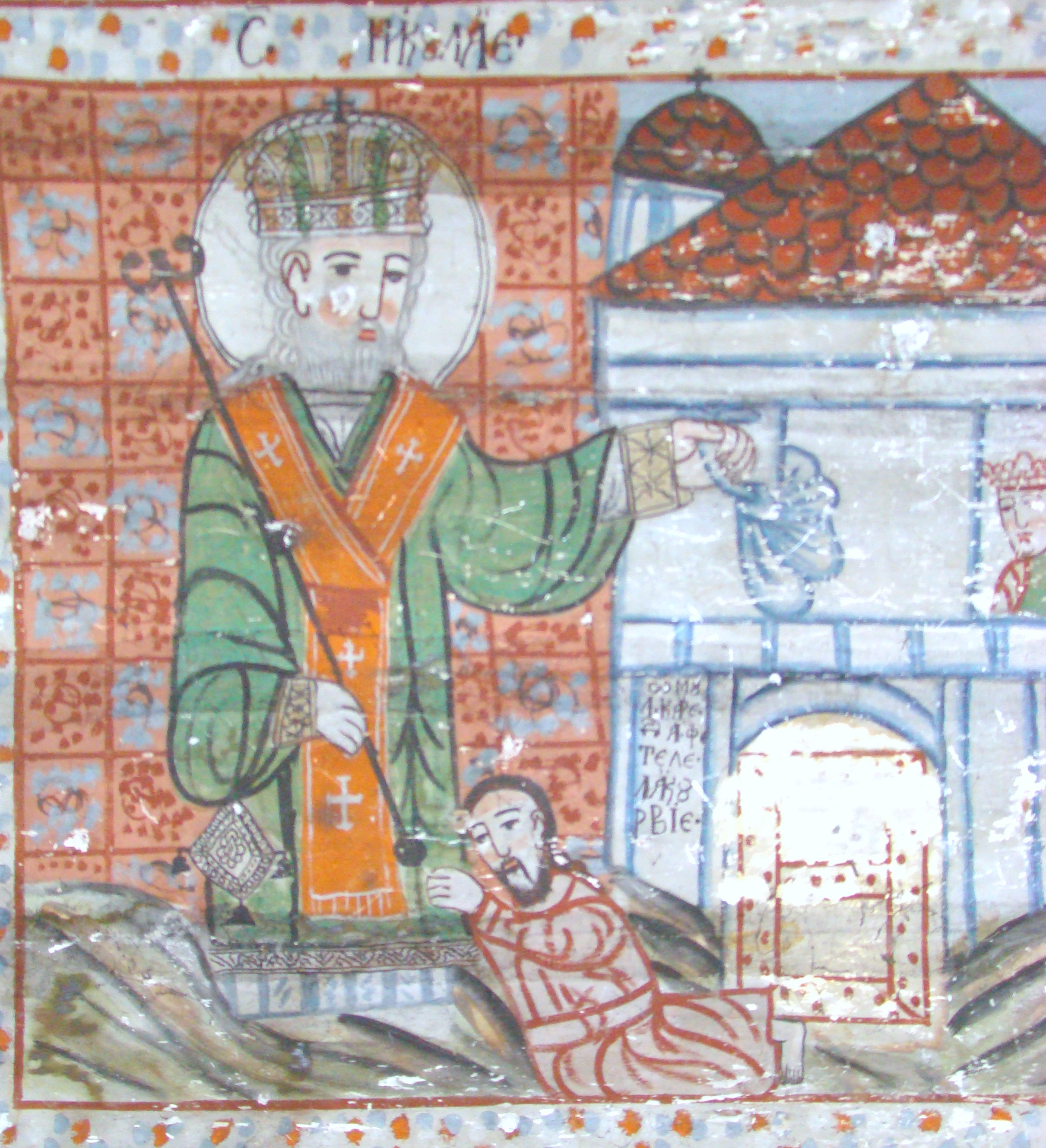
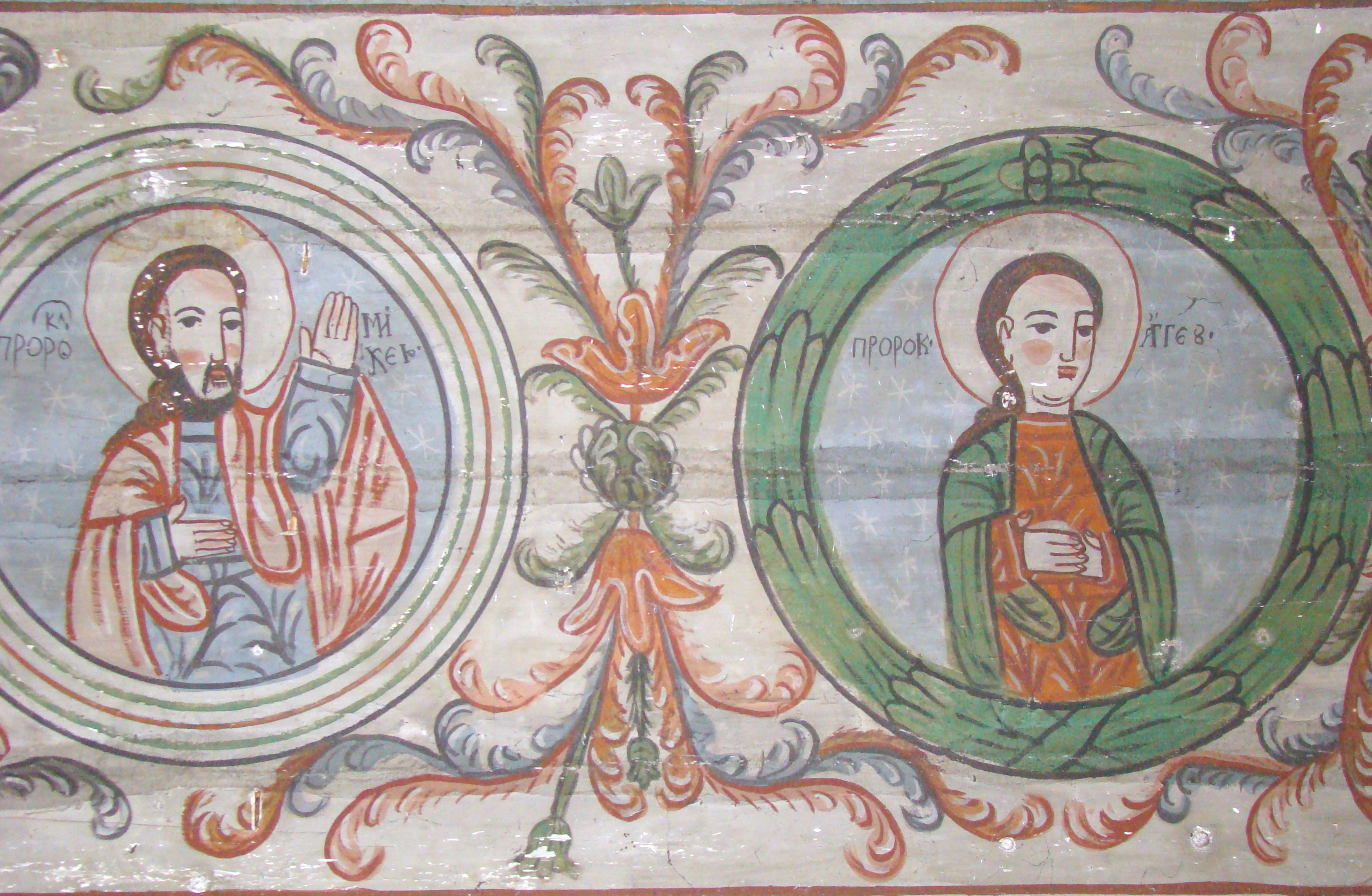
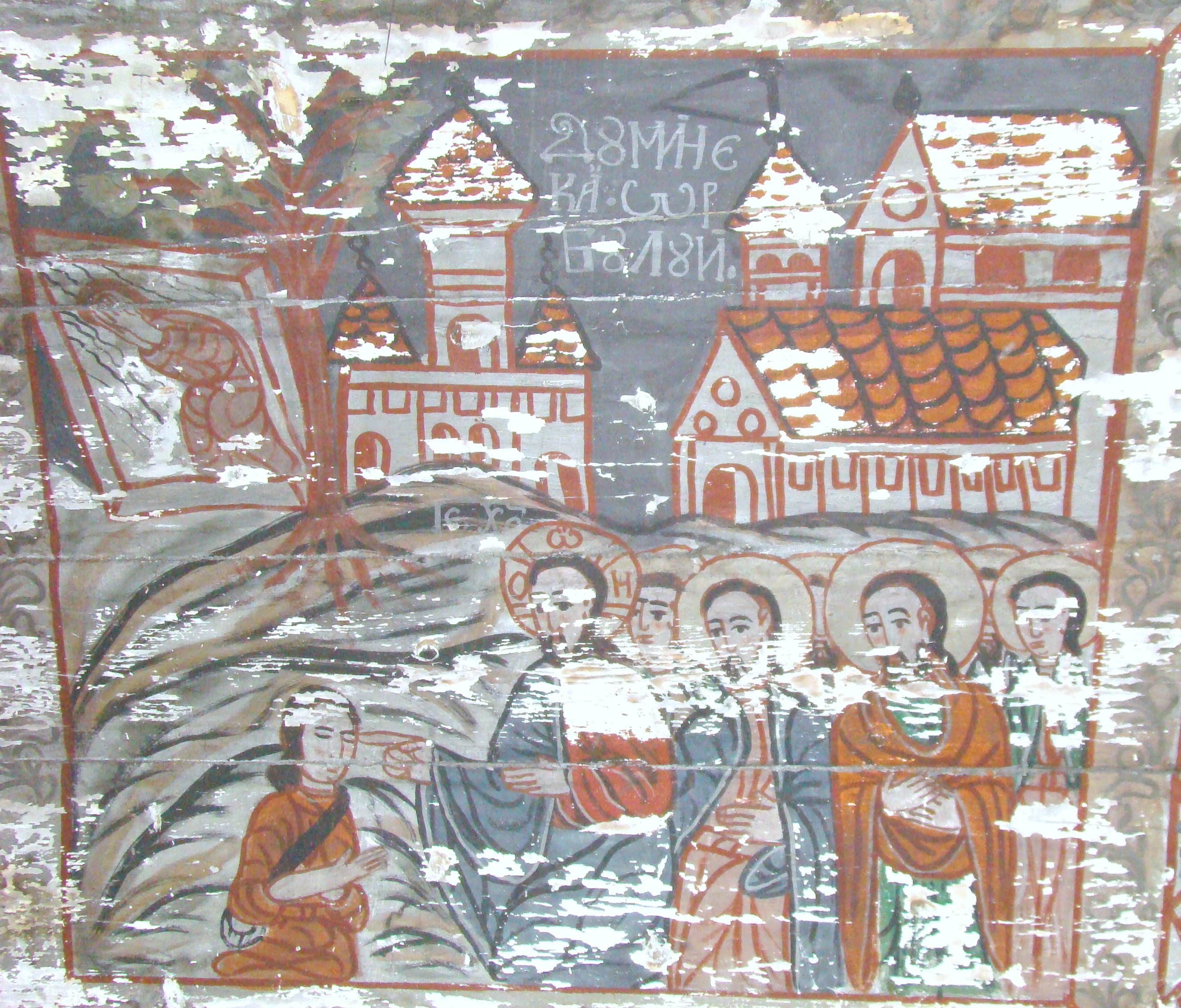
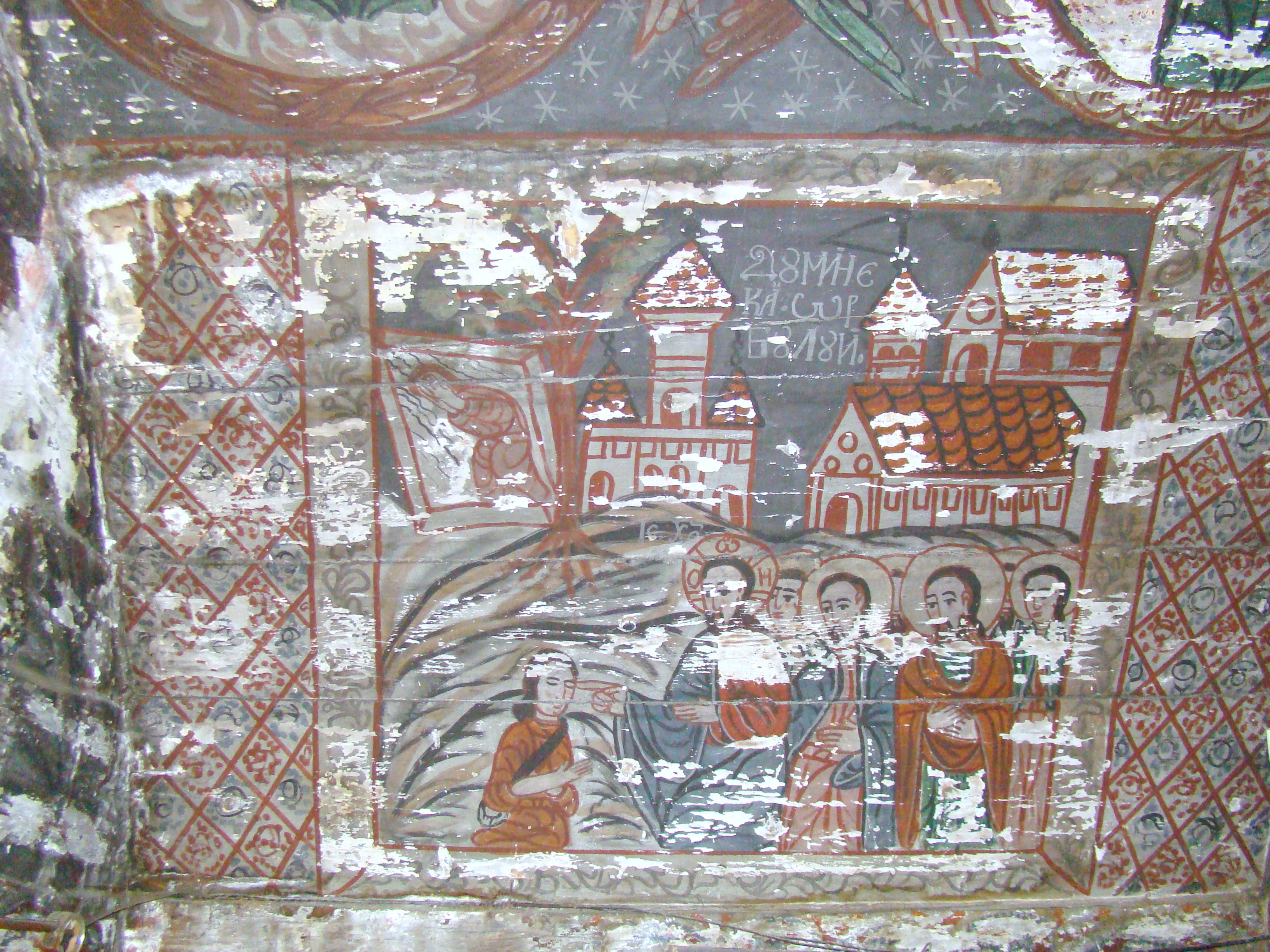
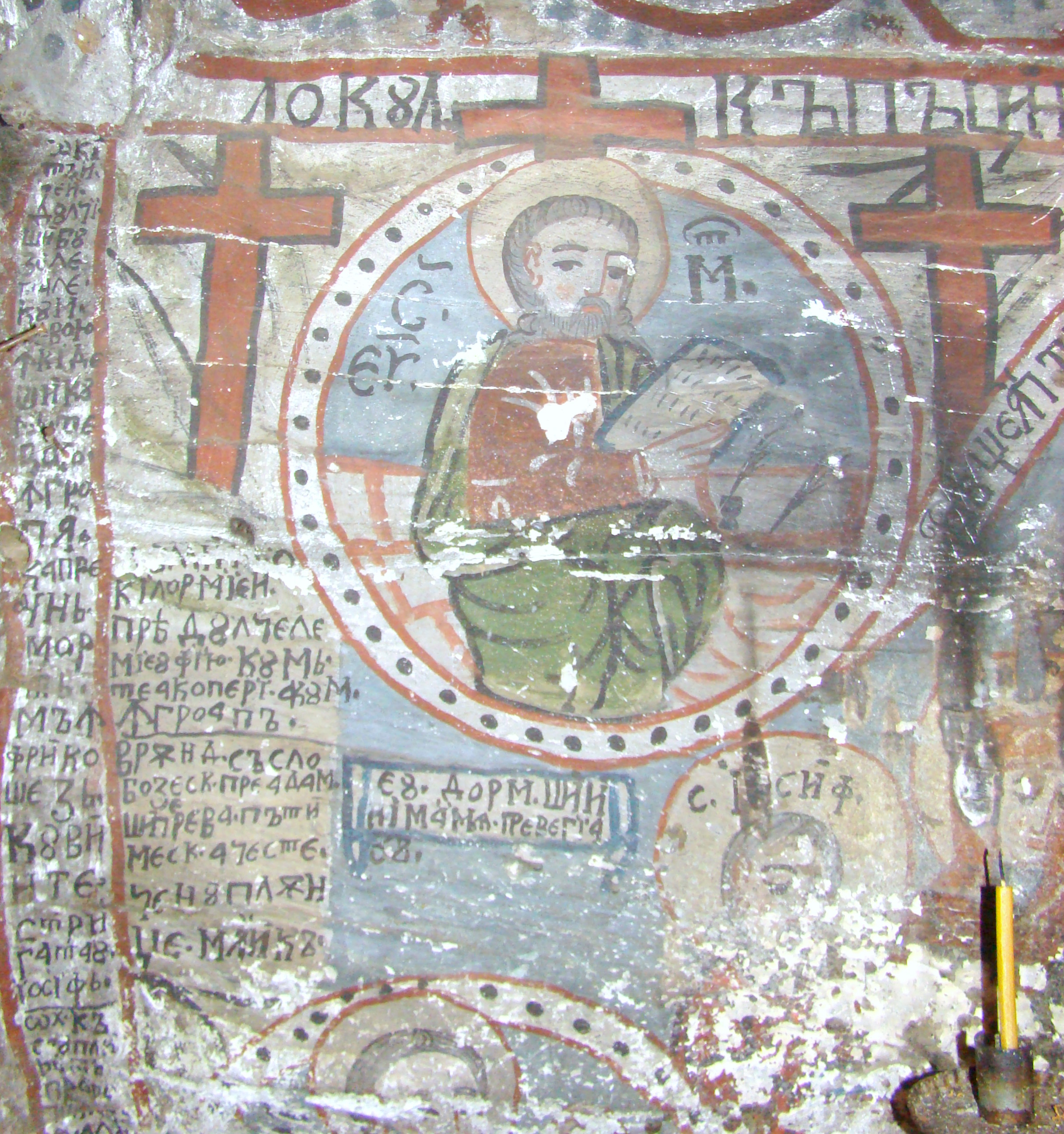
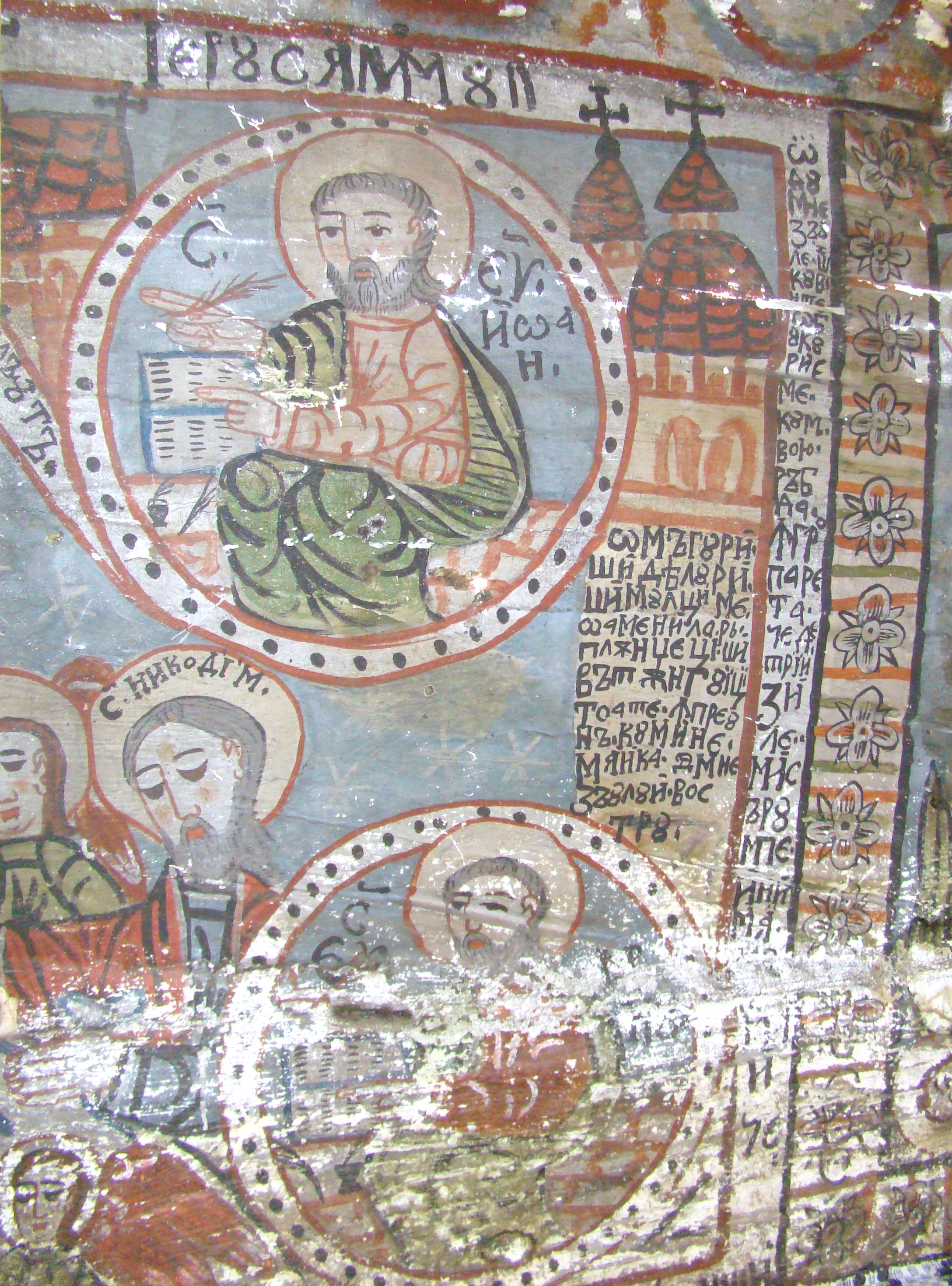
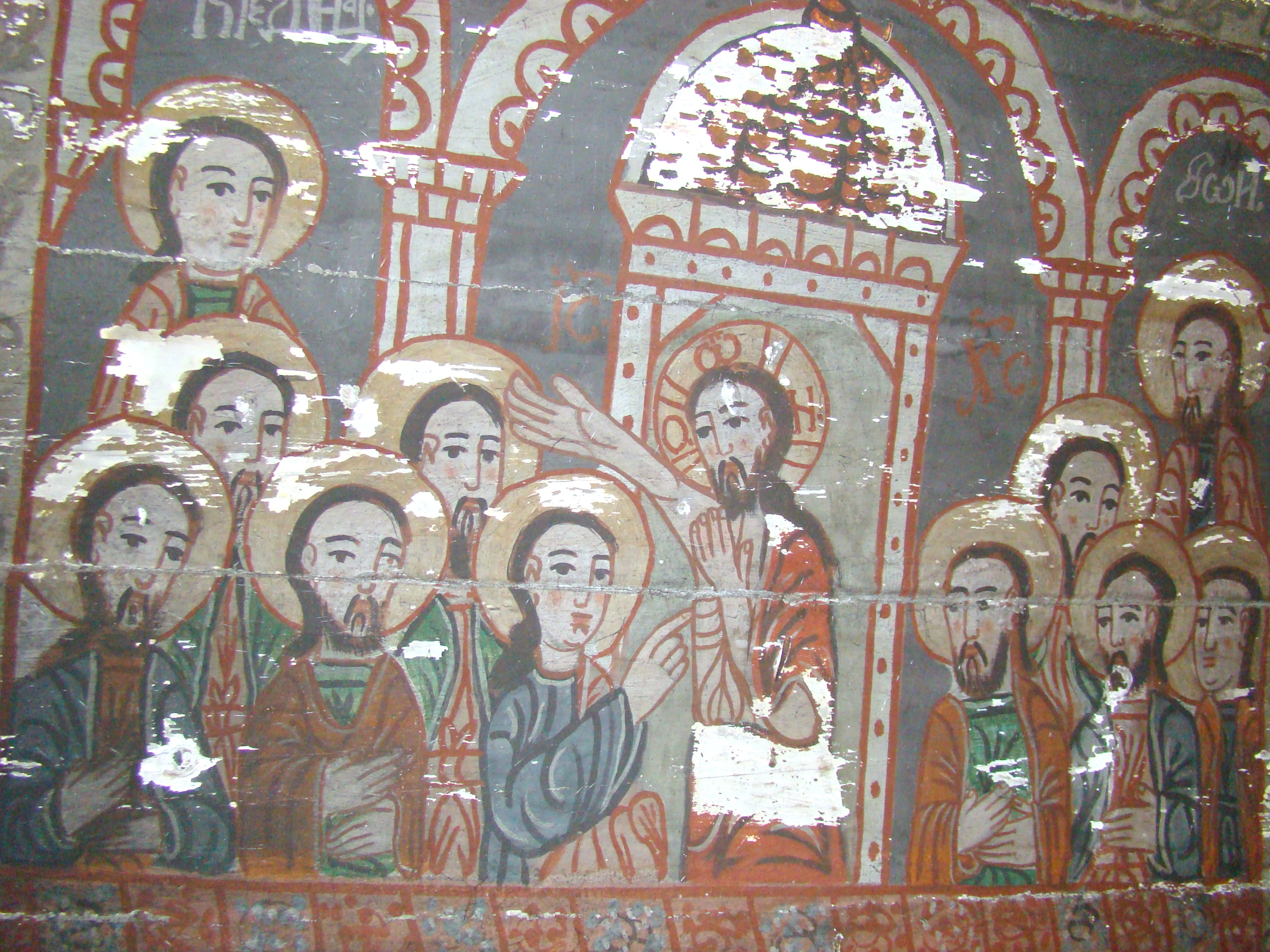
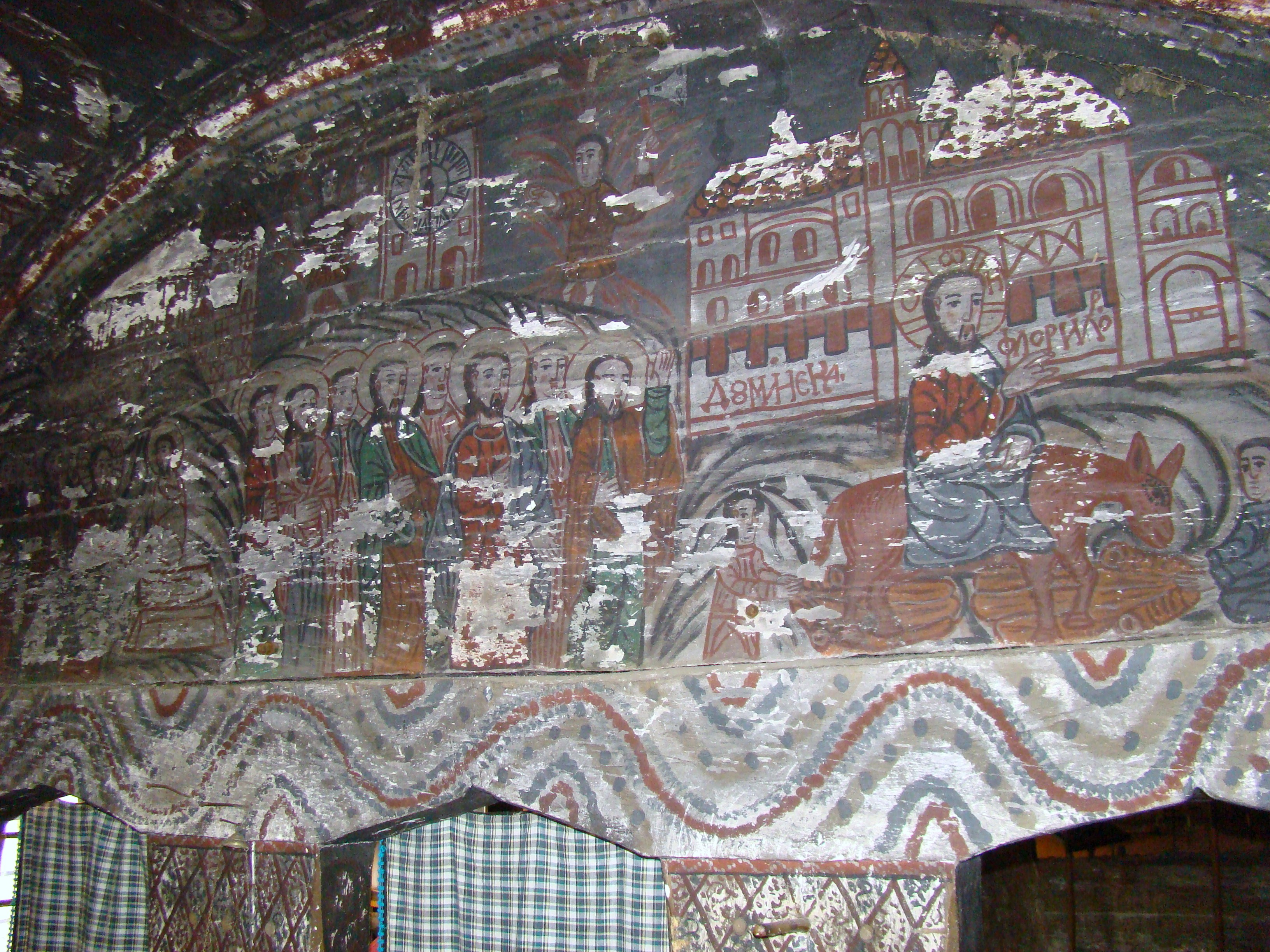
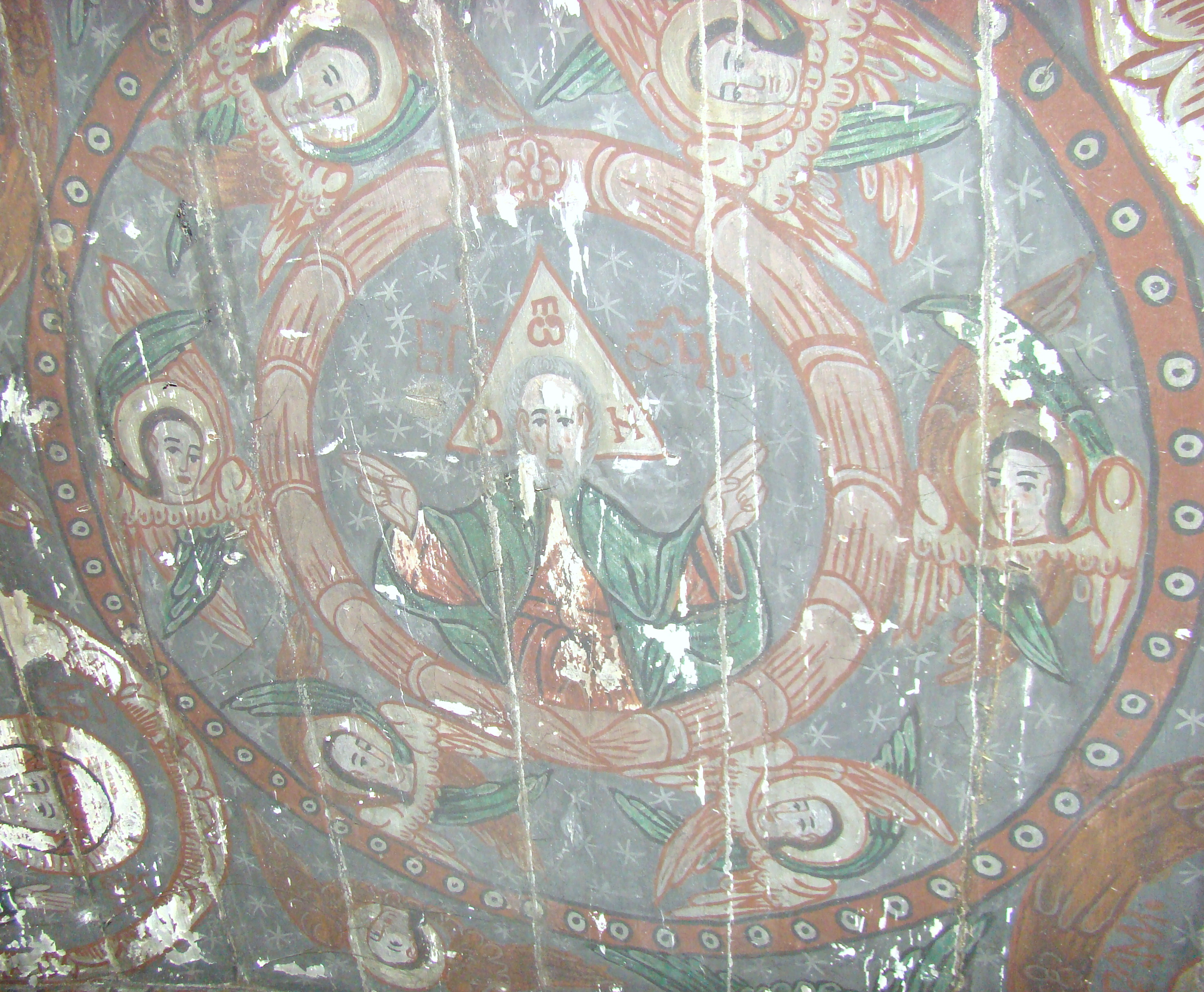
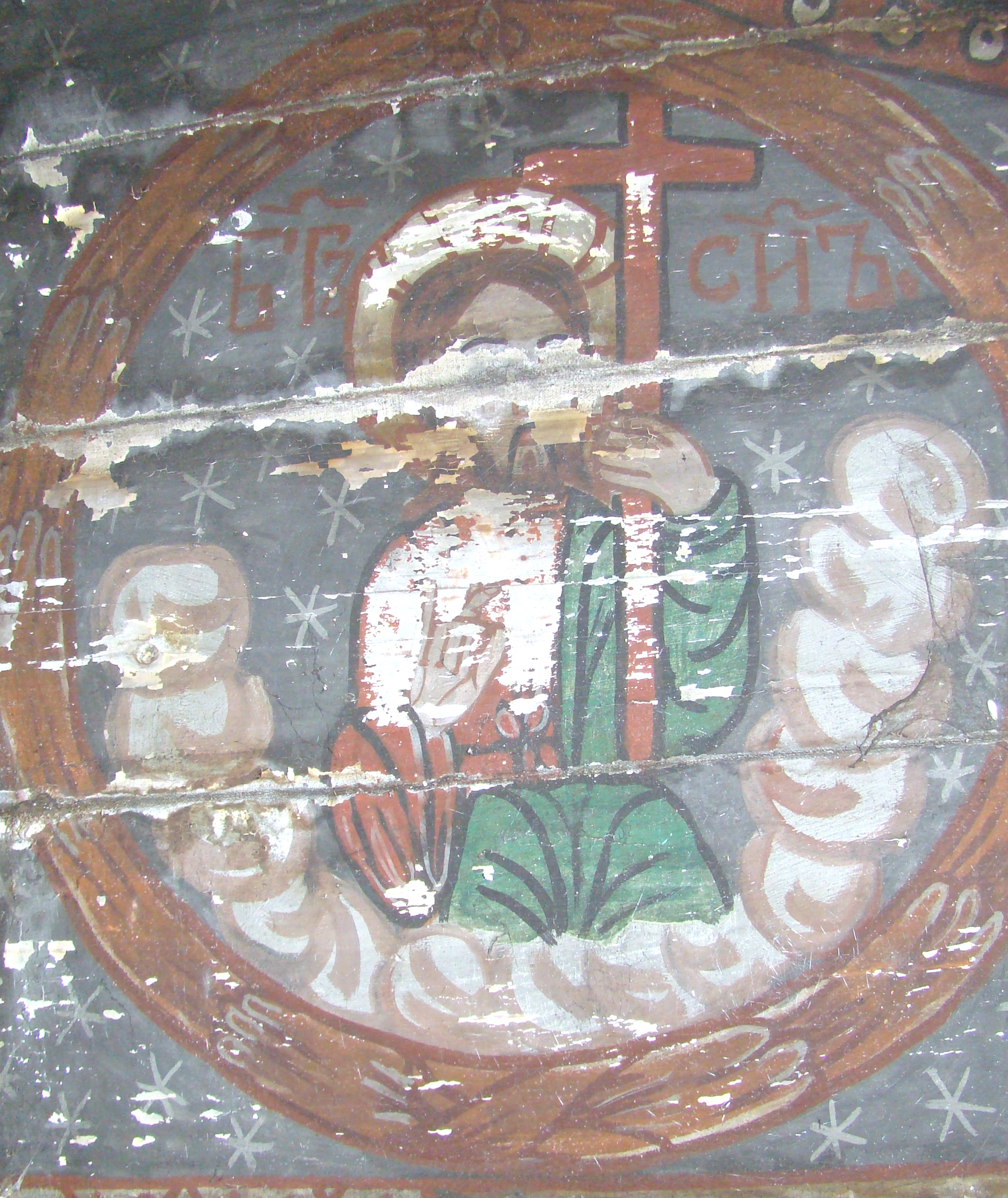
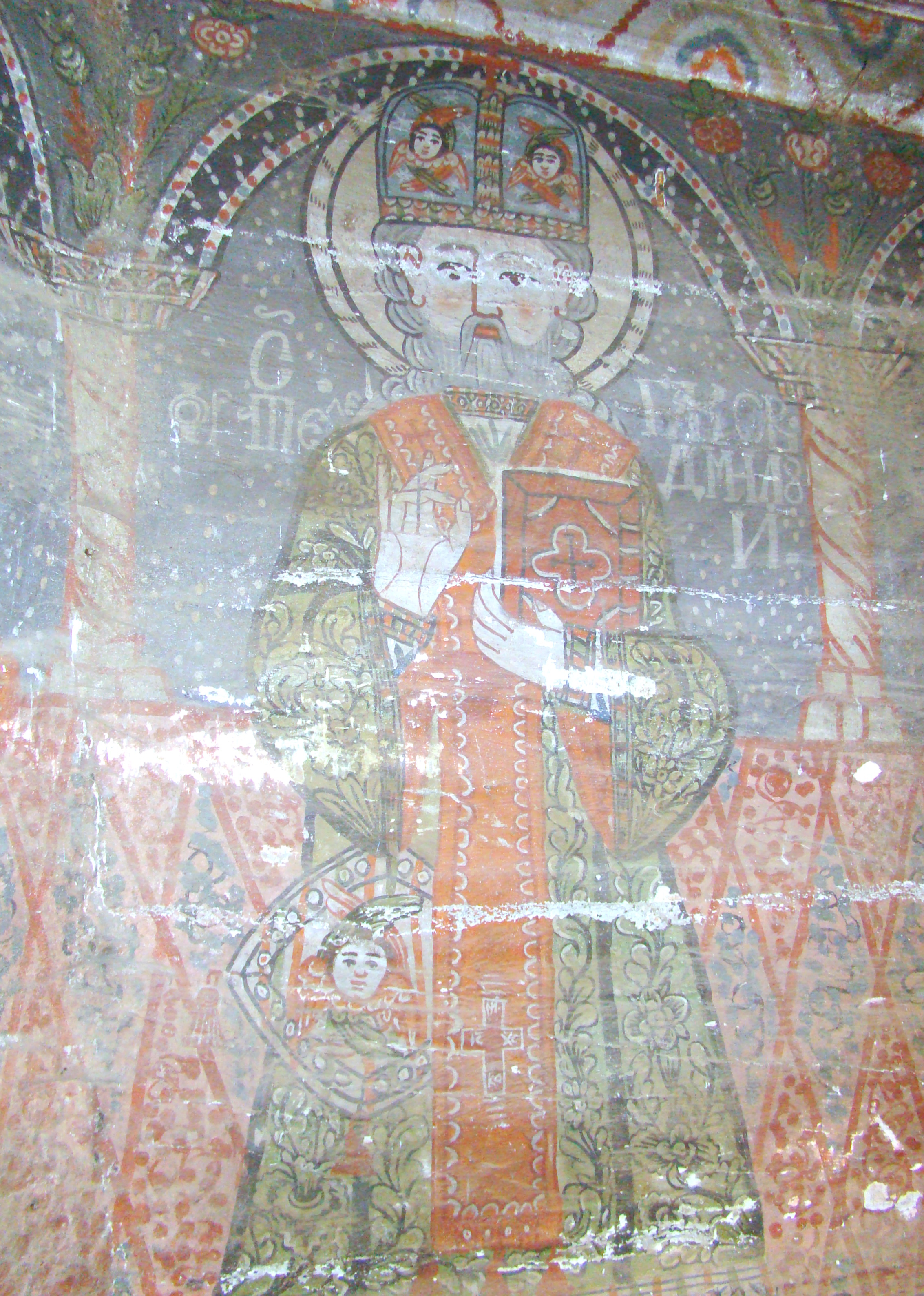
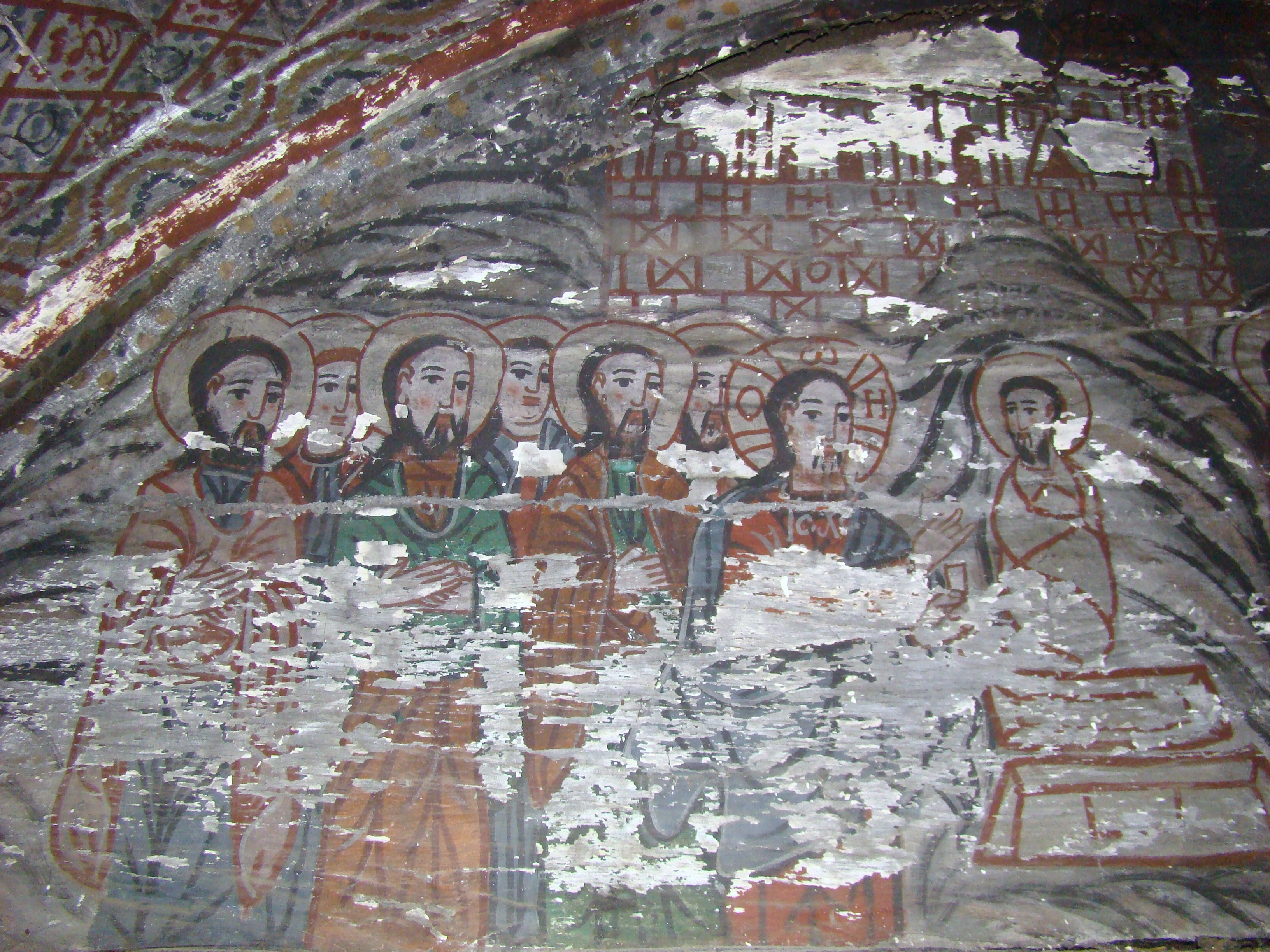
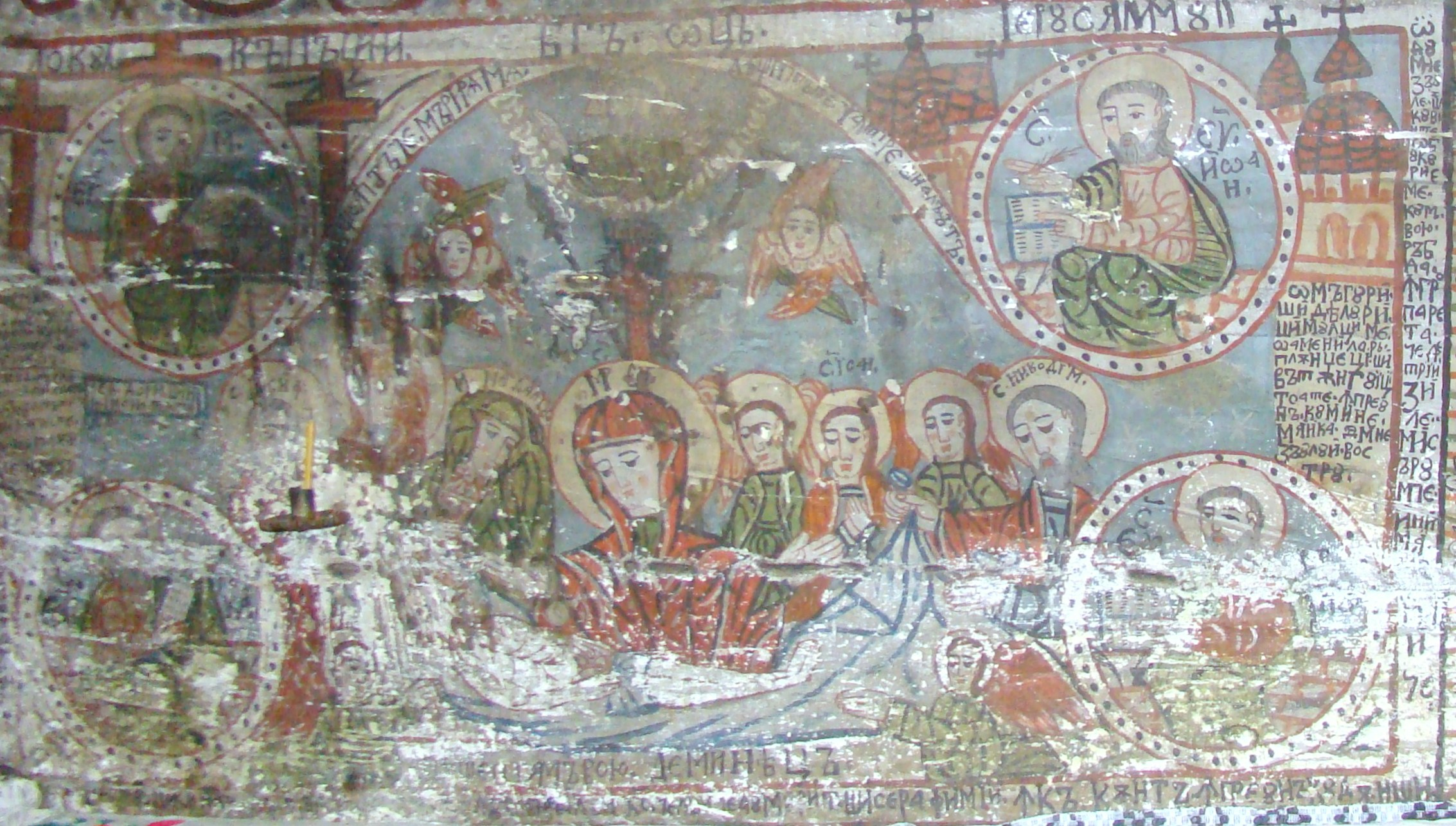
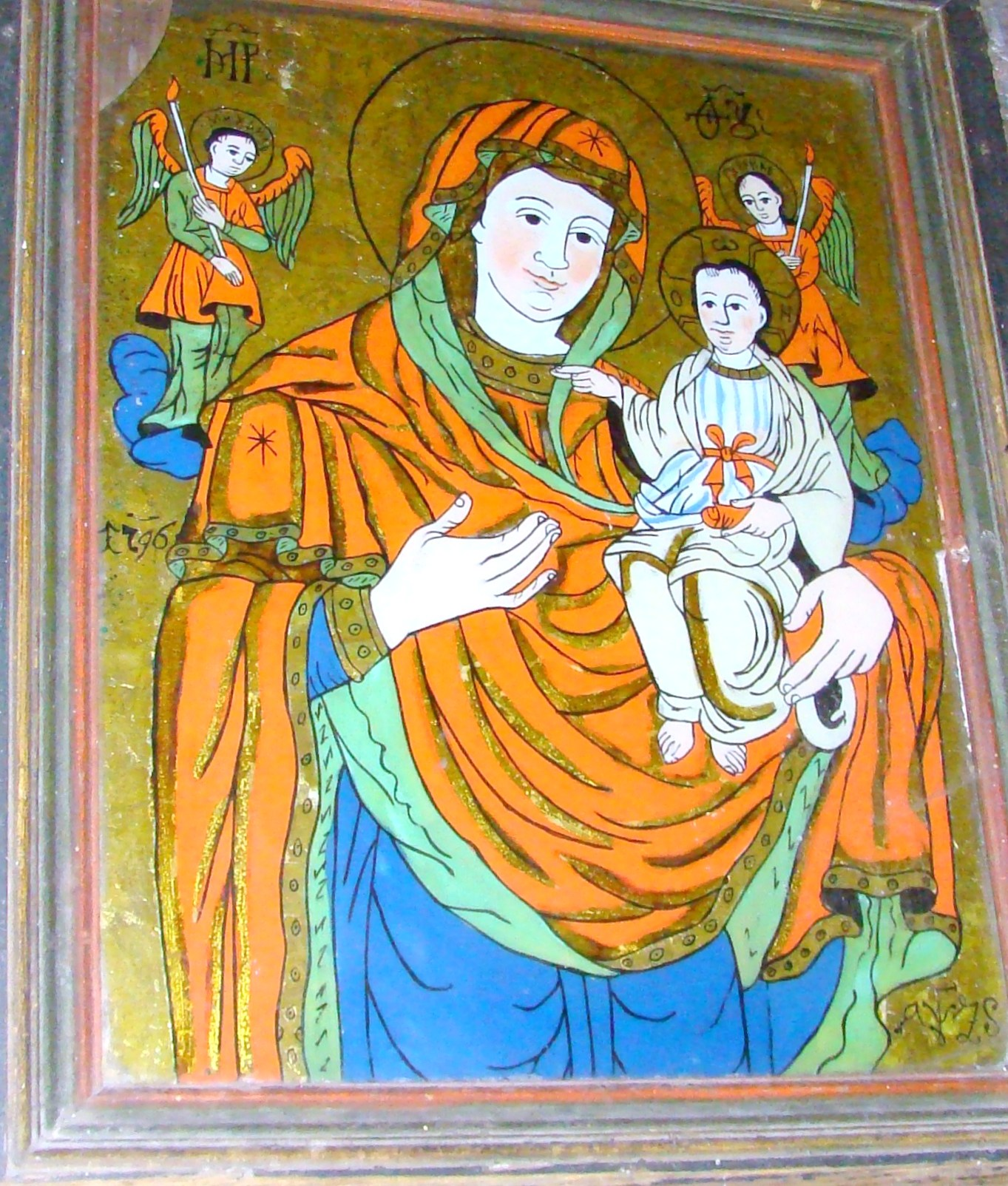
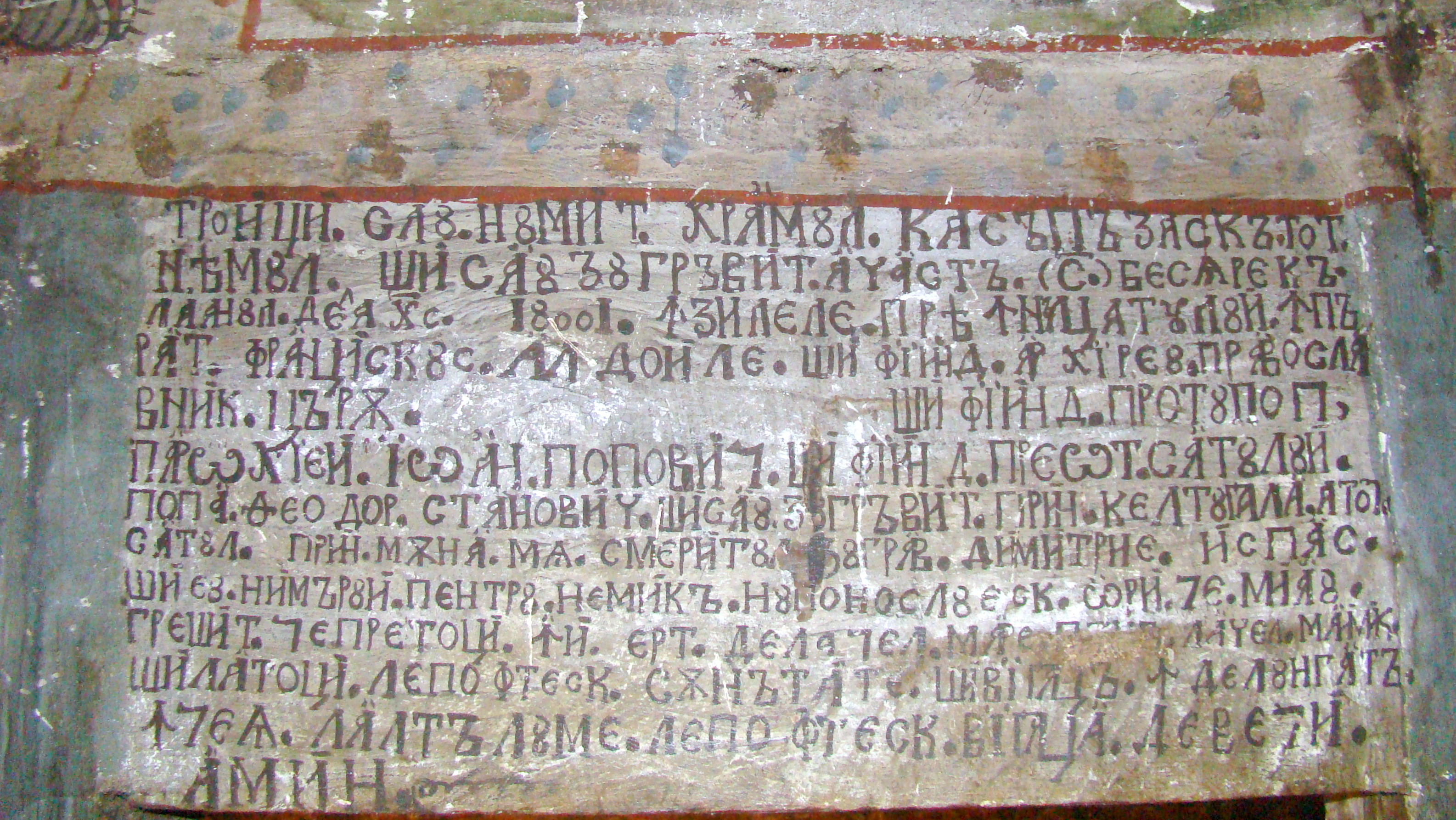
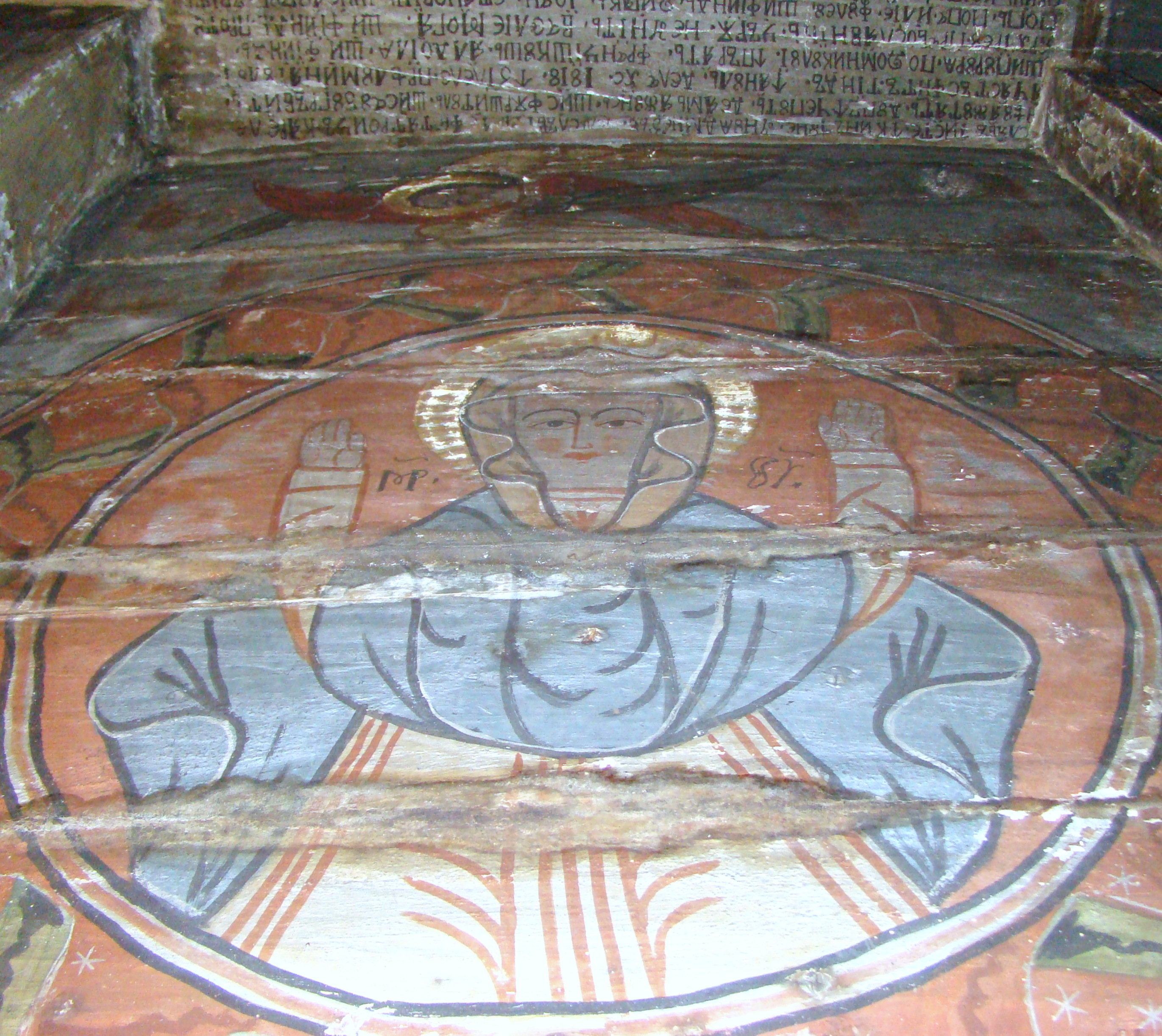
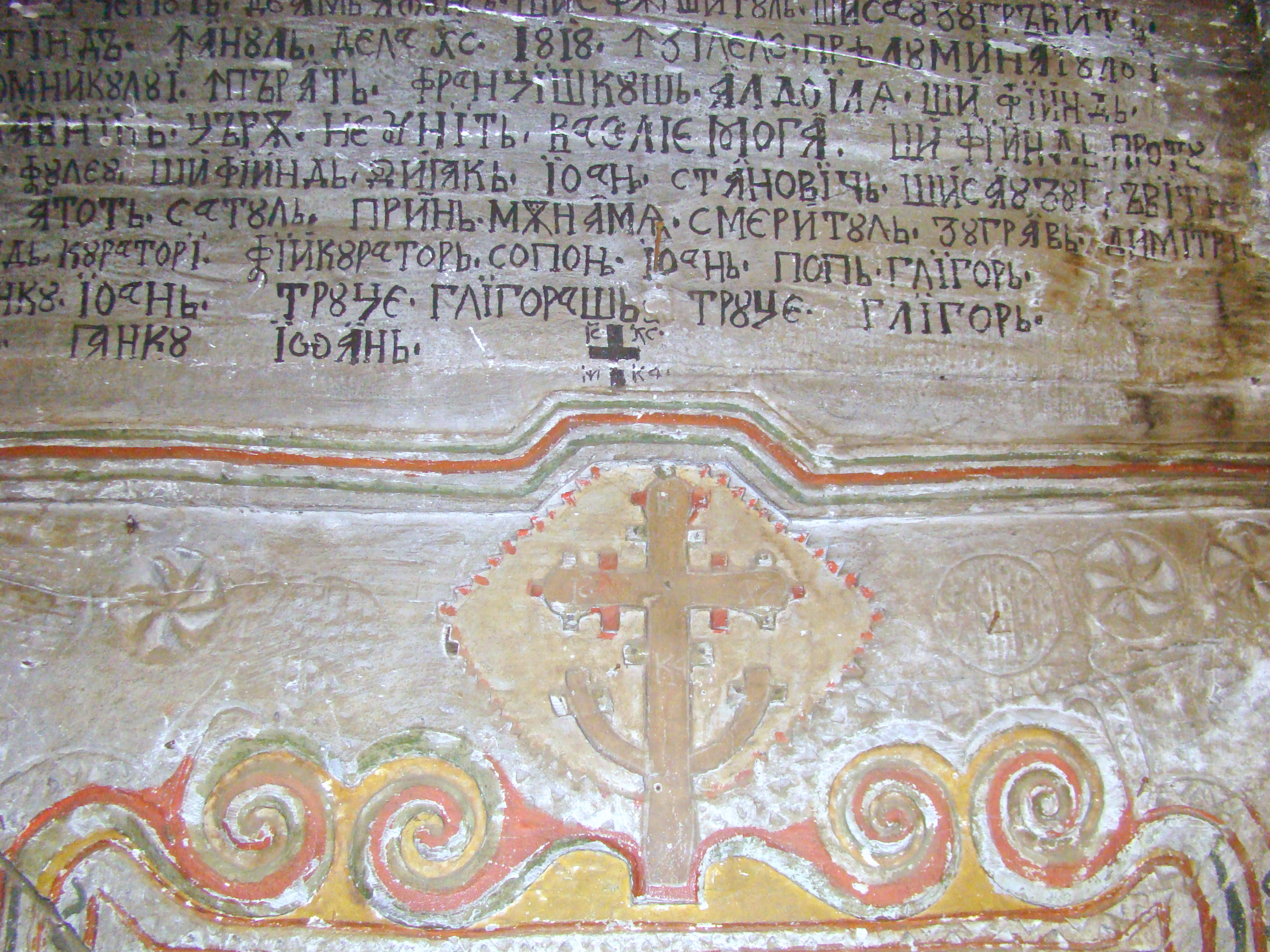
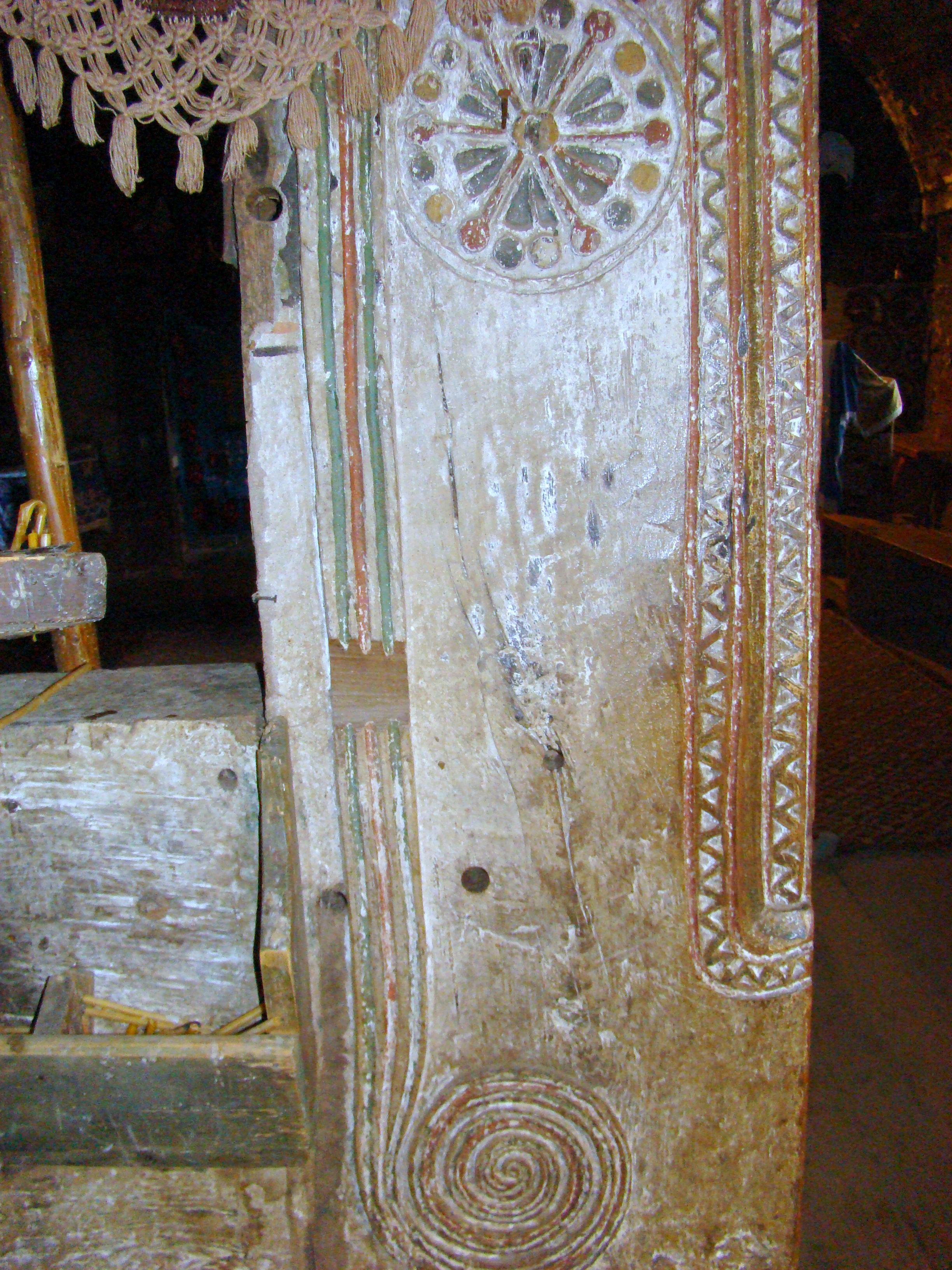
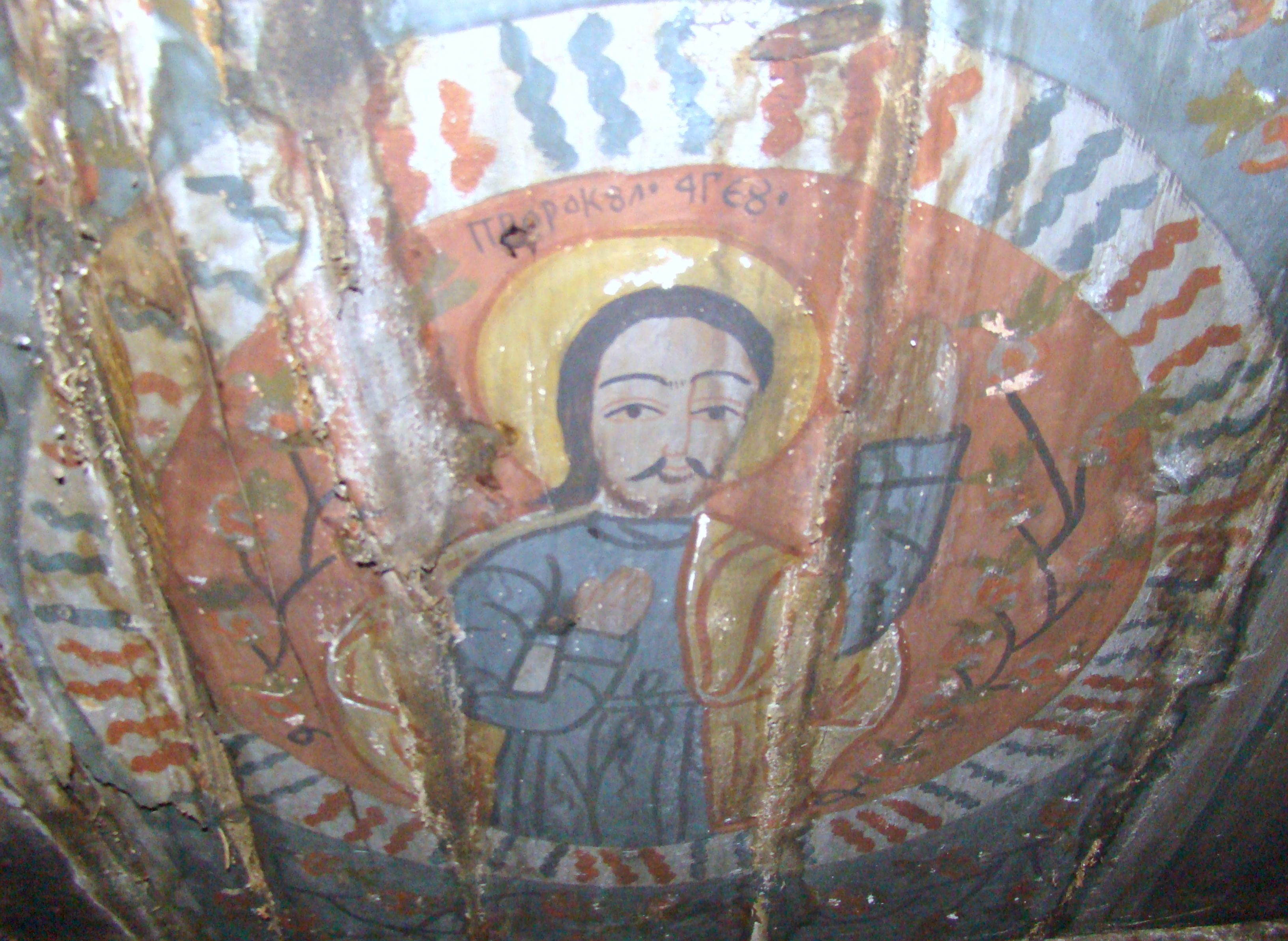
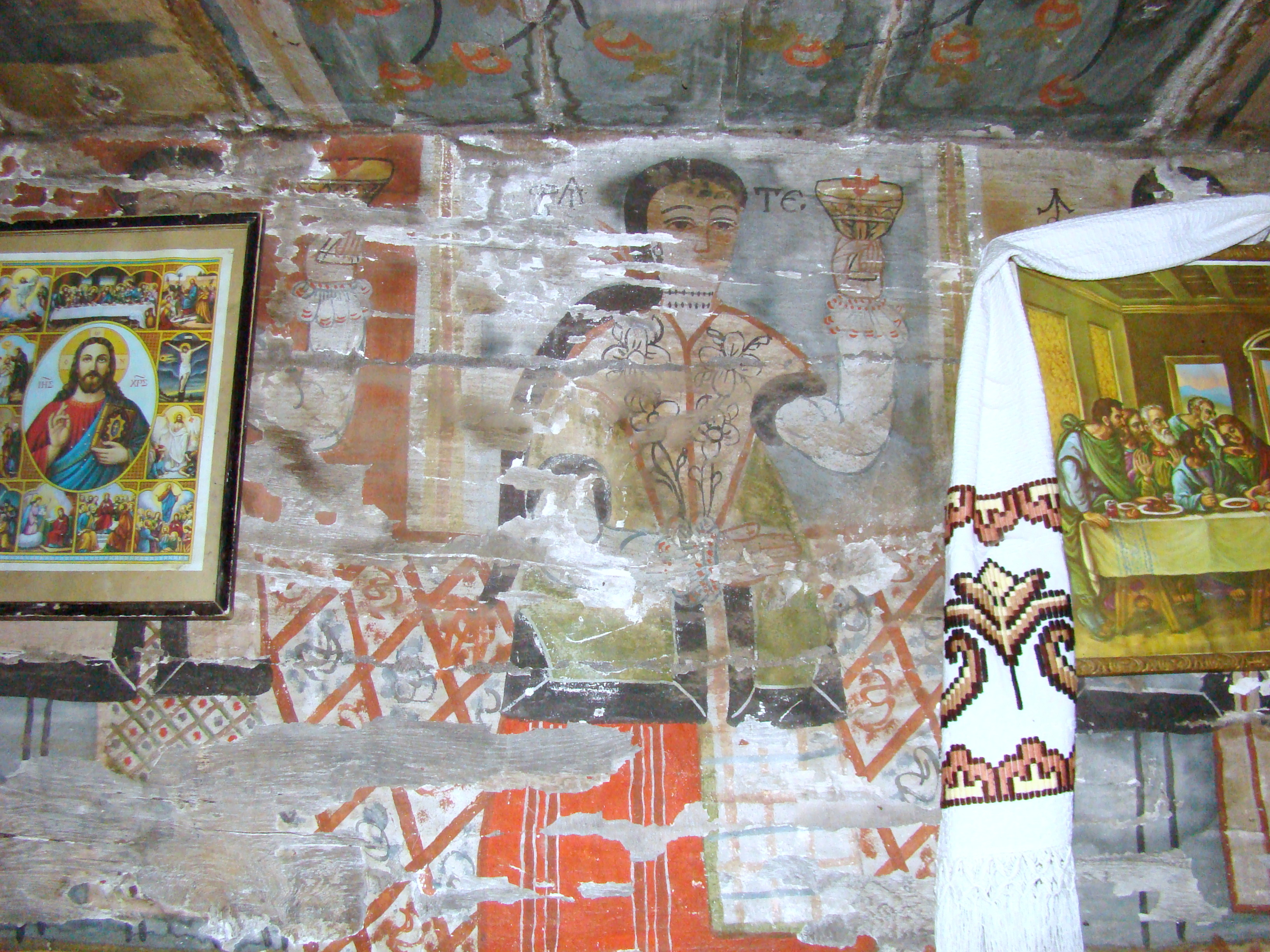
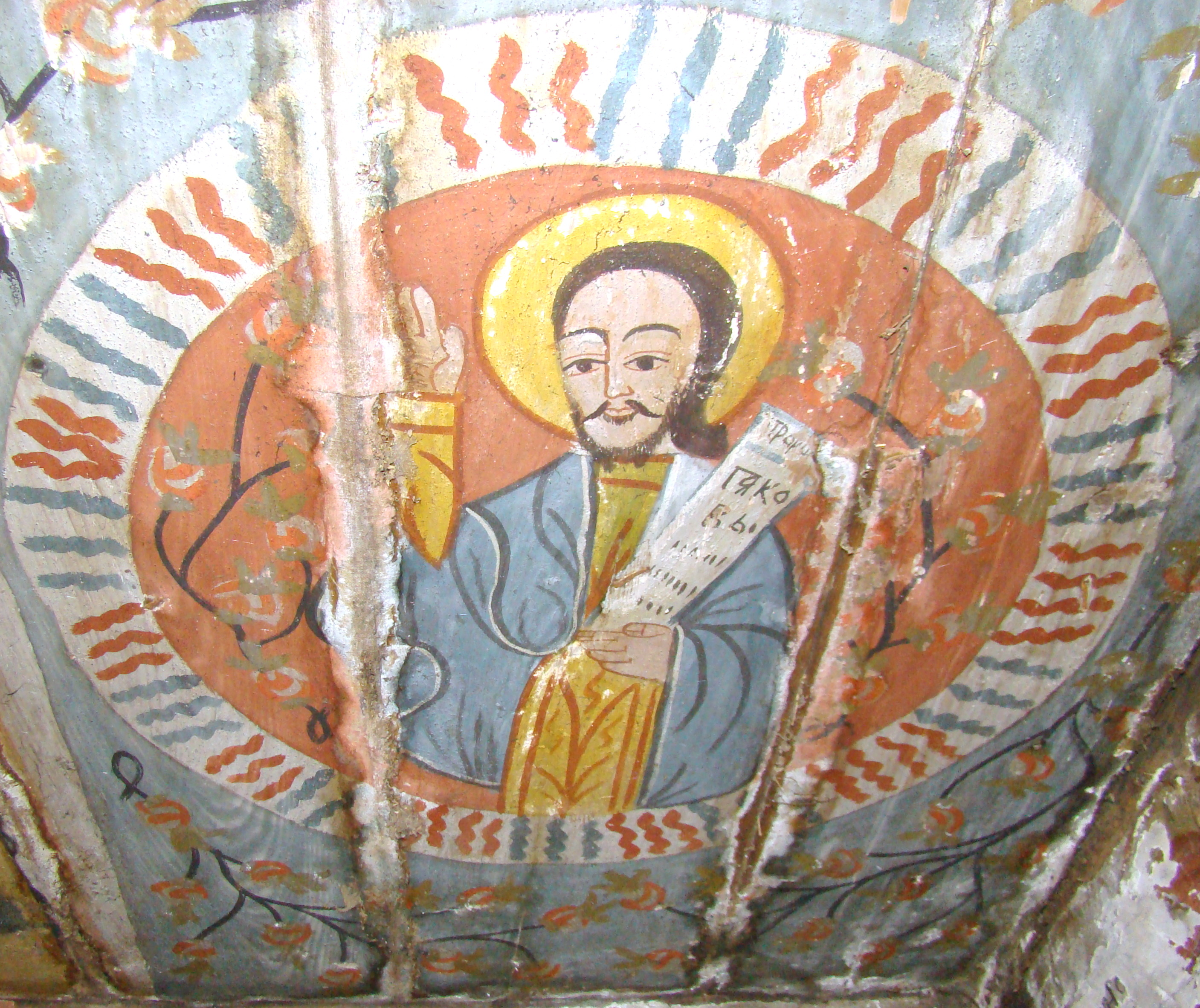
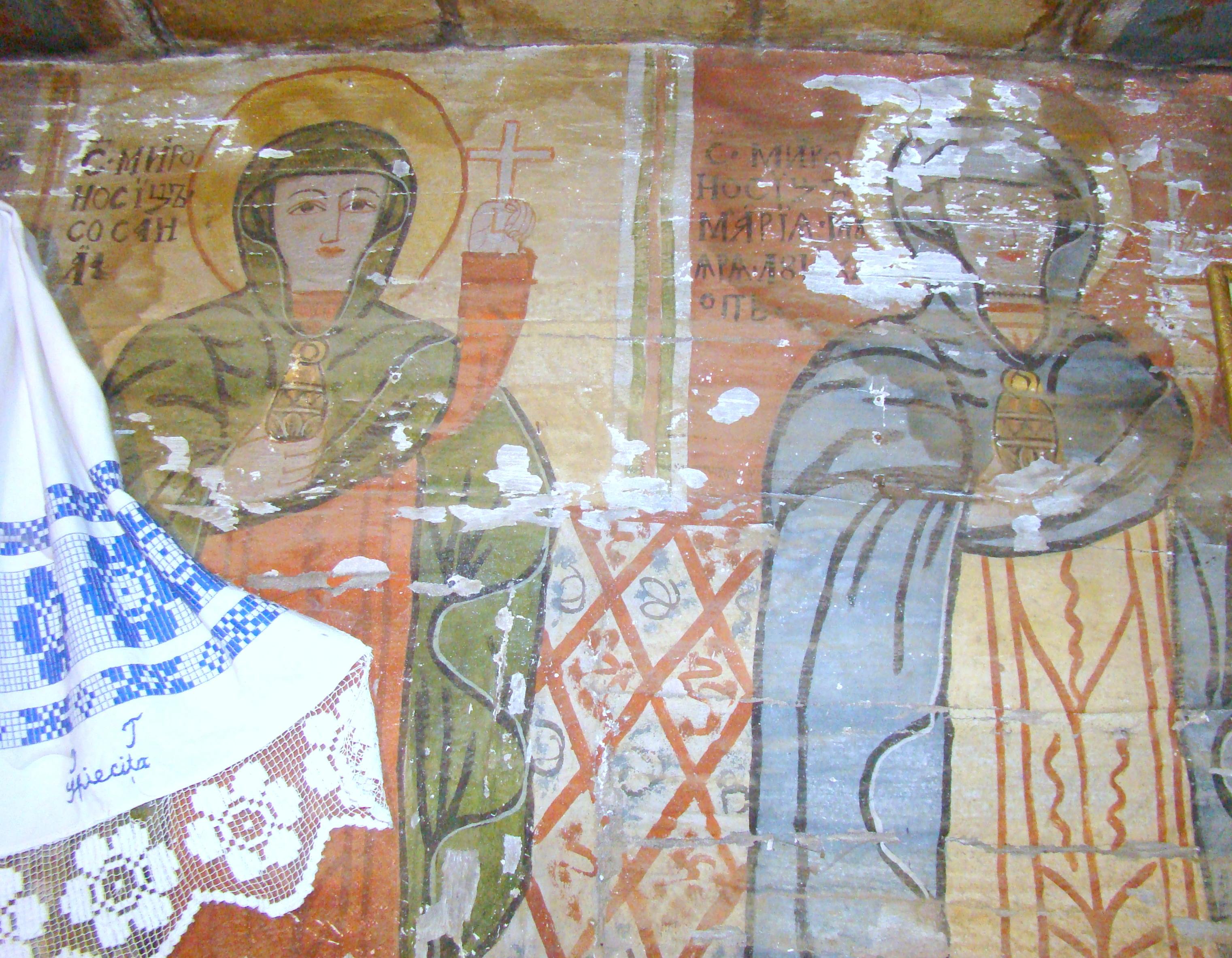
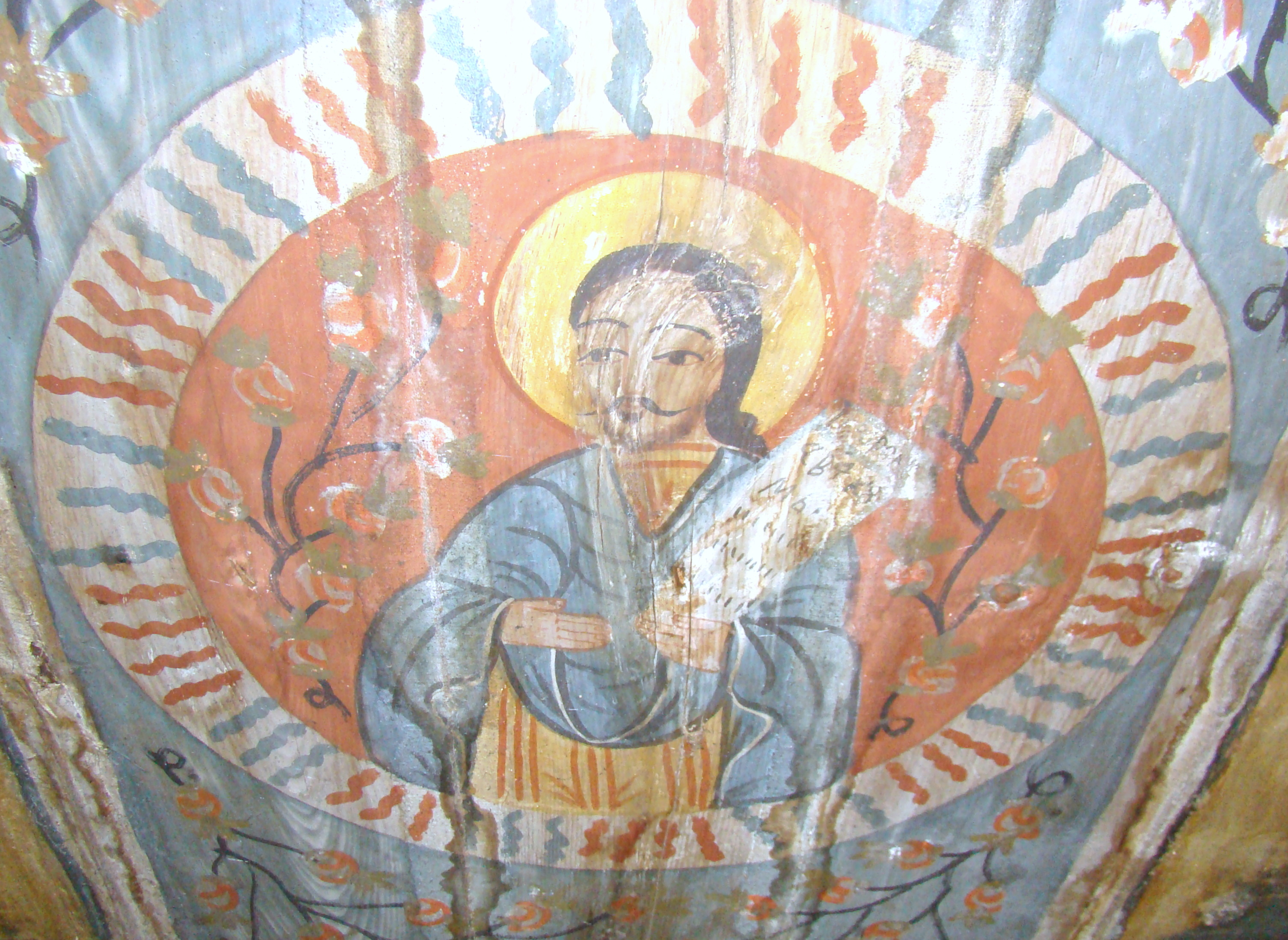
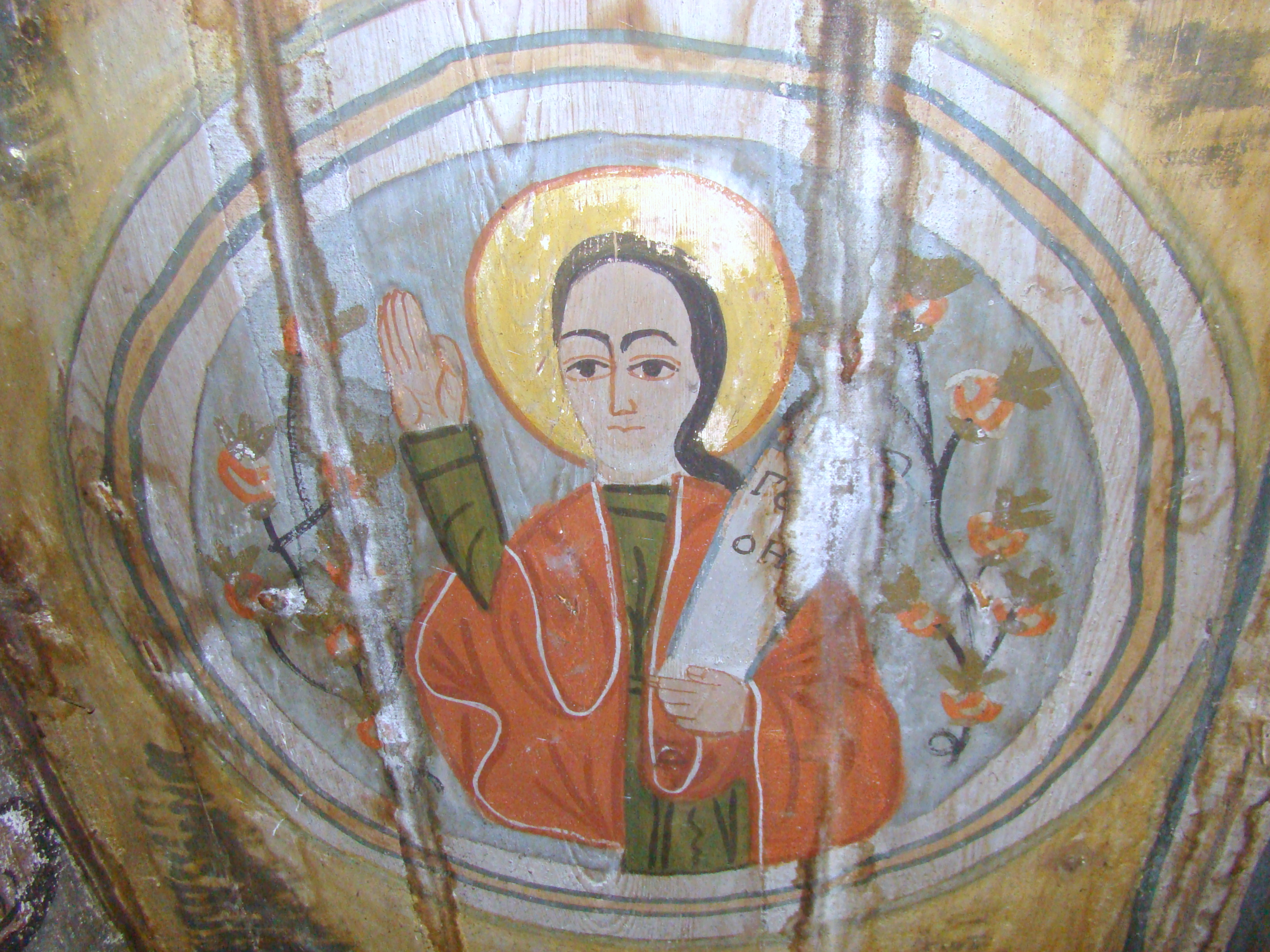
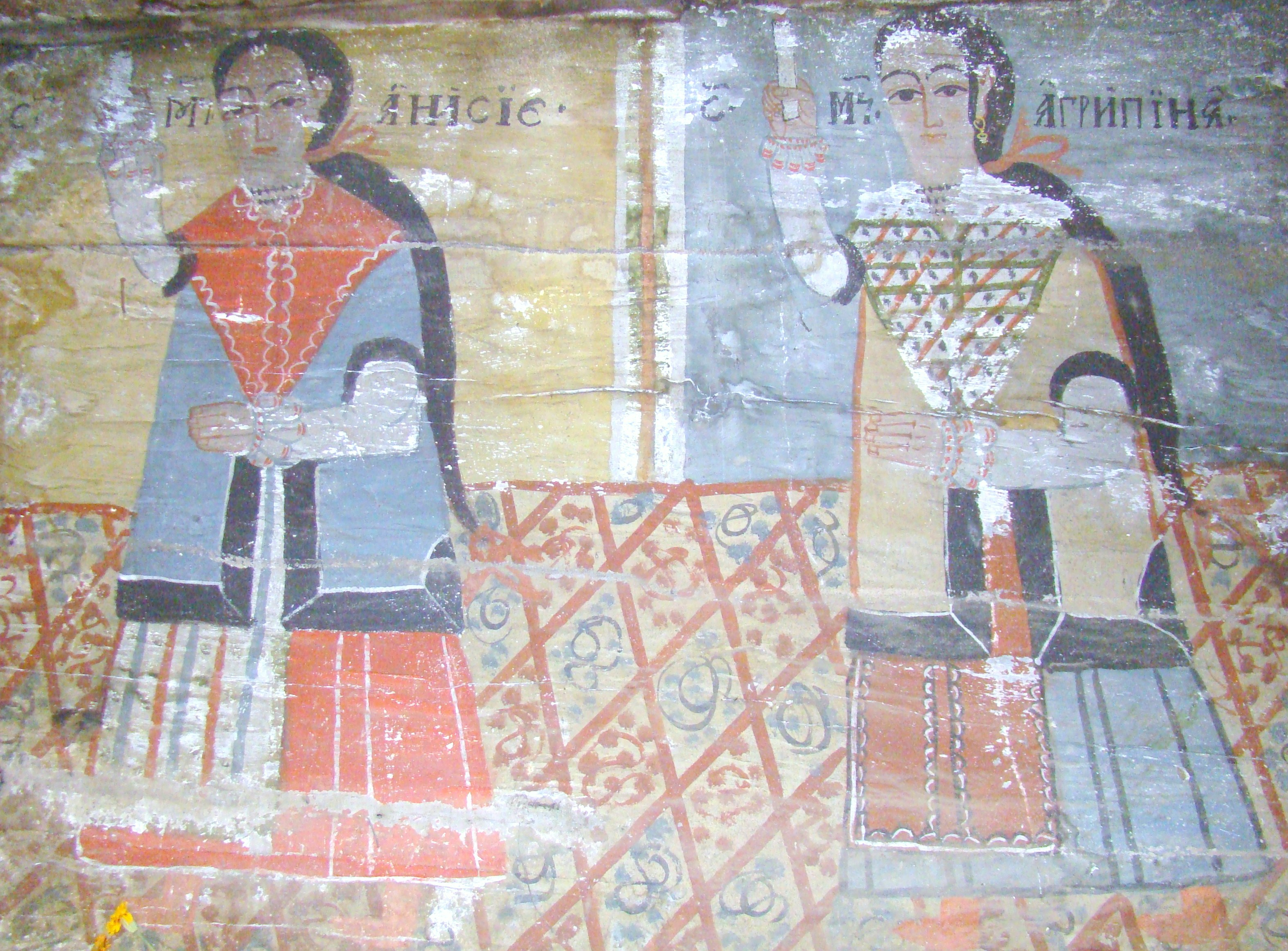
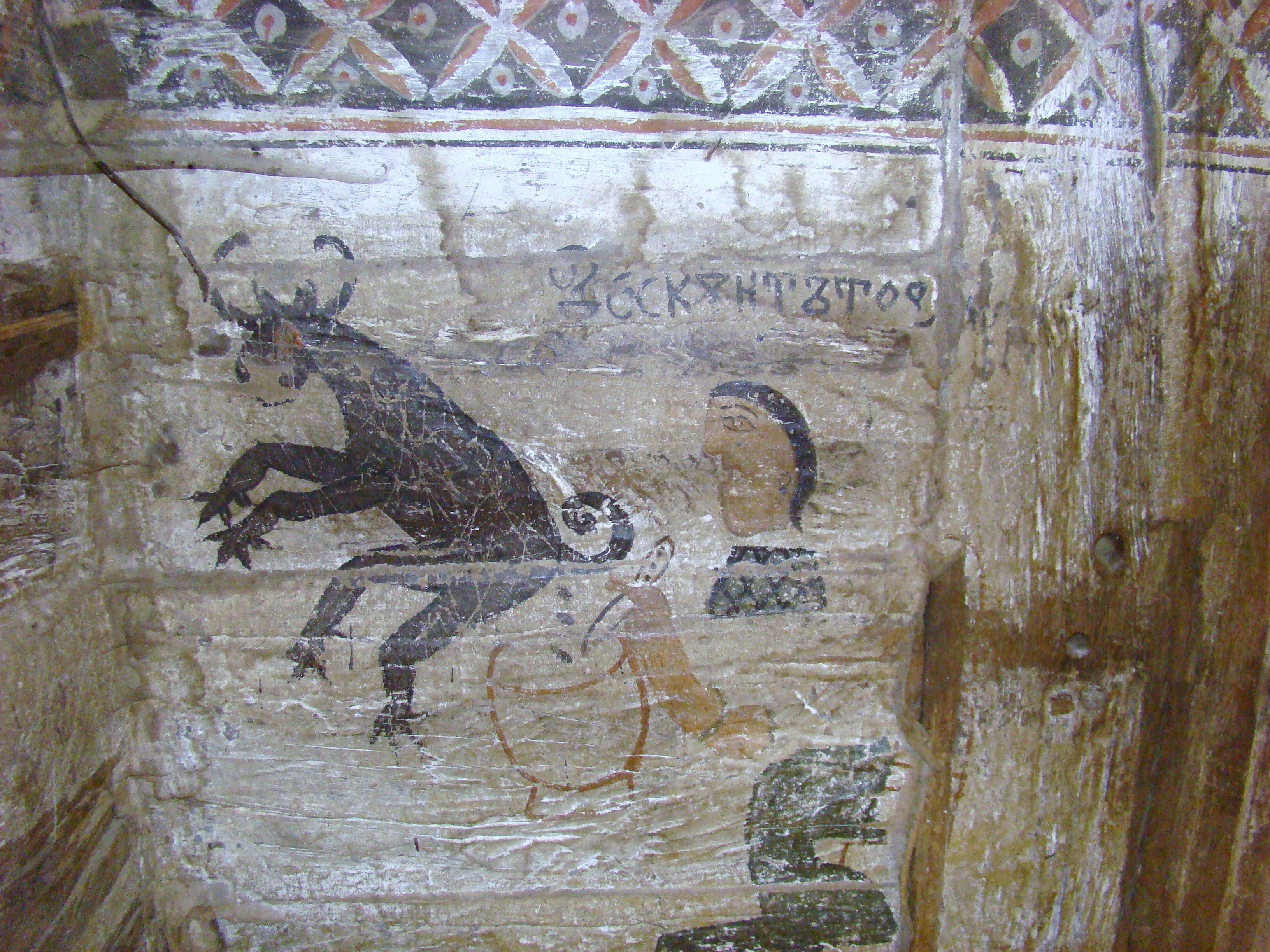
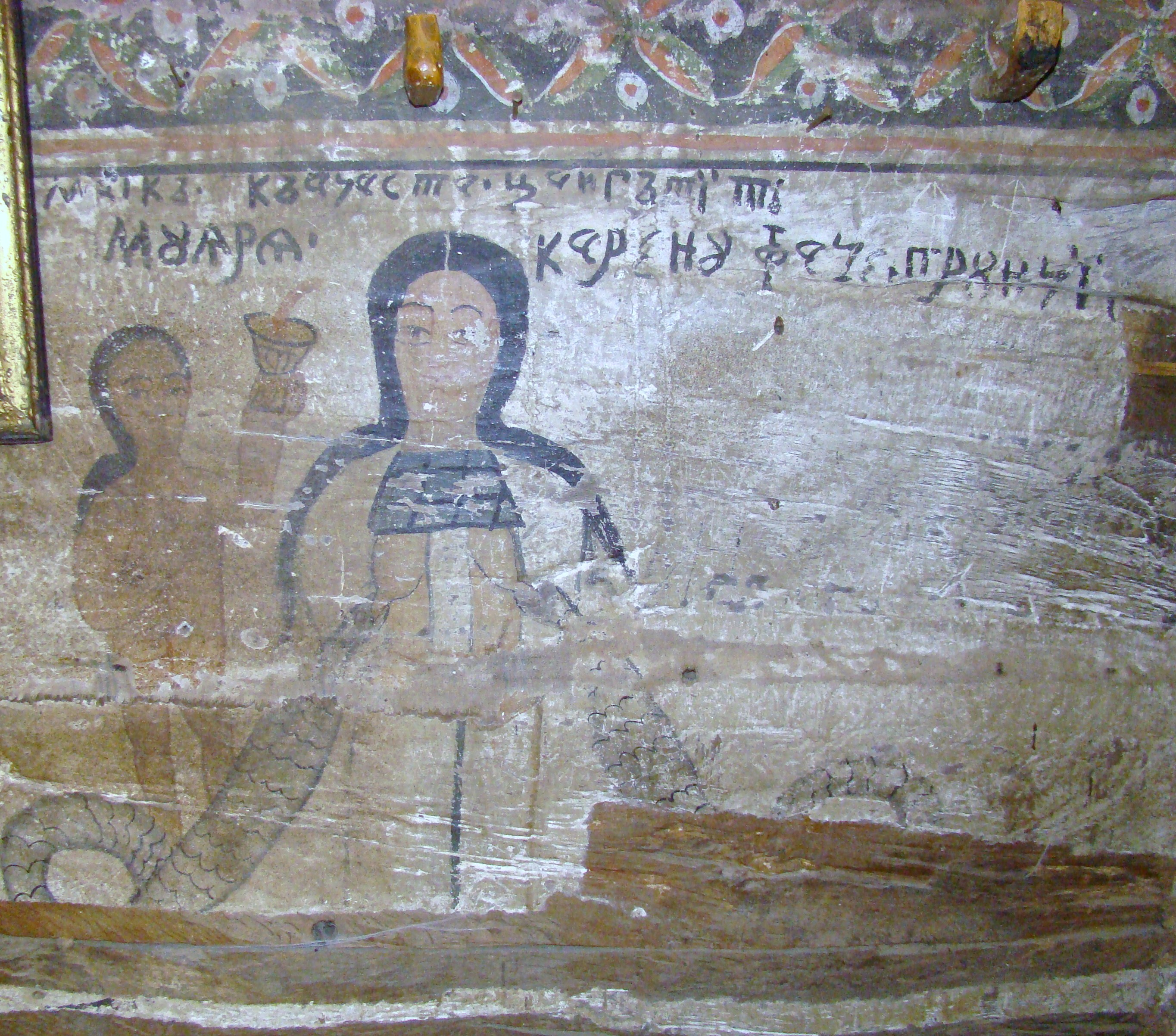
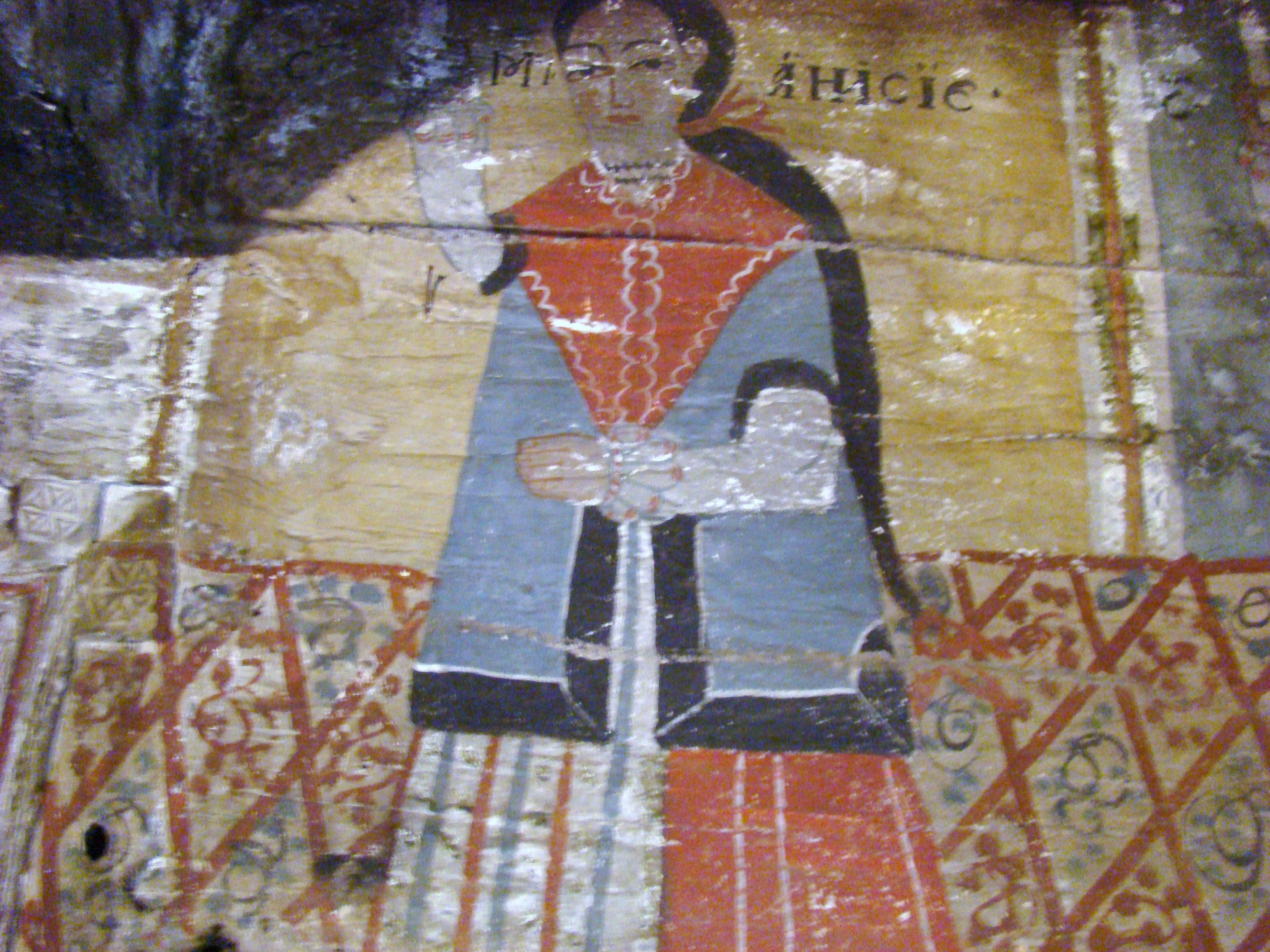
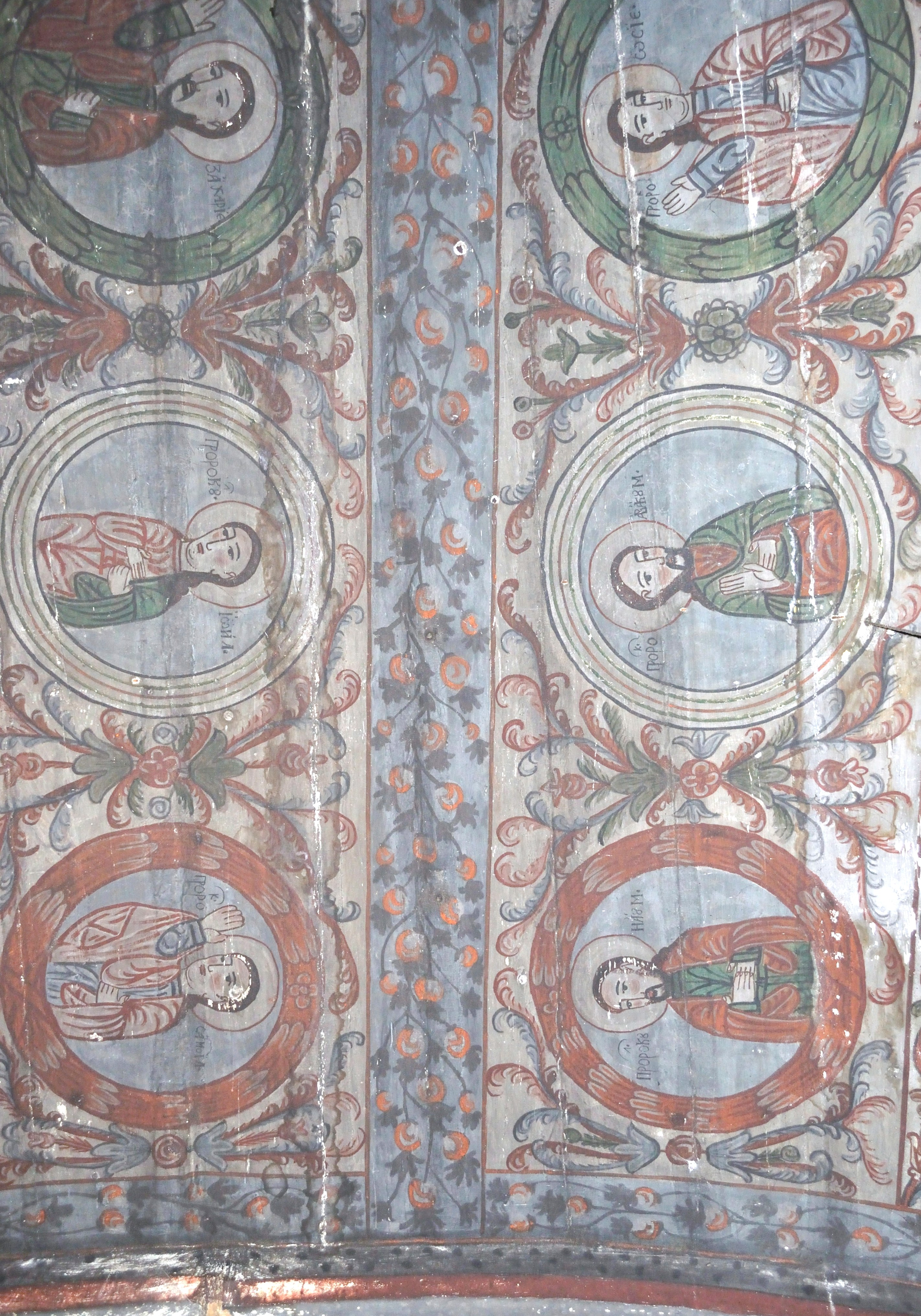
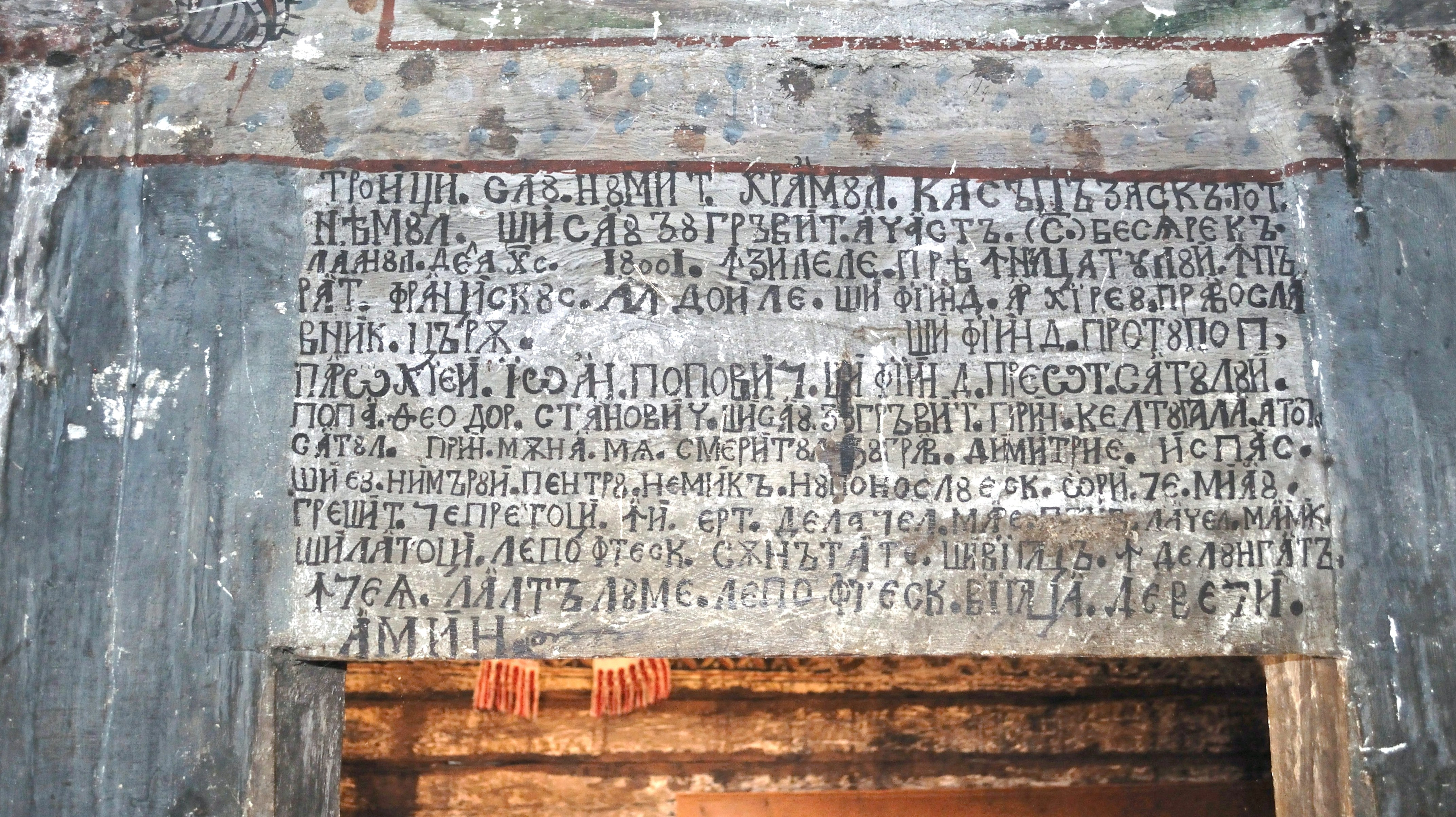
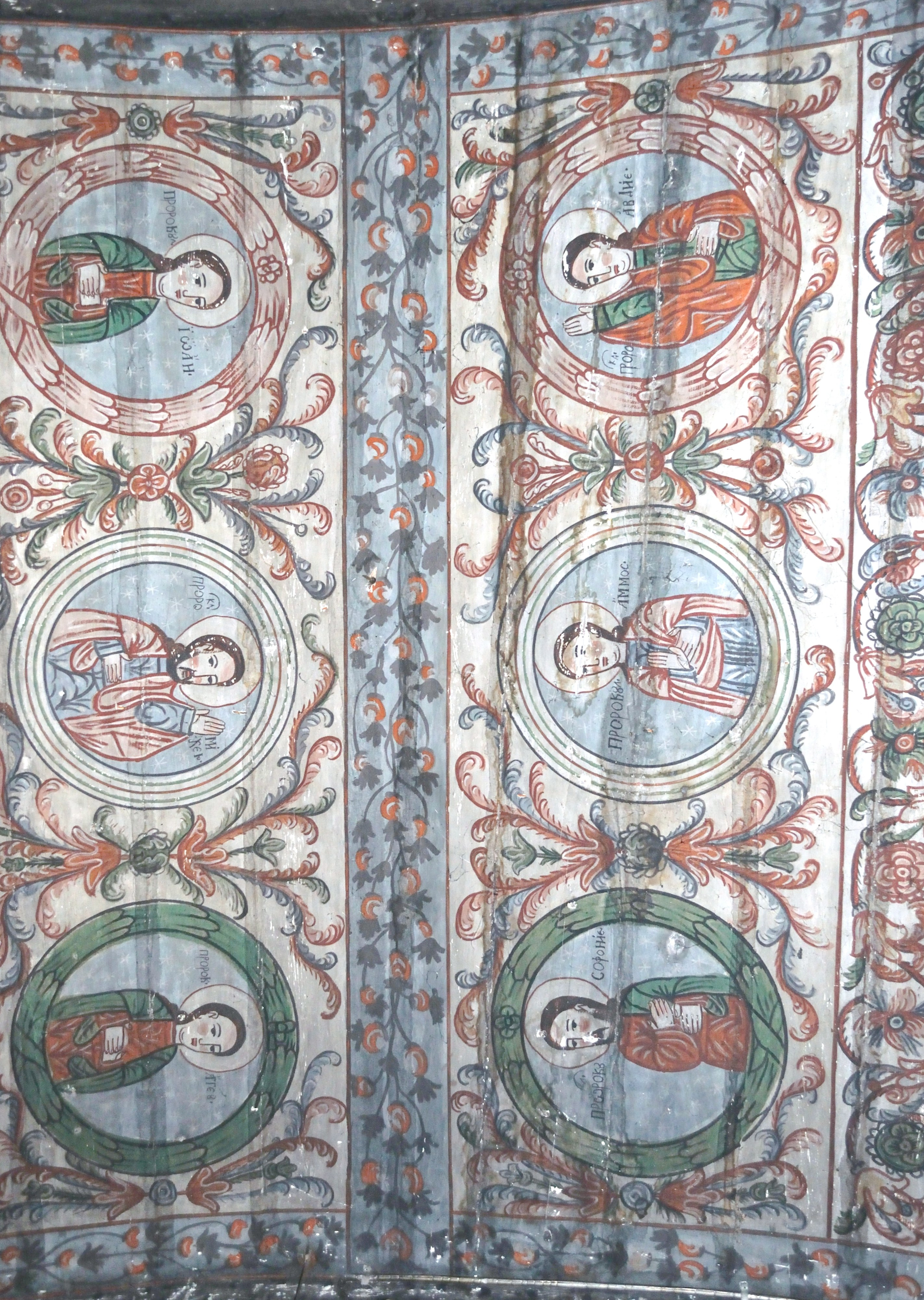
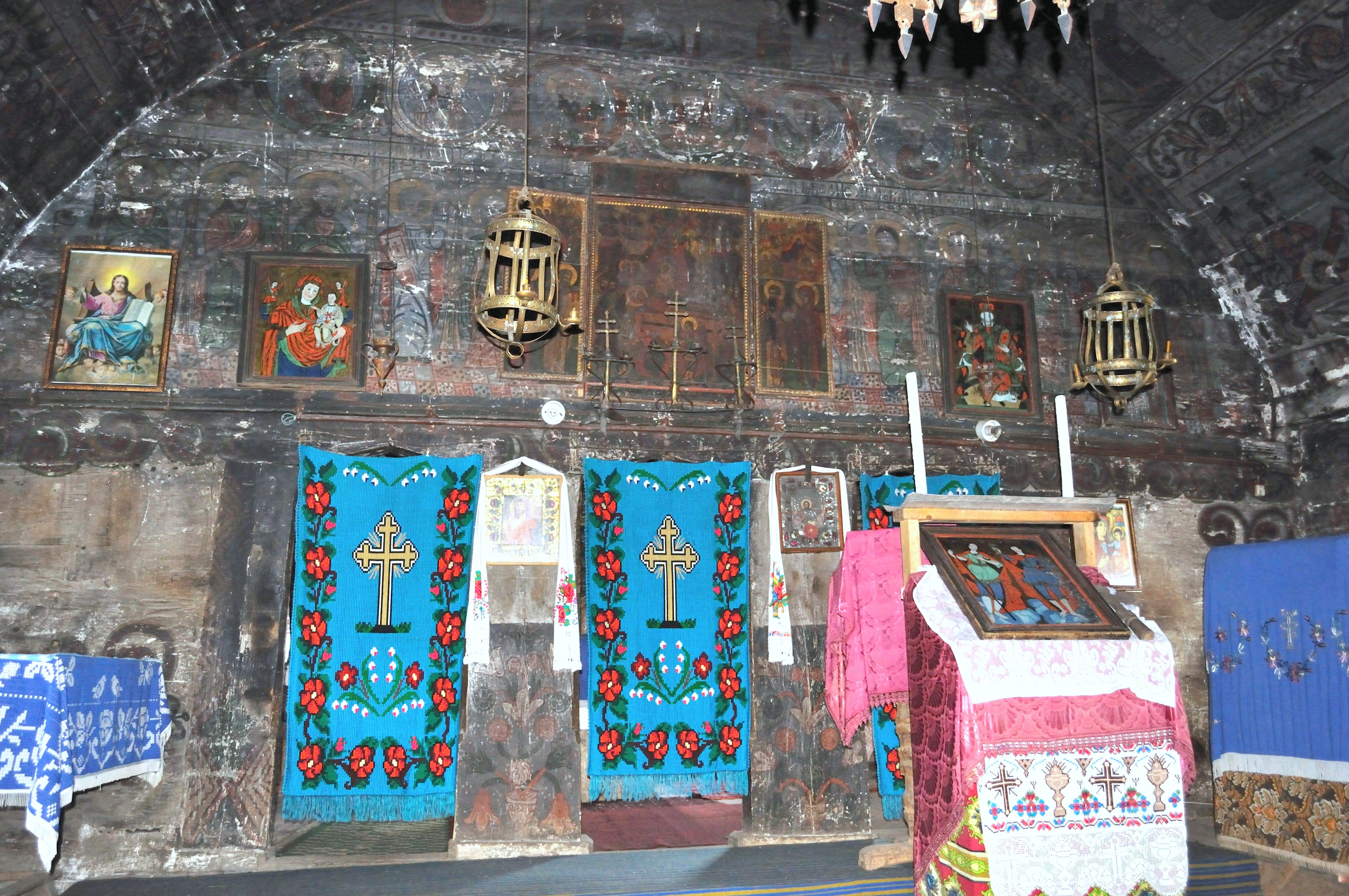
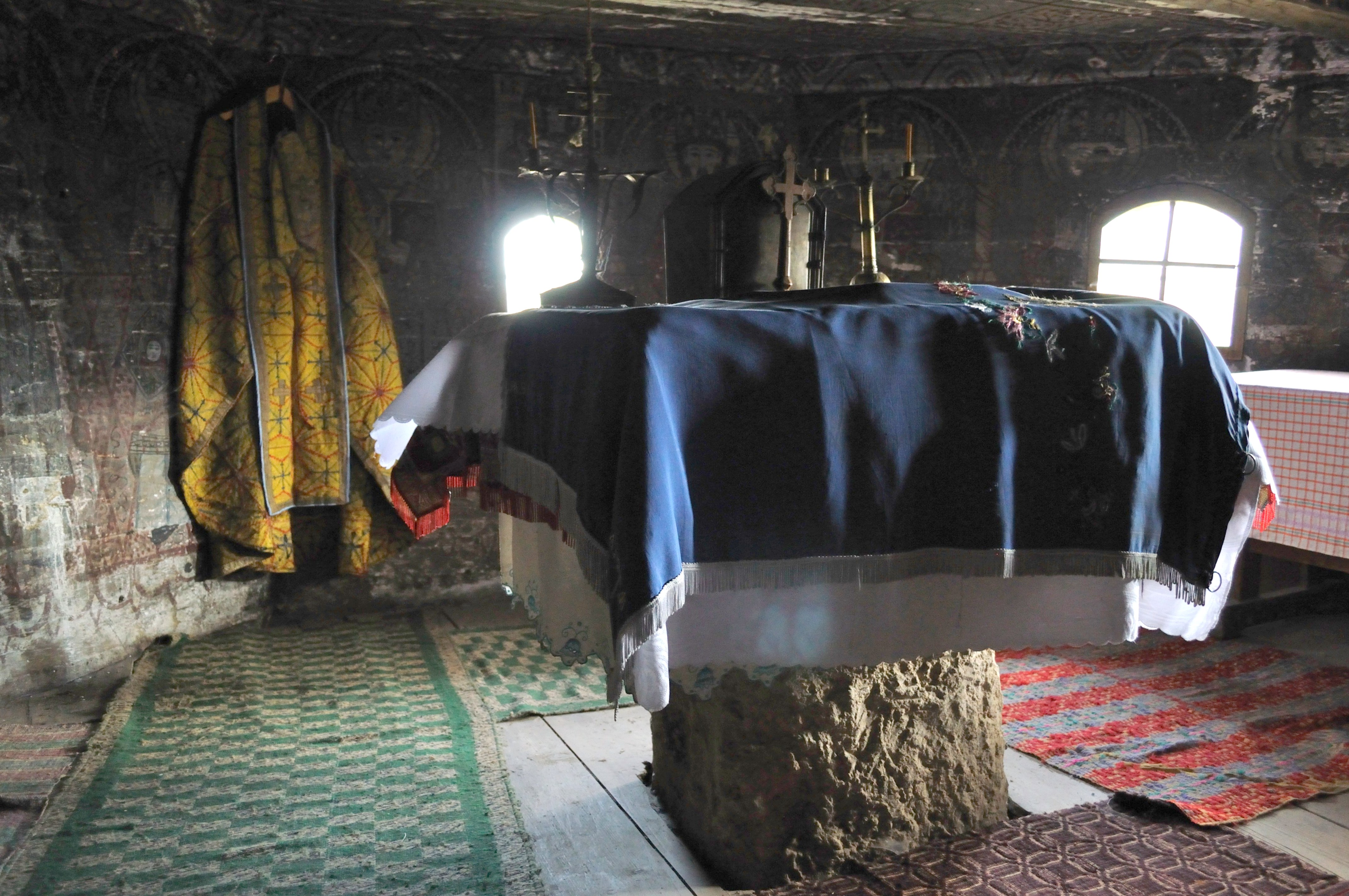
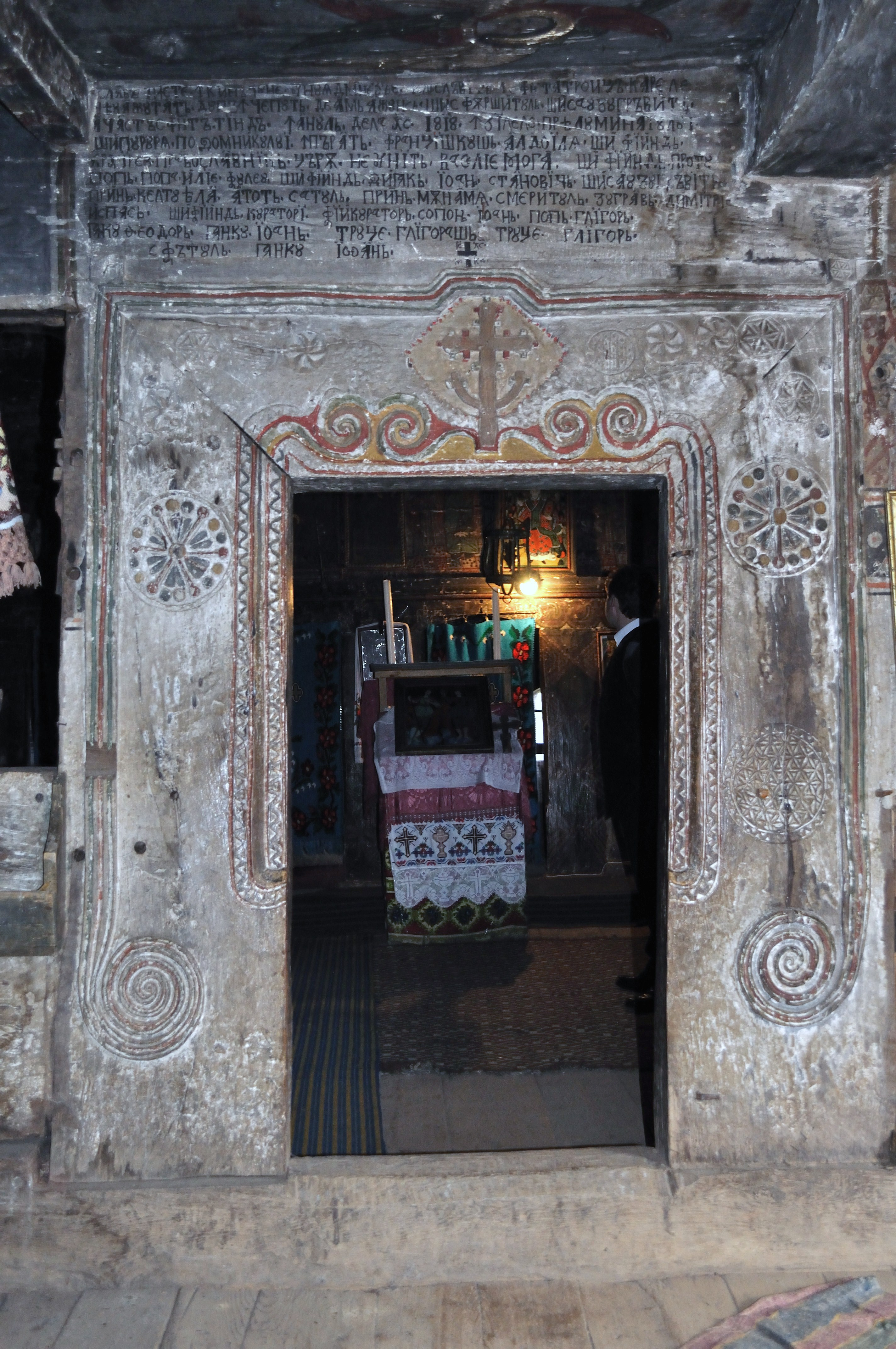
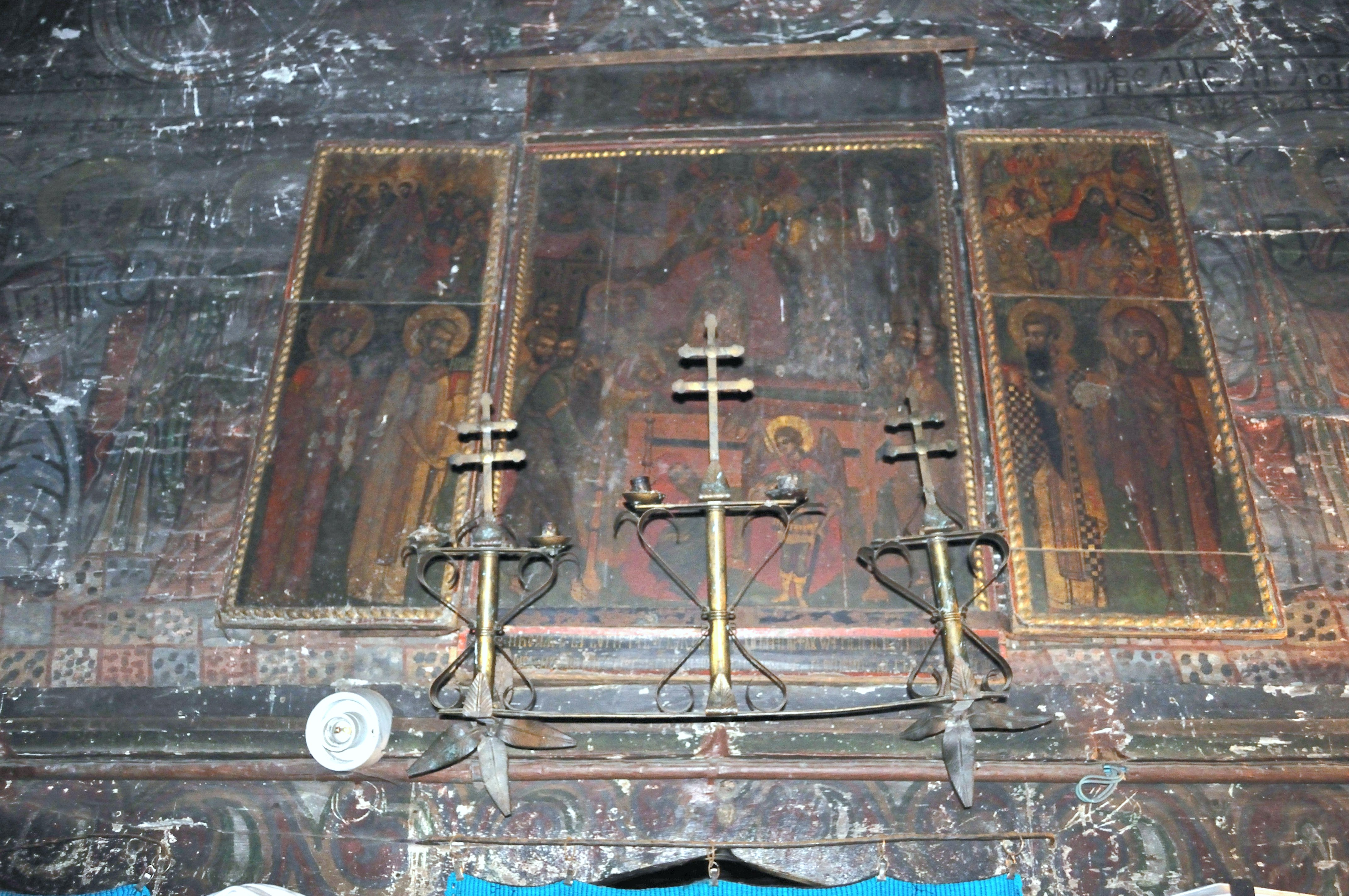
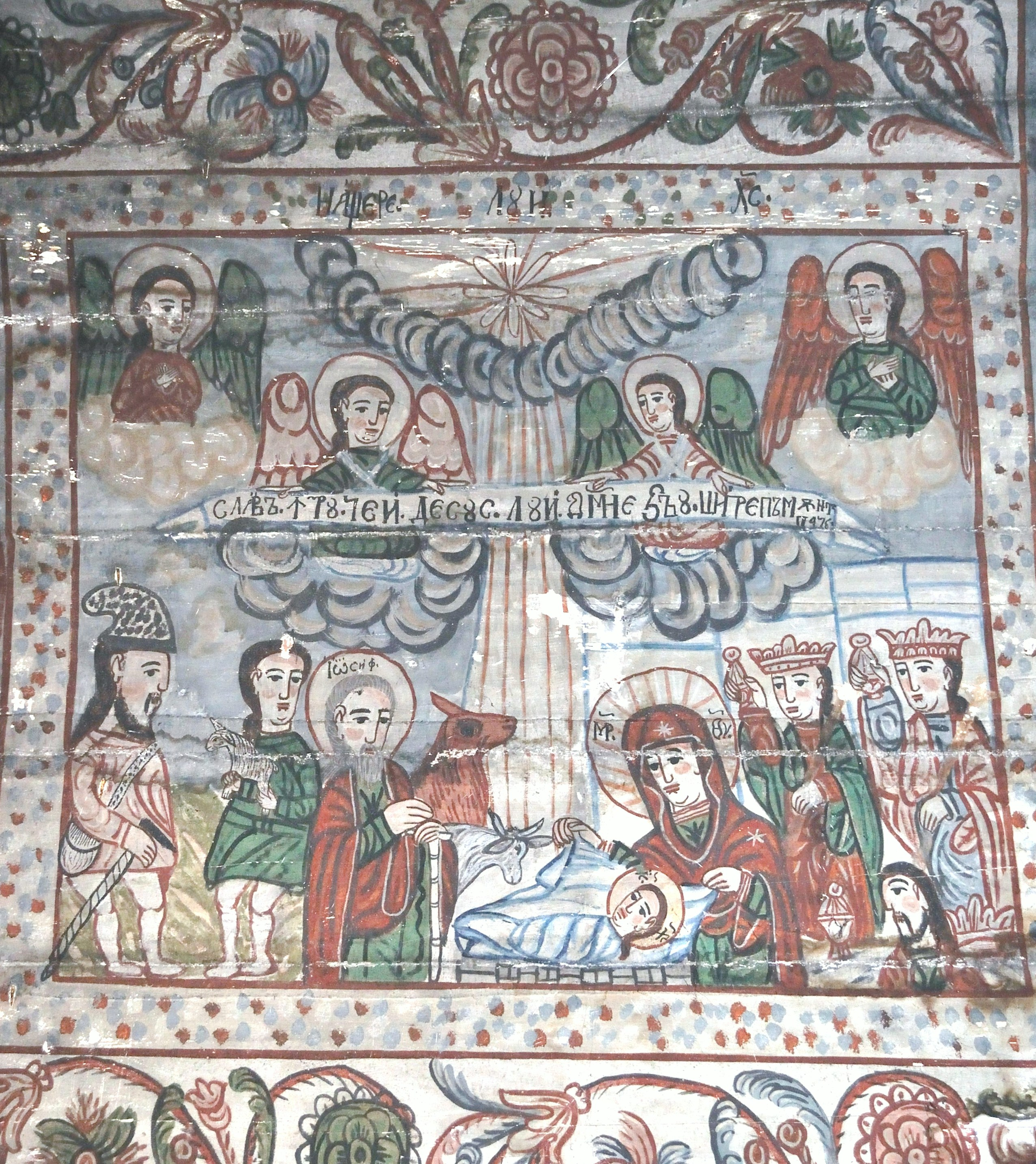
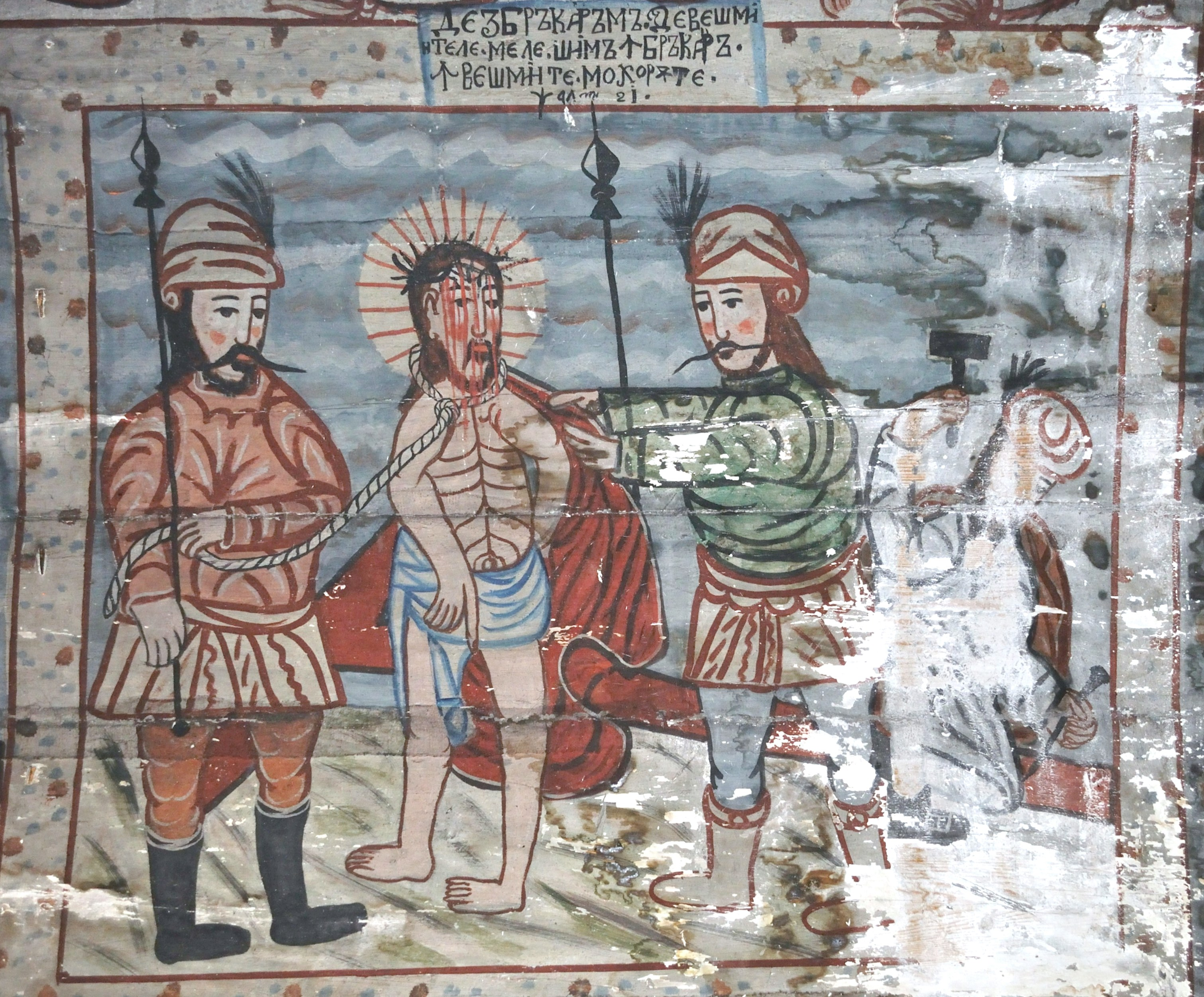
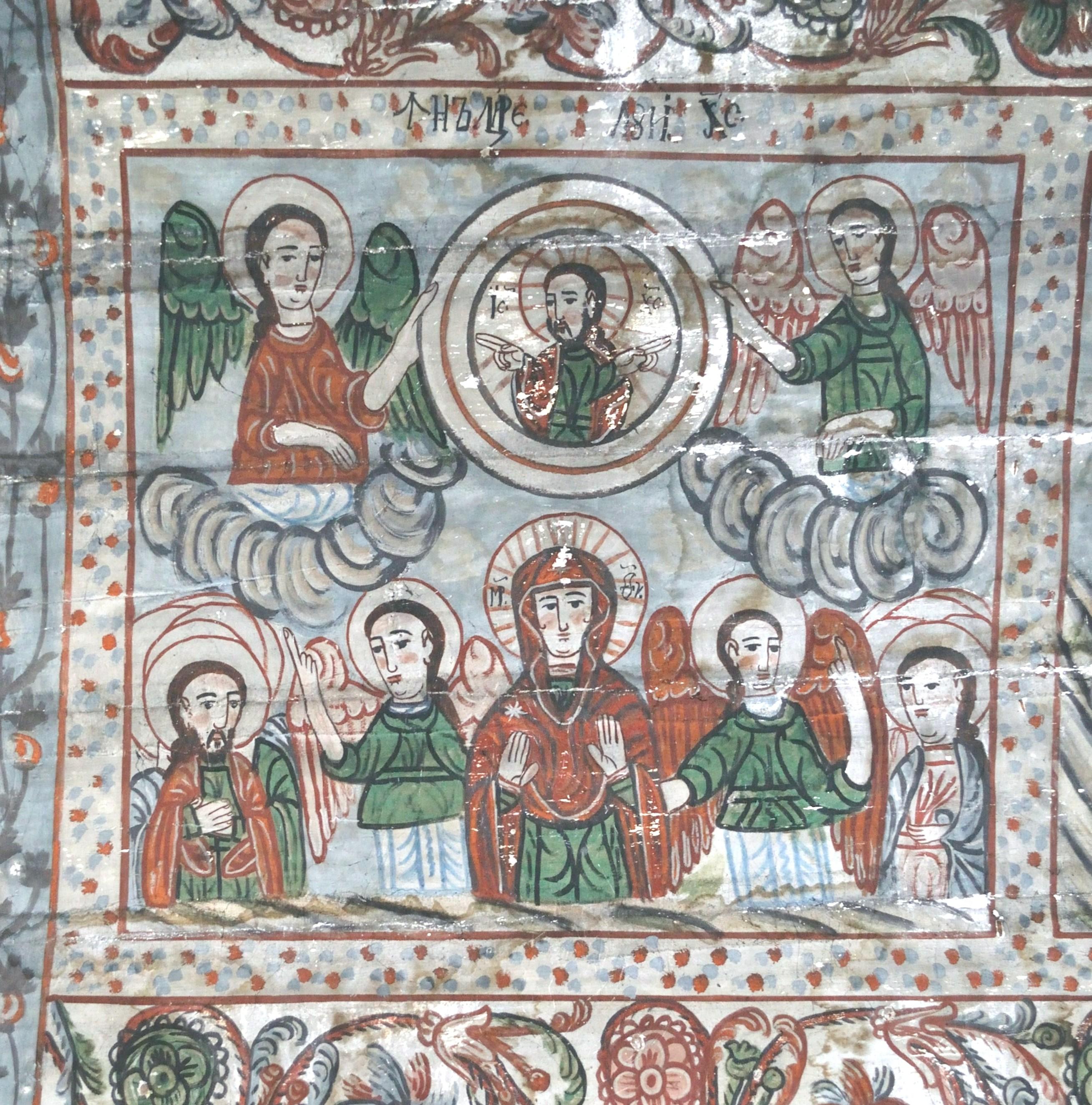
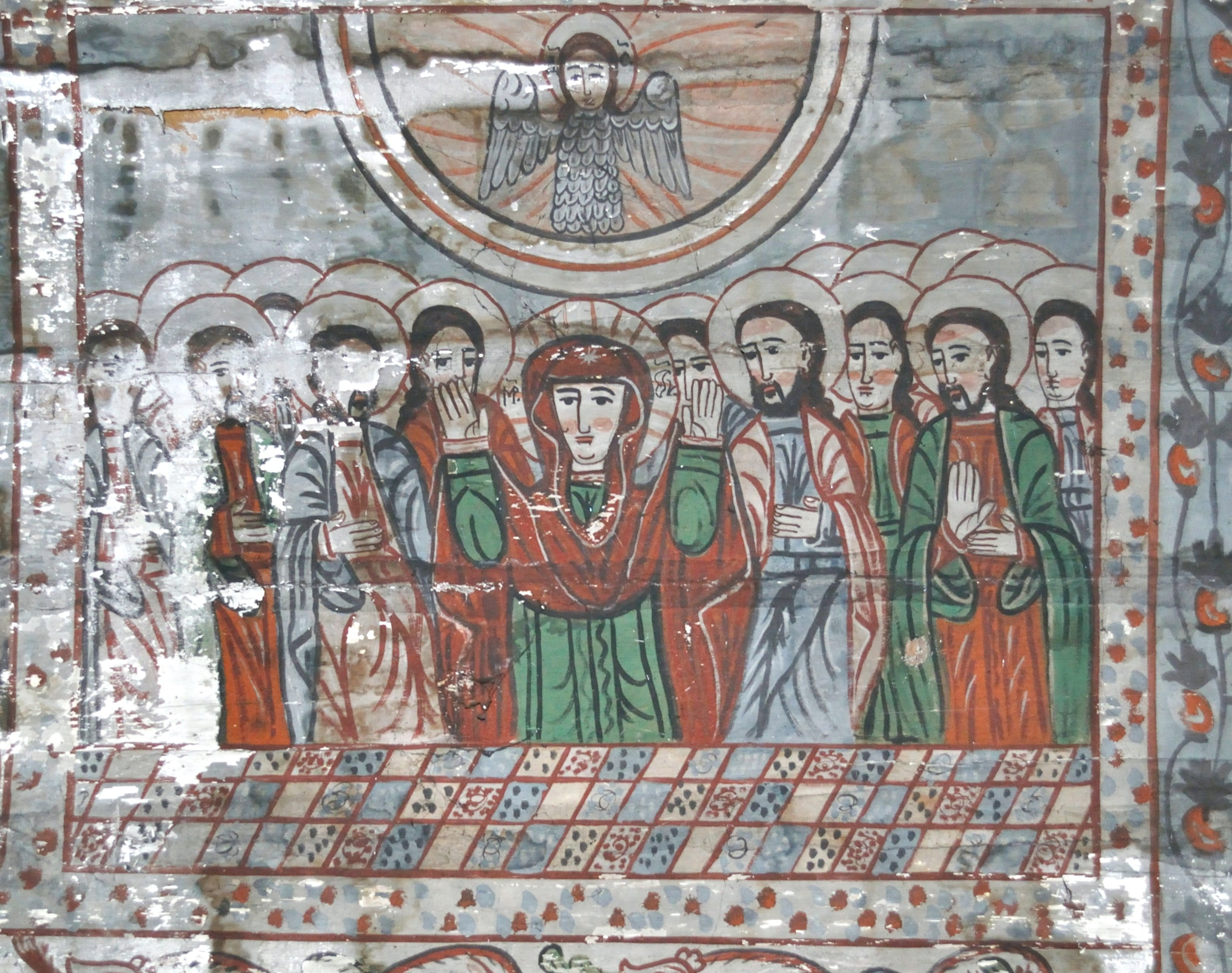
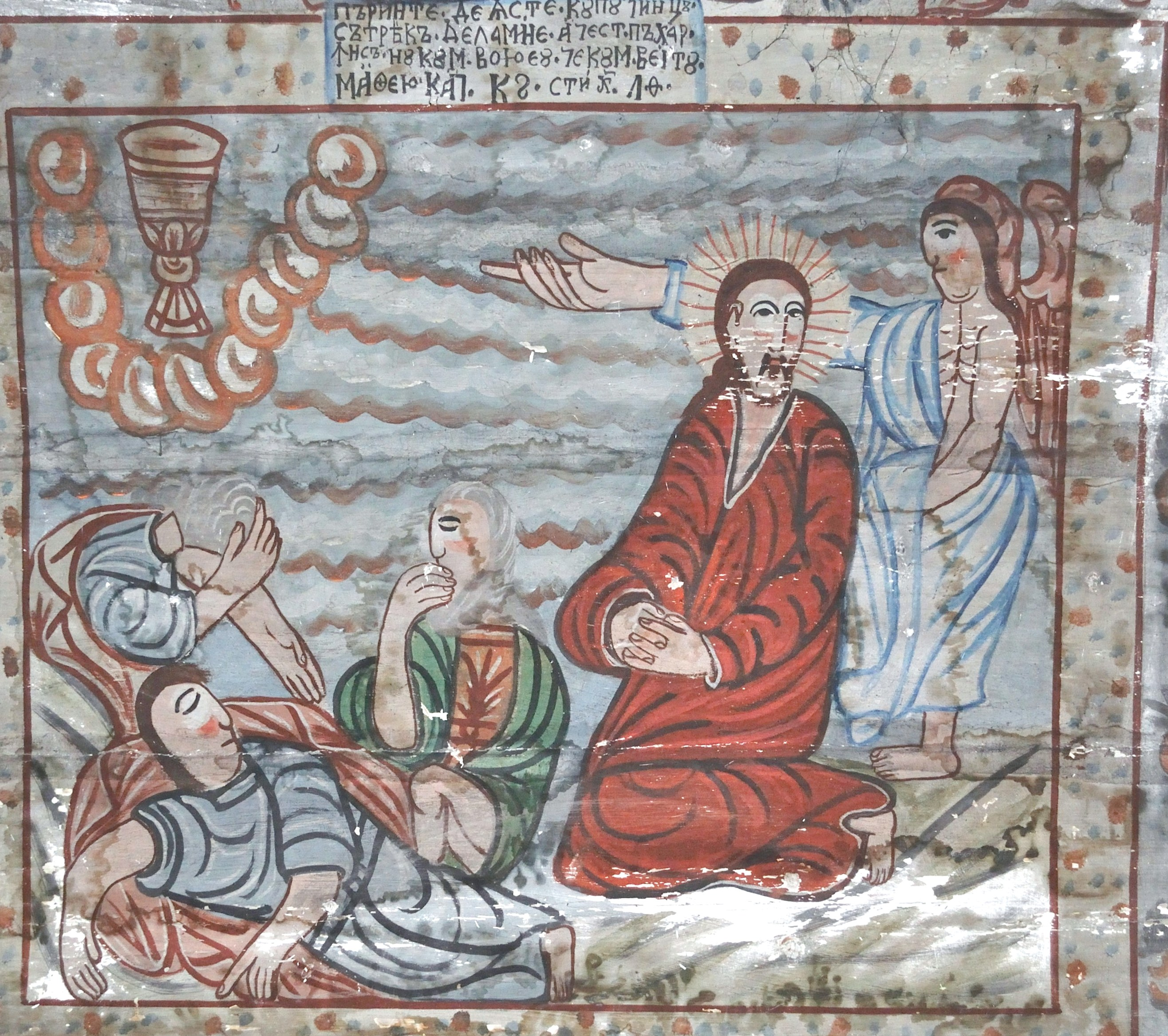

## Biserica și împrejurimile iarna

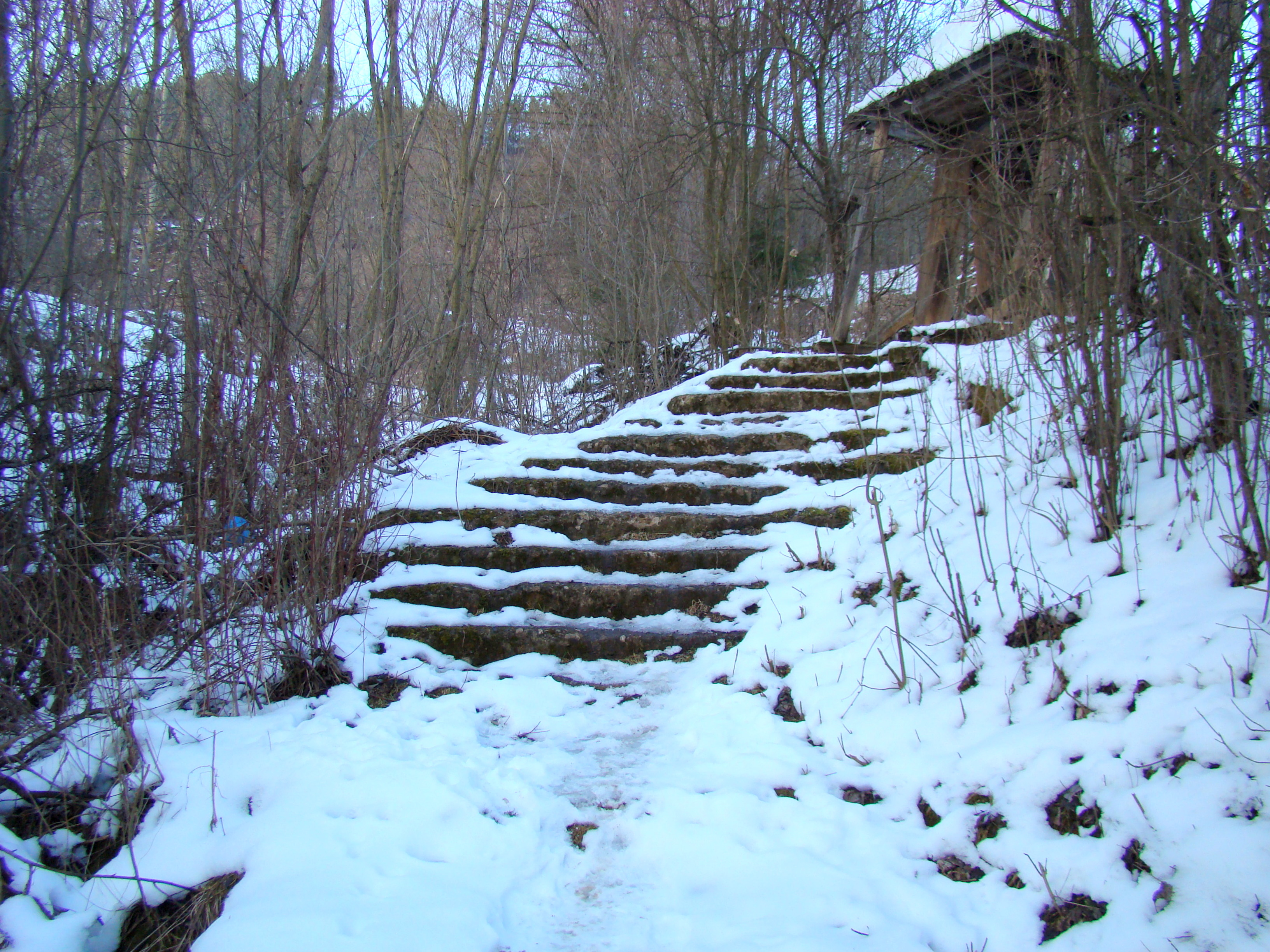
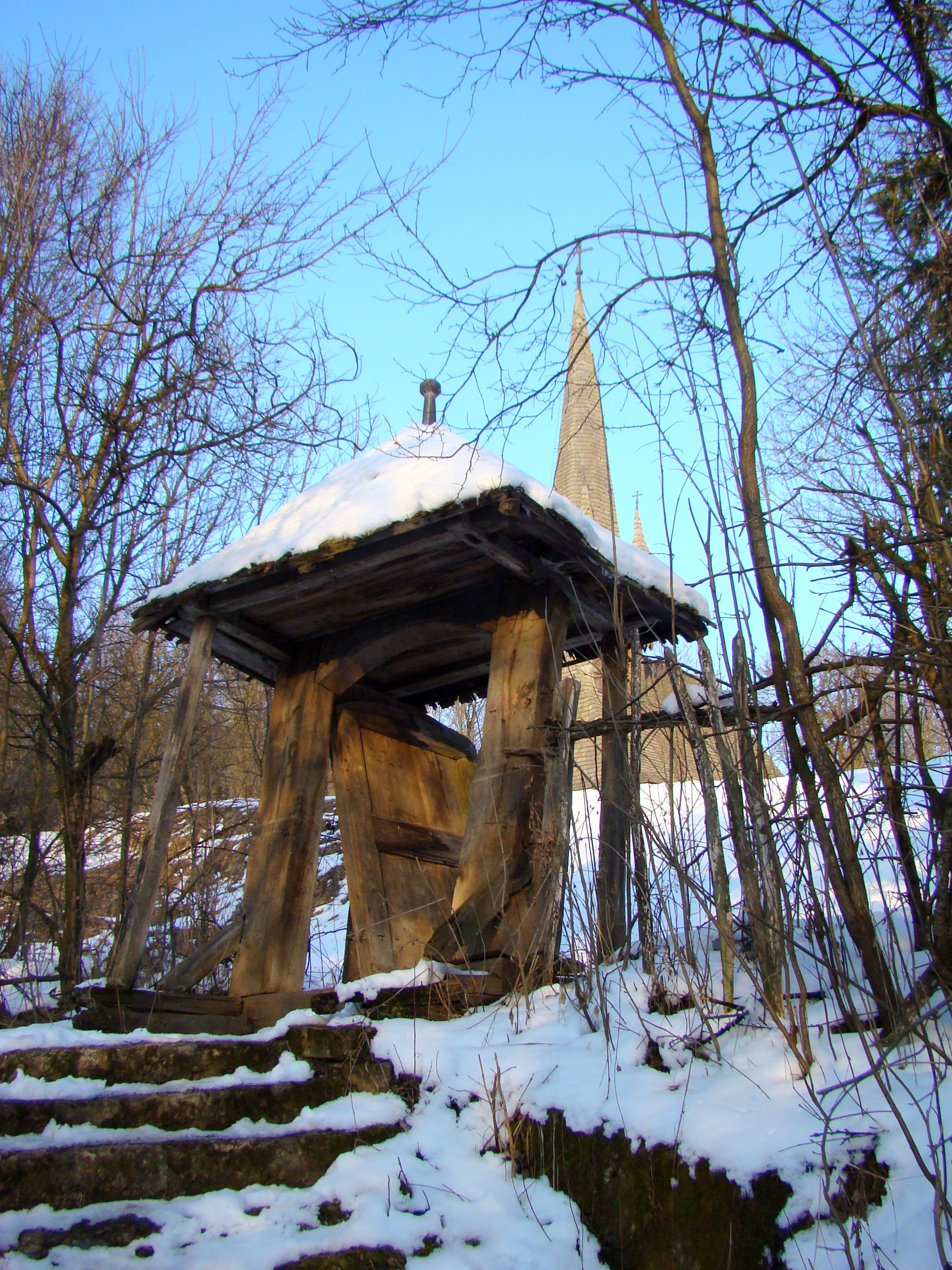
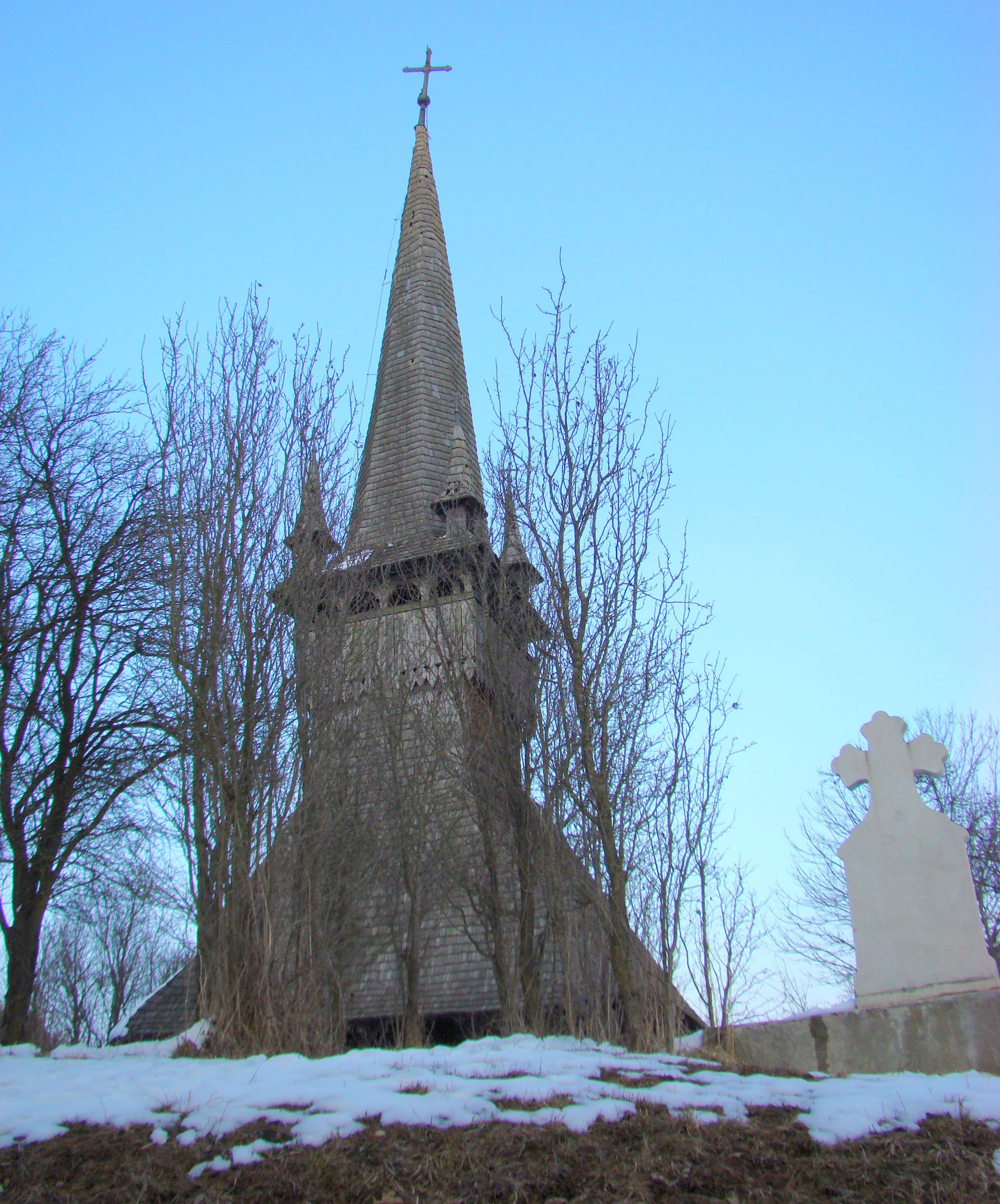
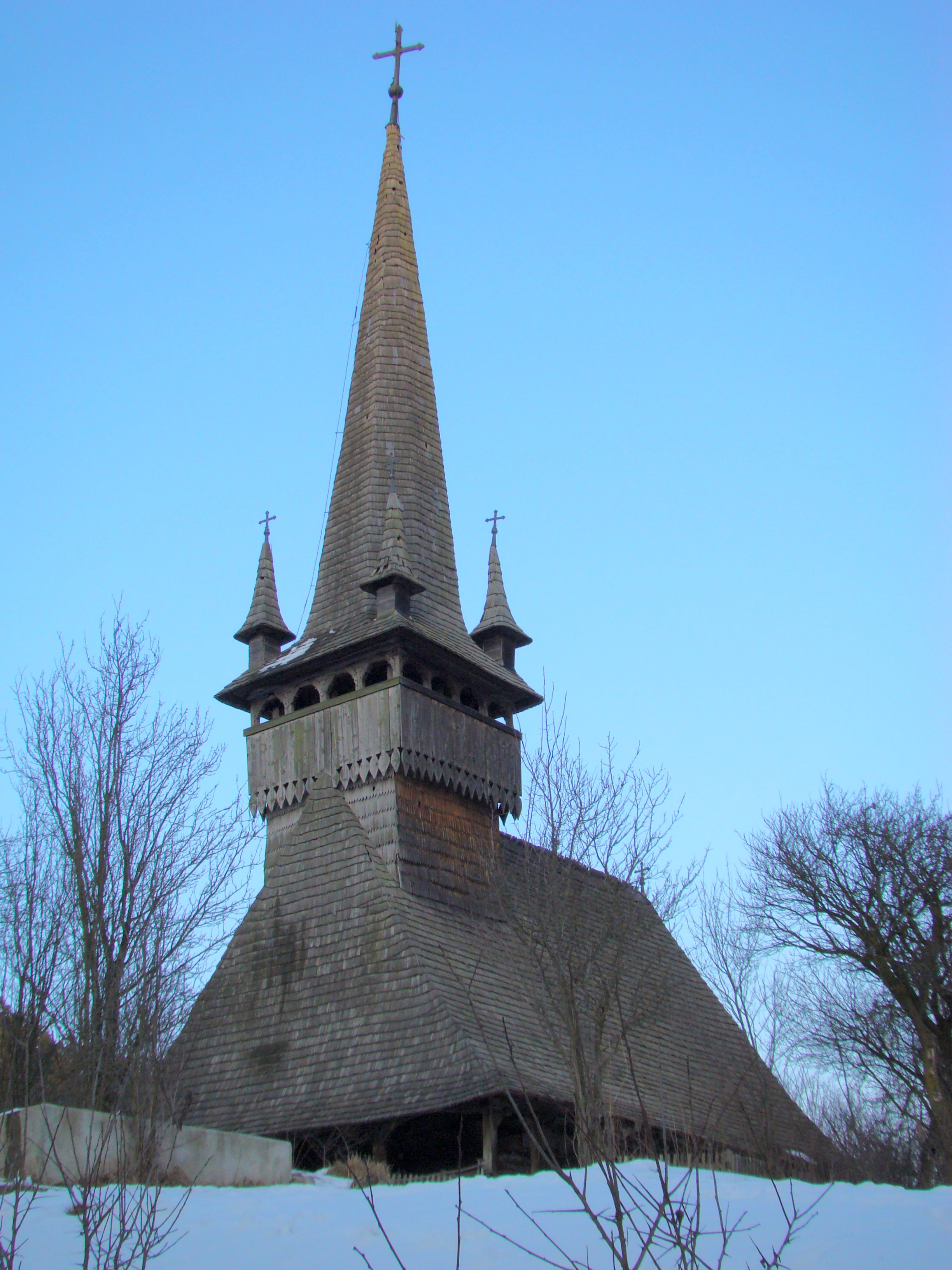
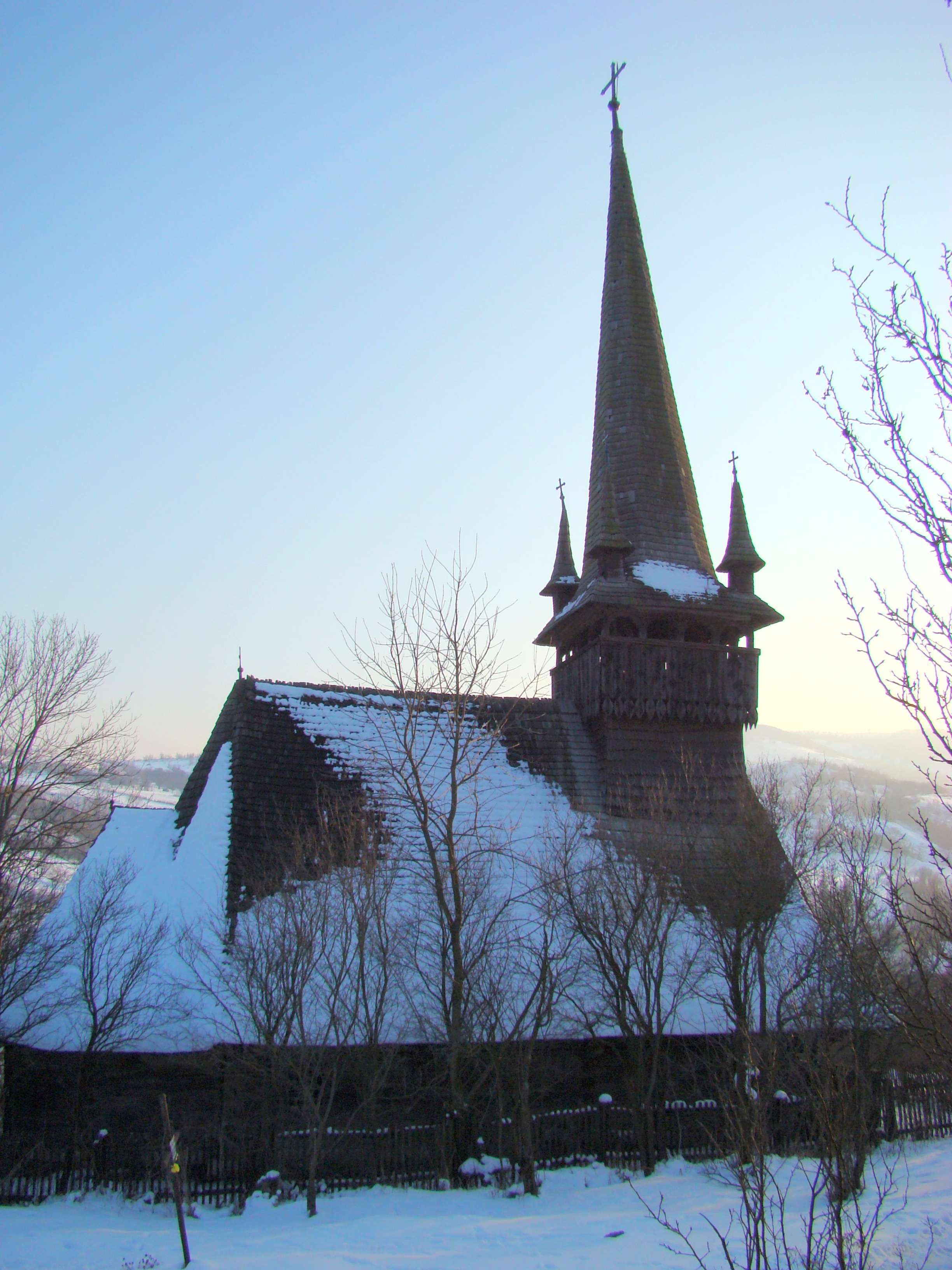
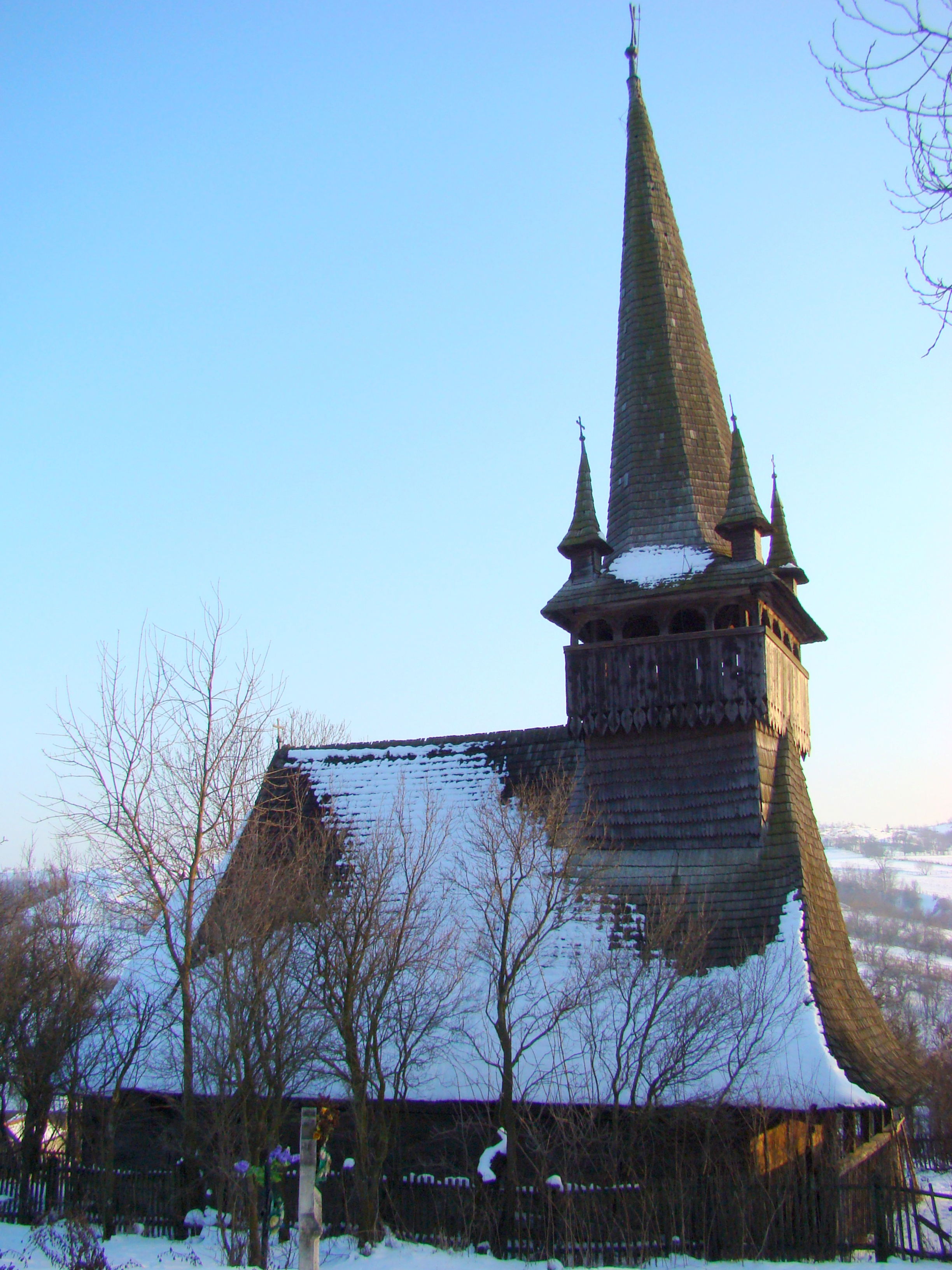
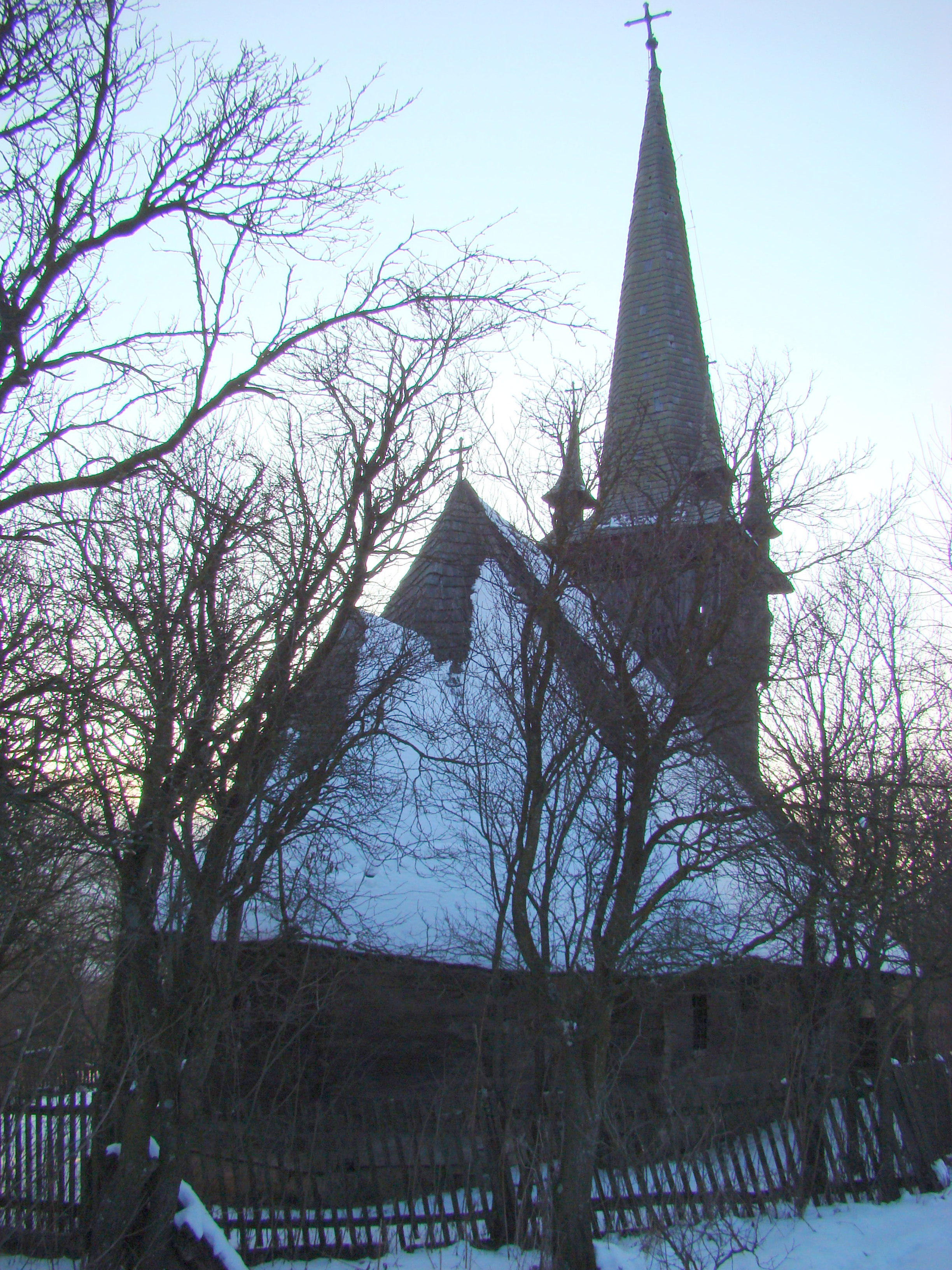
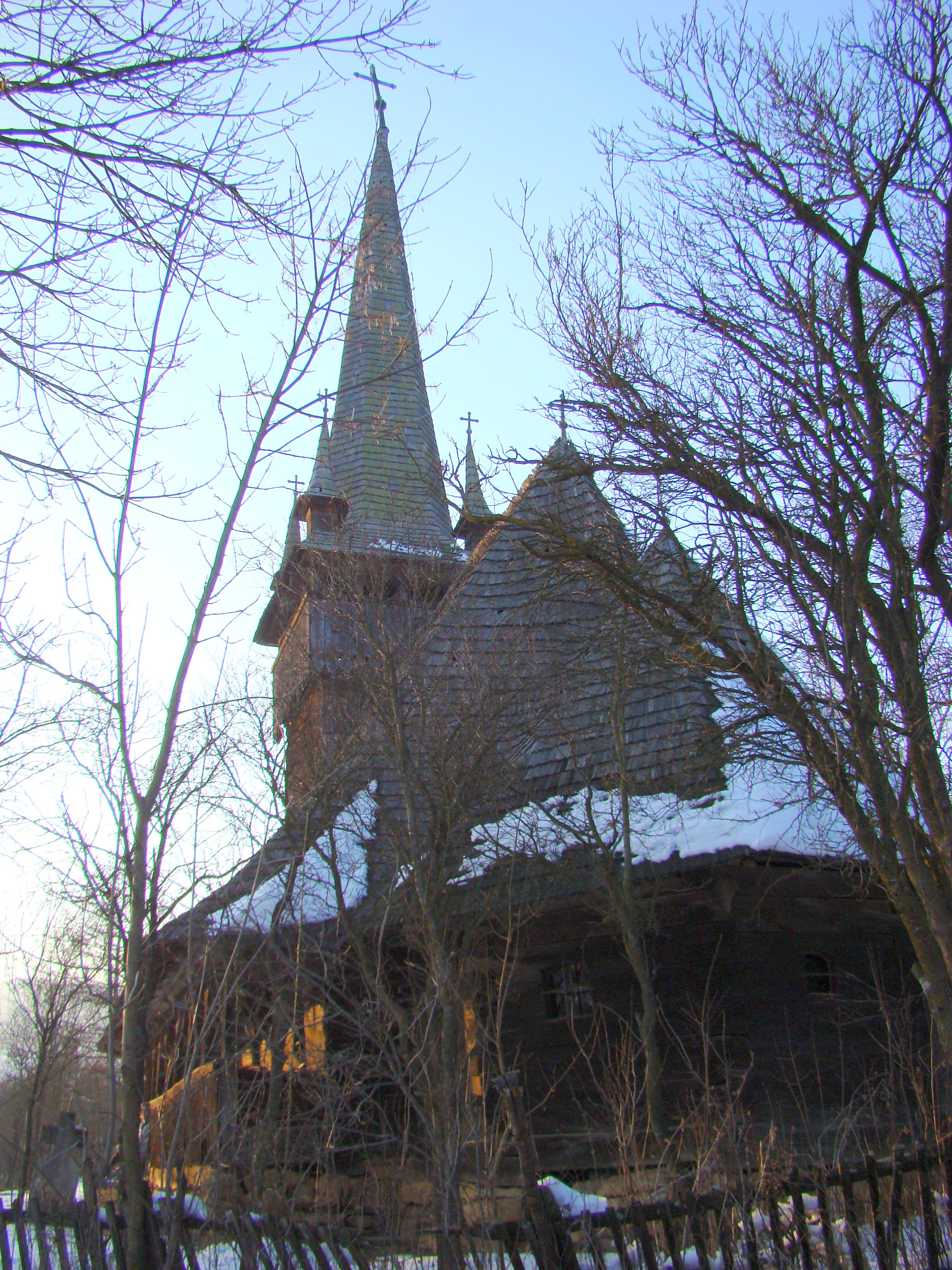
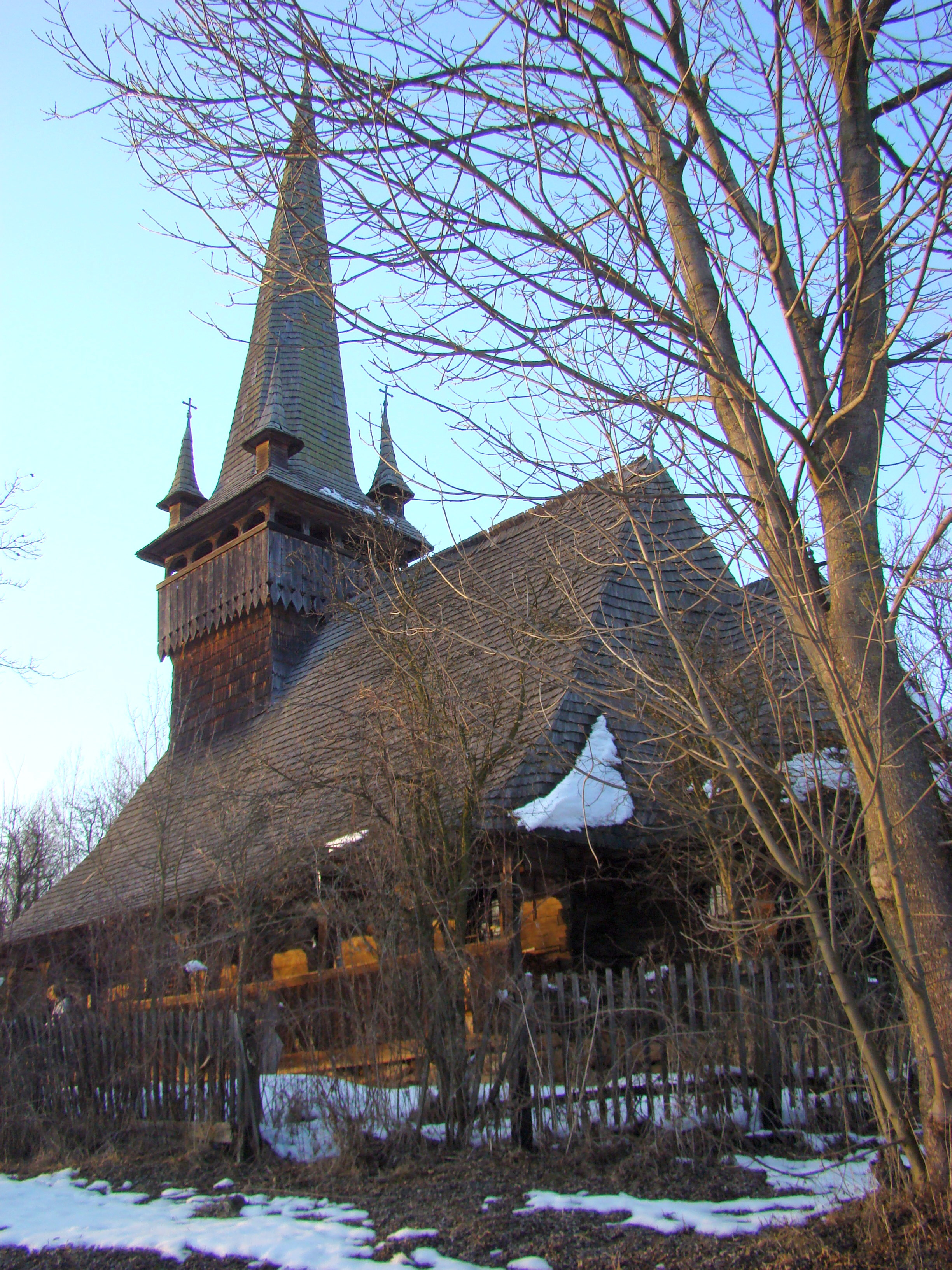
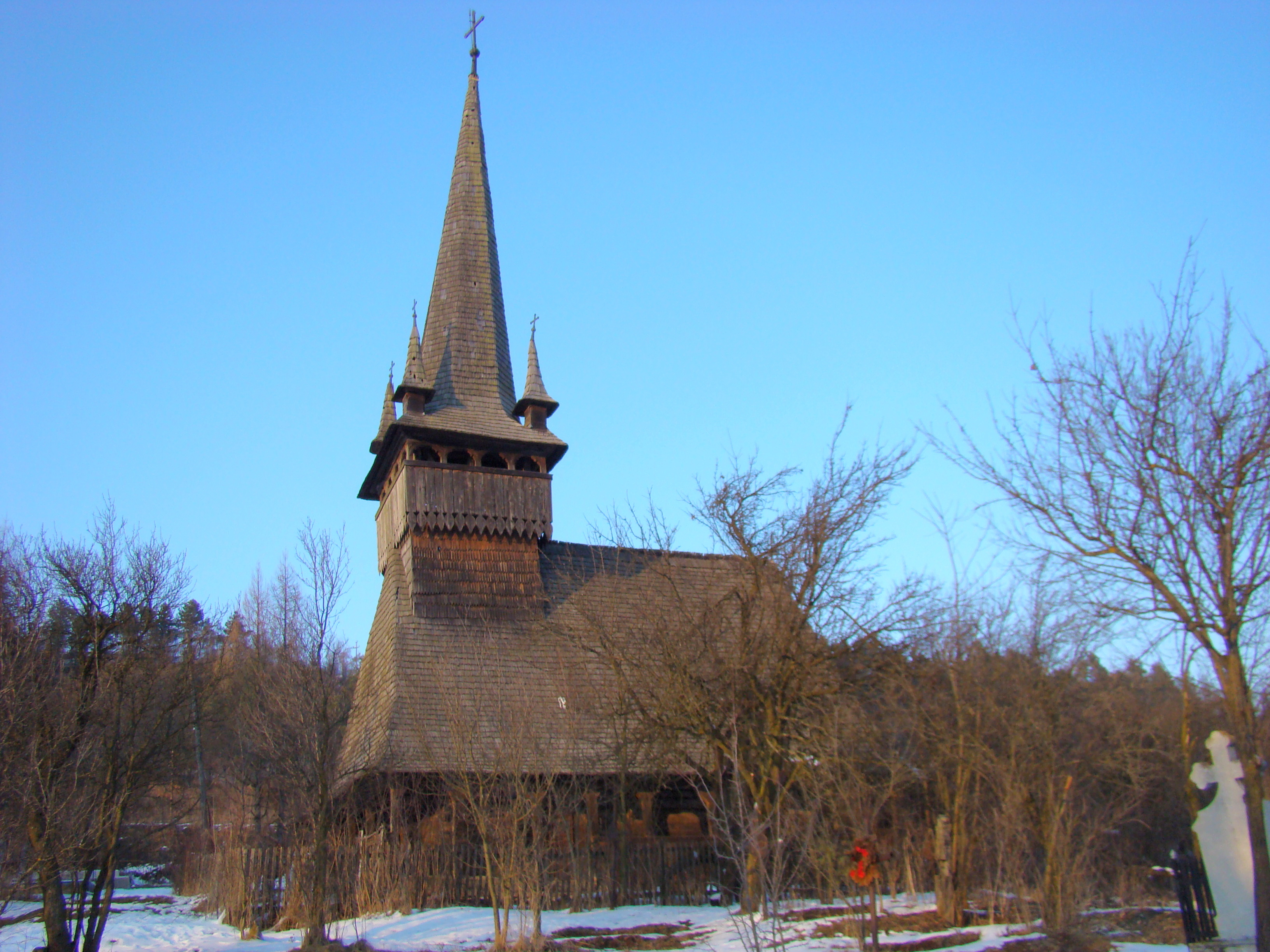
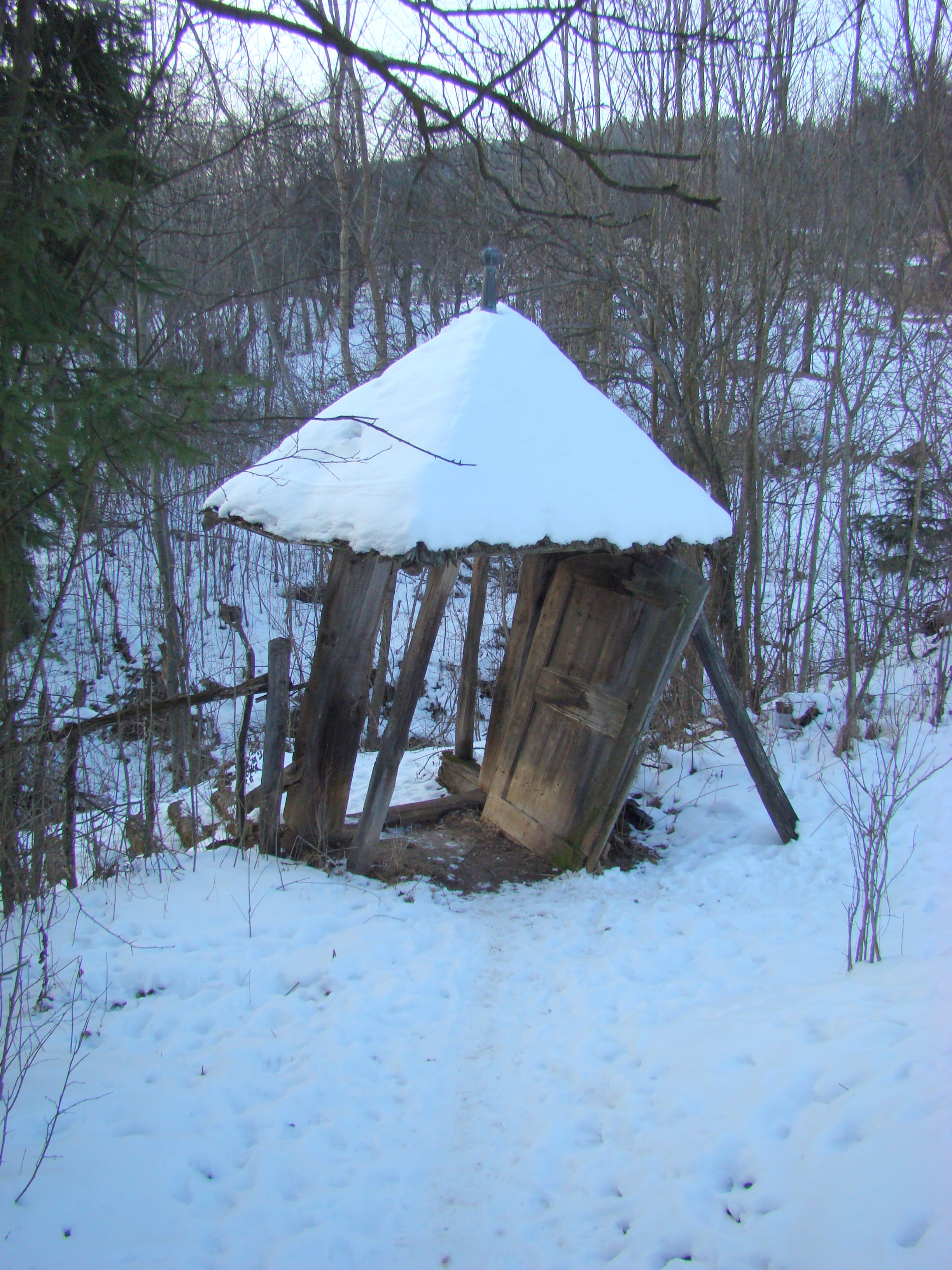
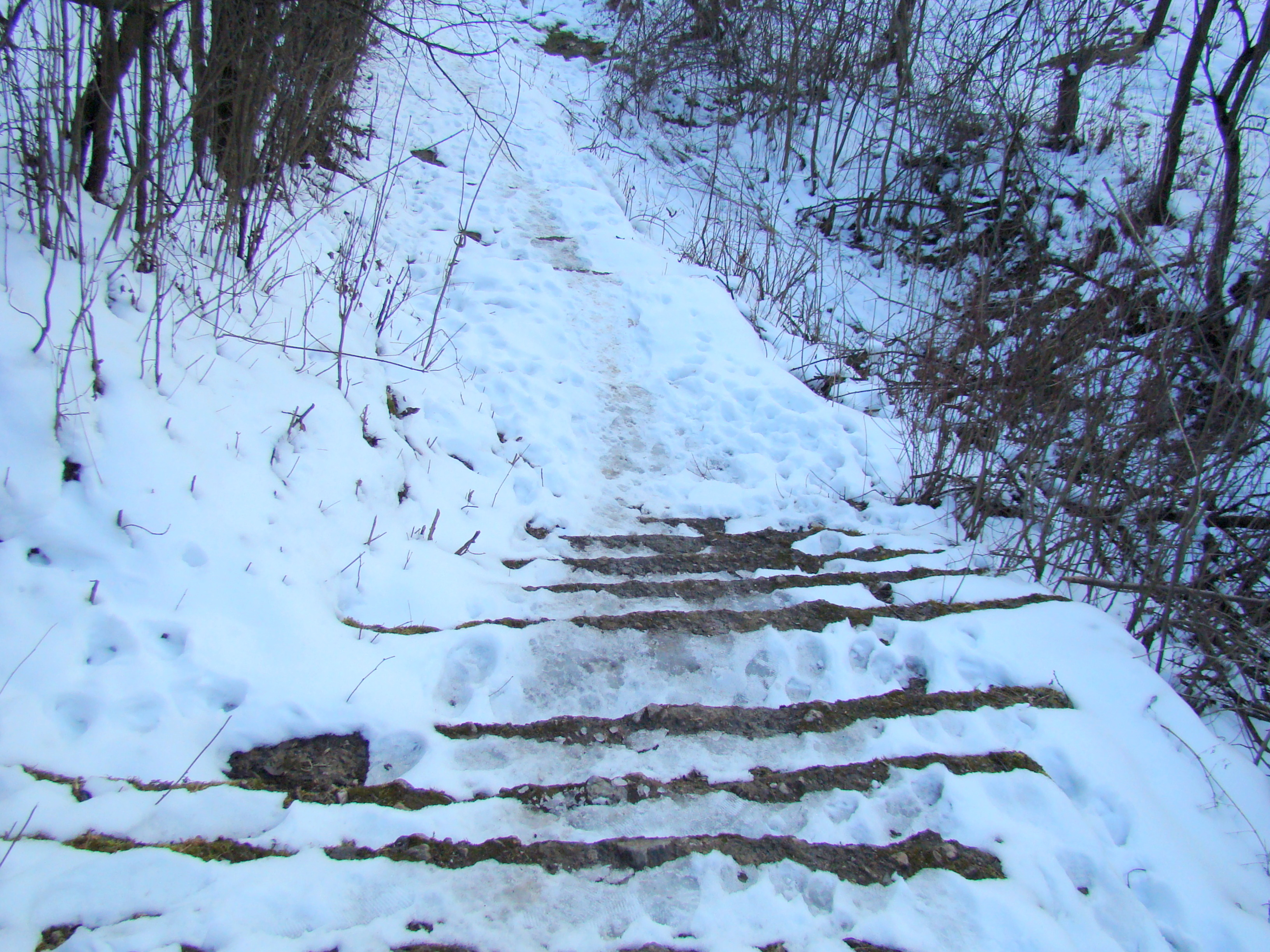